# 横浜DeNAベイスターズ

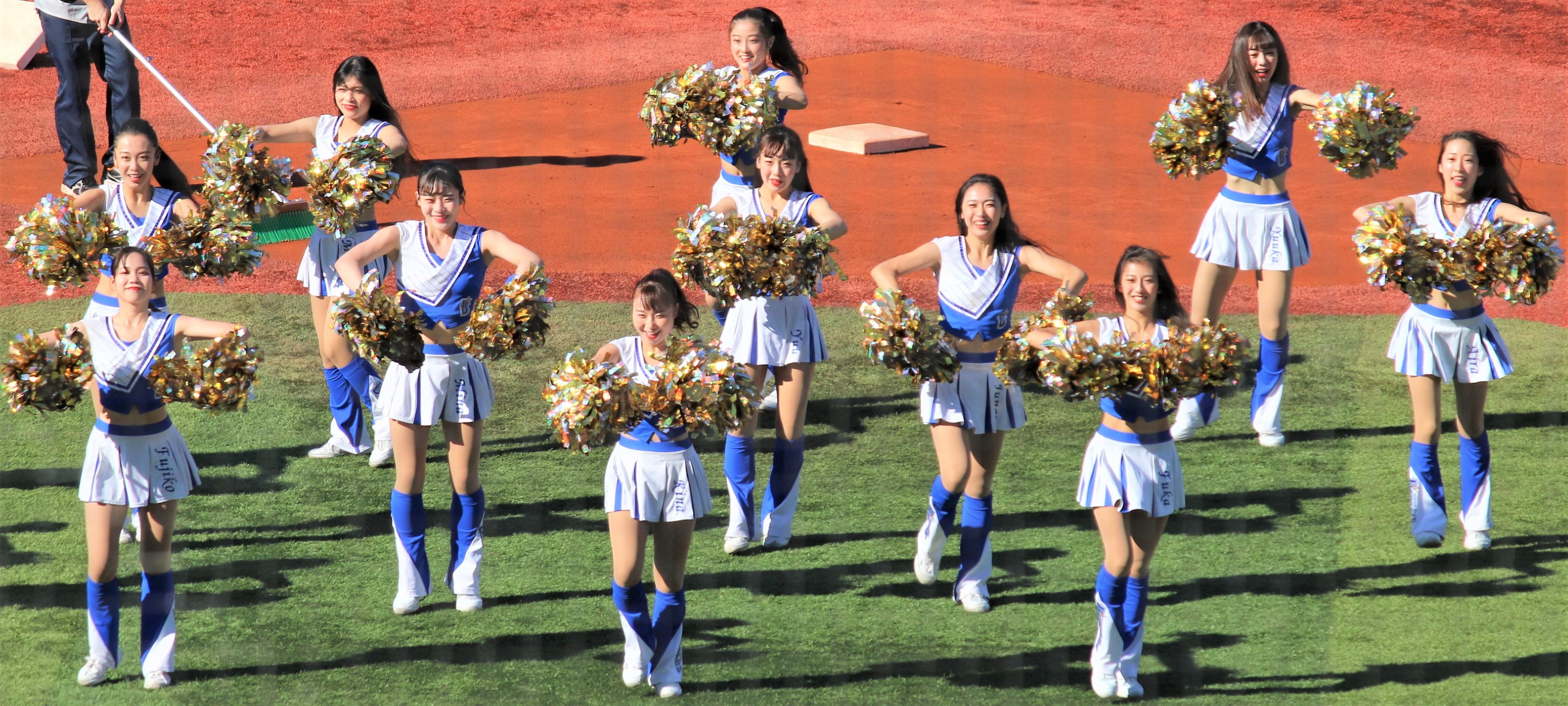
チアリーディングチームの"diana"
2020年10月25日 横浜スタジアム

横浜DeNAベイスターズ（よこはまディー・エヌ・エーベイスターズ、英: Yokohama DeNA BayStars）は、日本のプロ野球球団。セントラル・リーグに所属する。略称は「ベイスターズ」「DeNA」。
神奈川県を保護地域としており、横浜市中区にある横浜スタジアムを専用球場（本拠地）としている。また、二軍（イースタン・リーグ所属）の本拠地は横須賀市にある横須賀スタジアムである。更にその他には球団全体の練習場と合宿所が追浜公園内に設けられている。
1950年のリーグ分裂時に大洋ホエールズとして発足し、松竹ロビンスの合併などを経て、1955年から一貫して神奈川県内に本拠地を置き、親会社の変更などにより球団名が大洋ホエールズ→横浜大洋ホエールズ→横浜ベイスターズと変わったのち2012年よりディー・エヌ・エーを親会社とする現球団名となり、現在に至る。なお、本記事ではこれらの前身球団時代についても述べる。

## 球団の歴史

### 球団創立
林兼商店（後の大洋漁業→マルハ〈現・マルハニチロ〉）の実業団チームとして1929年5月に山口県下関市で創立され、翌1930年の第4回全日本都市対抗野球大会では初挑戦ながら、全国大会出場を果たした（初戦敗退）。翌年は中国大会でベスト4に入るなどの成績を残したが、世界恐慌の影響などで1932年の第6回全日本都市対抗野球大会前に休止状態となり、軟式野球部だけが太平洋戦争開始前後まで存在していた。戦後、1946年6月に大洋漁業（1945年12月に改称）軟式野球部として復活。同年11月（一説には1947年3月）には硬式野球部へ変更された。その後の都市対抗野球では全国大会の常連となり、1948年には国体で優勝し、一躍名を上げる。
1949年オフにプロ野球がリーグ拡張方針を打ち出すと、各企業がプロ野球参加に名乗りを上げ、大洋漁業野球部から戸倉勝城・河内卓司・徳網茂ら主力選手が新球団の毎日オリオンズに引き抜かれた。野球部に情熱を注いでいた前社長中部兼市は憤慨し、自社野球部のプロ参加方針を打ち出すこととなった。
1949年11月22日に「株式会社まるは球団」を設立し、球団名を暫定的にまるは球団とした。セントラル・リーグに加盟。下関市をフランチャイズ、下関市営球場（下関球場とは別）を本拠地球場とした。本来、大洋の社章と同じ「（は）=はを丸囲みしてマルハと読ませる」とすべきだが、新聞の活字にそれがないため、「まるは」と表記していたといわれている。
社会人野球としての大洋漁業野球部はまるは球団創立によって1949年11月30日をもって解散したが、社会人野球時代の選手には拘らないという中部兼市の方針でまるは球団に移籍出来なかった選手のために大洋漁業が呼びかける形で「全下関」チームが結成され、1951年まで活動していた。

### 下関時代（第1次大洋ホエールズ時代）
1950年 - 1952年
1950年シーズン開幕後に大洋ホエールズ（たいようホエールズ）に球団名を改称（3月に会社名を株式会社大洋球団に変更）し、読売ジャイアンツからベテランの中島治康と平山菊二、大陽ロビンスから藤井勇と林直明を譲り受け、宇高勲のスカウト活動により、東急フライヤーズから大沢清や長持栄吉、片山博ら、阪急ブレーブスから宮崎剛や今西錬太郎らを補強してスタートしたものの、投手力の弱さはいかんともしがたく、リーグ参戦1年目は5位に終わり、1951年は6位、1952年は4位と伸び悩んだ。
特に、1950年は超長期遠征を強いられる状態となり、6月21日の兼六園球場を皮切りに、8月27日の後楽園スタヂアムに至るまでの延べ69泊70日・17会場で36試合を、北は旭川市から西は本拠地に近い徳山市まで、下関以外で消化するという異例の日程が組まれていた。
1951年、不採算から経営悪化した広島カープを吸収合併することも検討されたが、広島球団関係者や地元市民らの必死の存続運動もあって、広島との合併の話は立ち消えになった。1952年、9月7日の対松竹ロビンス戦（京都市西京極総合運動公園野球場）は、当時のセ・リーグ最長イニング記録である延長20回を戦い抜いたが、チームはサヨナラ負けを喫した。同年度から保護地域（フランチャイズ）制度が正式導入となり、山口県を保護地域と定めるも、下関での主催は18試合（年間ホームゲームは60試合）に留まった。その他の主催試合は徳山市営毛利球場3試合、防府市設野球場2試合、門司市営老松球場2試合、小倉・豊楽園球場3試合、平和台野球場5試合、長崎市営大橋球場3試合のほか、佐賀市営・熊本市水前寺野球場・大分県営でも開催し、山口県を含む九州で39試合（うち山口県内では3球場で23試合）の主催試合を行い、下関時代は下関を中心とする北部九州の球団という意味合いも強かった。その他は浜田市設、旧松江市営、岡山県営球場、甲子園球場、川崎球場、熊谷市営、越後髙田、長岡、新潟白山、宇都宮総合、宮城球場、盛岡市営、弘前市営球場、函館千代ヶ岱球場で開催された。

### 大阪時代（大洋松竹 → 洋松ロビンス時代）
1953年、1954年
1953年1月10日、「シーズン勝率3割未満の球団に対して処罰をおこなう」という前年の取り決めの該当球団となった松竹ロビンスと対等合併に合意、セ・リーグは6球団体制となる。チーム名を大洋松竹ロビンス（たいようしょうちくロビンス）、翌1954年にチーム名の洋松が入る洋松ロビンス（ようしょうロビンス）に変更した。
1953年シーズンは球団の合併・統合が決まりながらも、運営会社の完全合併が間に合わず、フランチャイズも大洋球団の下関市と松竹球団の京都市で並立。球団運営も2社で1つの球団を運営するという変則的な形となり、選手の給与もそれぞれの前所属球団から支給された。主催試合は、名目上は下関市営球場と衣笠球場を並列で本拠地登記したものの、実際には興行面の利点から大阪スタヂアムで行われた。なお、衣笠球場は木造スタンドだったため、1951年の中日スタヂアム全焼火災事故発生をきっかけに、防災上の観点から所有者の立命館大学が使用禁止令を出したことから、合併後は行われていない。
1年目のシーズン終了後（12月16日）に球団運営会社が新設合併で正式統合され（当時の会社名は株式会社大洋松竹球団）、球団事務所も大阪スタヂアム内に置かれた。
大洋漁業と松竹以外の資本構成が複雑だったことから、新聞・雑誌によって「大洋」「松竹」「洋松」と呼称が一定していなかった。また、1953年2月8日の京都新聞は、この前日に新大阪ホテルで開催した大洋漁業と松竹の合同会見について「今回の合併は全面的な松竹の敗北であり、プロ球界の惑星と呼ばれた田村駒治郎（松竹球団オーナー）の発言力も、ロビンズのニックネームを遺したほどにしか過ぎない」と、事実上大洋が主導権を握った合併であるように受け止められている。
ロビンス時代の球団成績は1953年は5位。翌1954年は32勝96敗2分で最下位となり、優勝した中日ドラゴンズとは55ゲーム離され、5位の国鉄スワローズに23ゲームの大差を付けられる大惨敗であった。

### 川崎時代（第2次大洋ホエールズ時代）
1954年12月11日限りで松竹は球団経営から撤退し、中部謙吉がオーナーとなる。チーム名を大洋ホエールズに戻し、1955年のシーズン開幕直前となる2月15日、保護地域を神奈川県横浜市にあった横浜公園平和野球場（後の横浜スタジアム）へ移転した。当初は東京移転を計画しており、東京都に本拠地を置く読売ジャイアンツ（巨人）からは了承を得たが、同じく東京を本拠地としていた国鉄が反対したため、本拠地を平和球場に移転した。しかし、同球場もスタンドが狭いなど、プロ野球チームが常時使用するには適さない球場だったため、大洋球団は「横浜は神奈川県内」「県内ならプロ野球をすでに開催している川崎球場に」と本拠地を拡大解釈し、同じ神奈川県内にある川崎球場（川崎市川崎区）への移転を決定。当時既に川崎球場を本拠地としていたトンボユニオンズ（パシフィック・リーグ）はこれに反発したが、当時の川崎市長・金刺不二太郎が「セ・パの球団が市民に野球の神髄を披露してくれれば」と仲介し、川崎移転が決定した。しかし、このように急な拡大解釈で本拠地移転問題を解決したため、球団がNPBに届け出た書類では本拠地は横浜、開催球場は川崎とされており、これが後の横浜移転時に横浜市と川崎市が対立する原因となる。球団事務所は川崎市（1972年に川崎市が政令指定都市に移行した後は同市中原区）に設置された。
1955年
川崎球場を本拠地とする新生・大洋ホエールズとして再スタートしたが、成績は31勝99敗の最下位。首位・巨人とのゲーム差はNPB史上最大記録となる61.5ゲーム差まで開き、5位・国鉄にも27ゲームの大差をつけられてシーズンを終えた。
1956年 - 1958年
1956年に明治大学から秋山登、土井淳、岩岡保宏、黒木弘重、沖山光利の5名が入団。同一校の選手が同一球団へ同時に5人も入団するのは極めて珍しく、彼らは「明大五人衆」と呼ばれて注目を集めた。エース・秋山登が毎年の酷使に耐え抜き、巨人から移籍した青田昇が三度の本塁打王を獲得。1957年には川崎市内（後の中原区内、現在のお等々力緑北西部およびその近接地）の多摩川沿いに大洋多摩川グランドが開場し、二軍を下関や門司から移転させ、球団経営の一体化が進んだ。
1959年
ロビンス時代の1954年から6年連続最下位。この年に1955年から同チームからリーグ最多敗戦投手のNPB記録となった（1955年権藤正利、1956年から1959年秋山登で秋山は新人から4年連続リーグ最多敗戦投手でこちらもNPB記録）。
1960年
前年まで西鉄ライオンズの監督だった三原脩を招聘。三原は新人の近藤昭仁と、シーズン中に近鉄バファローから獲得した鈴木武で二遊間を固め、秋山や島田源太郎を中心とした投手力を前面に押し出して水原茂監督率いる巨人と優勝争いを演じ、前年最下位からのリーグ優勝をし、日本シリーズでも大毎オリオンズ相手に全て1点差勝利で4連勝し、「NPB球団数が12球団になってからセ・リーグ初代日本一球団」となった。
大洋は1978年からチーム名を横浜大洋ホエールズ、1993年からチーム名を横浜ベイスターズに変更するため、大洋ホエールズとしてのリーグ優勝・日本シリーズ・日本一はこの年が最初で最後となり、それと同時にこの年から1998年にかけて38年間、リーグ優勝・日本シリーズ・日本一から遠ざかることになる。
1961年
開幕4連勝こそしたがその後失速し、昨年のリーグ優勝・日本一球団がわずか1年でリーグ最下位となった。
1962年 - 1964年
1962年・1964年も阪神と激しく優勝を争うも、あと一歩及ばず、1963年は最下位・広島と1ゲーム差の5位。特に1964年には「残り6試合を3勝3敗で優勝」という状況から2位阪神との直接対決4試合で全敗し、最終的に1ゲーム差の5位。9月26日の阪神戦ダブルヘッダーで1勝すれば優勝だったが、これが1998年のリーグ優勝まで「最も優勝に近づいた瞬間」となった。
1965年 - 1972年
1965年以降、チームの勝率は1969年から1971年の3年間を除いて本拠地移転まで5割を超えなかった。三原は1967年に監督を退任。1965年から1973年にかけての巨人の9連覇中、大洋は強力打線で巨人の投手陣を粉砕するものの、貧弱な投手陣が同様に打ち込まれ、大味な打撃合戦に発展することが多かった。当時の巨人に打ち合いで勝てるチームの筆頭は大洋で、それも両翼89メートル、中堅118メートルという本拠地・川崎球場の狭さも少なからず、関係していた。
1973年
開幕から6月頃までは混戦のセ・リーグで広島とともに首位争いの主導権を握っていた。ところが、7月頃から徐々に低迷し、結果的に巨人のV9を許し、優勝争いに最後まで加われなかったヤクルトにも抜かれ、前年と同じく5位に終わった。青田昇が成績不振の責任をとって監督辞任。
1974年
チームは3年連続5位。松原誠が初めて打率3割をマーク、最多安打を獲得。
1975年
4年連続5位。
1976年
15年ぶりの最下位。川崎から横浜への移転計画を画策していた大洋球団は横浜での新球場建設の資金を捻出するため、飛鳥田一雄横浜市長の斡旋で国土計画（後のコクド、現・プリンスホテル）の出資を受け入れる。これにより、大洋球団の株式保有率は大洋漁業55%、国土計画45%となった。
1977年
2年連続最下位。オーナーだった中部謙吉が1月に死去。親会社の大洋漁業は長男の中部藤次郎、大洋球団オーナーは三男の中部新次郎が継承した。松原や米田慶三郎といった守備の名手に加え、クリート・ボイヤー、ジョン・シピン、フェリックス・ミヤーンら好守備を誇る外国人選手の活躍もあり、1970年代の大洋内野陣は堅守を誇った。1980年代に入っても、山下大輔、基満男、高木豊に受け継がれた。

### 横浜時代

#### 横浜大洋ホエールズ時代
国土計画の主導で神奈川県横浜市中区の横浜公園内に建設した横浜スタジアムに移転。川崎球場は当時、大洋の長期低迷から集客も低迷しており、その打開策を考えていた中で横浜スタジアム建設構想が持ち上がったのである。大洋球団は前述のように川崎移転時、当初の本拠地は横浜として届け出ており、同球団にとってはプロ野球開催に適した野球場が横浜に完成した暁には名実ともに横浜へ移転することはいわば既定事項であった。一方で横浜移転問題が浮上した1977年、これに反発した川崎市民は移転反対運動を展開し、市長の伊藤三郎を代表とした「大洋球団横浜誘致に反対する川崎市民総連合」が結成され、市民54万人分の署名が横浜市、横浜スタジアム、大洋球団へと届けられたが、横浜市側も飛鳥田一雄新市長の下で熱心に大洋を誘致、最終的に大洋は同年7月、正式に横浜移転を川崎市へ通告した。一方で主を失うこととなった川崎市側は神奈川県への進出を目指していたロッテオリオンズの誘致に乗り出し、移転先の第一候補を横浜としていたロッテも最終的には第二候補であった川崎への移転を決める。神奈川県内で大洋以外のNPB球団が主催試合を開催する場合、同県を保護区域としている大洋の許可を得る必要があったが、大洋は横浜移転にあたり、他球団が川崎球場での試合開催を希望した場合は前向きに推進するとの譲歩案を示したため、ロッテの川崎移転への障害はなくなり、川崎からプロ野球の灯を消すまいと新たな市民球団としてロッテの誘致を進めていた川崎市側と新球場への移転を目指していたロッテ球団側の利害が一致、ロッテは川崎球場に移転することとなった。
横浜移転と同時にチーム名も都市名を入れた横浜大洋ホエールズ（よこはまたいようホエールズ）に変更。横浜の小学生が入り易いファンクラブの設置など、営業体制の改革を伴った改変により、ファンが増加した。国土計画（後のコクド、現・プリンスホテル）が福岡野球株式会社（クラウンライターライオンズ）を買収したため、野球協約に抵触することとなり、同社が持つ大洋球団の株式はニッポン放送（現・フジ・メディア・ホールディングス）とTBS（現・TBSホールディングス）に2:1の割合で売却された。これにより、2002年初めまで球団株式保有率は大洋漁業（後のマルハ、現・マルハニチロ）55%、ニッポン放送（現・フジ・メディア・ホールディングス）30%、TBS（現・TBSホールディングス）15%となった。『神奈川新聞』の取材に応じたマルハ（現・マルハニチロ）幹部の1人は、この時のニッポン放送（現・フジ・メディア・ホールディングス）とTBS（現・TBSホールディングス）の資本参加時に「いずれ『ニッポン放送に譲渡する』という話」があったと語っている。しかし、この15年間で一度もリーグ優勝・日本一はなかった。

##### 別当監督時代
1978年
序盤は巨人と、6月からはヤクルトも交えた三つ巴の首位争いを展開する。移転初年度の年は4位に終わるが、1971年以来7年ぶりに勝ち越し、観客動員は143万7千人となり、球団史上初めて100万人を突破している。
1979年
1971年以来8年ぶりのAクラスと2位に躍進。この年をもって別当は監督を退任。翌年、大洋球団の常務取締役・球団代表に就任した。

##### 土井監督時代
1980年
土井淳が監督に就任。初年度は4位。ドラフトでは地元東海大学の原辰徳を1位指名したが、交渉権を獲得できなかった。
1981年
キャンプでは野球用具が盗難に遭ってしまう。開幕の広島戦が雨で2試合とも流れたため、開幕はホームでの巨人戦となったが、その巨人に8連敗。5月下旬に最下位に低迷し、6月に山下大輔が月間MVPを受賞して成績を勝ち越し、復調するかに見えたが、7月以降は連敗を繰り返して最下位脱出に至らず、土井はシーズン中の9月24日をもって休養。優勝した巨人から31.5ゲーム差、5位・中日にも15.5ゲーム差も離された最下位に終わる。

##### 関根監督時代
1982年
長嶋茂雄を監督に招聘する布石として長嶋と親交のある関根潤三を監督に迎えたが、長嶋の招聘には失敗した。また、ジュニアと呼ばれた関根浩史入団について日産野球部との交渉が破談した。この年は5位に終わる。オフに長嶋は一時は就任に前向きな態度を見せるも、最終的には「もう少し野球を勉強してから」と固辞。関根は長嶋の就任が決まれば勇退することを決めていたが、長嶋の就任辞退により、続投。
1983年
4月は最下位で折り返すが、その後、次第に浮上していき、3位と1979年以来4年ぶりのAクラスになる。
1984年
最下位に転落。この年限りで平松政次が引退。同年限りで関根は辞任。

##### 近藤貞雄監督時代
1985年
近藤貞雄が監督に就任。高木豊、加藤博一、屋鋪要のスーパーカートリオを売り出し、注目された。しかし、遠藤一彦、斉藤明夫頼みの投手陣は改善されず、チーム成績は4位と振るわなかった。
1986年
年明けにレオン・リーを解雇し、カルロス・ポンセ、ダグ・ローマンを獲得。投手陣はストライクゾーンの改正もあり開幕戦から阪神に3連勝するなど、勢いがあったものの、加藤博一、田代富雄ら主力が離脱すると、選手層の薄さを露呈し、4位に終わり、近藤貞雄は2年で監督を退任。屋鋪要はこの年から3年連続盗塁王。

##### 古葉監督時代
1987年
広島を4度の優勝に導いた古葉竹識を監督に迎え、広島時代のコーチやスカウトで首脳陣を固めた。他球団からもベテランの永射保、片平晋作らを獲得して積極的に起用した。また、韓国球界から復帰した新浦壽夫は11勝でカムバック賞。しかし、6月18日に横浜スタジアムで行われた引退試合を最後に高木由一が現役を引退した。また、遠藤は10月の巨人戦で走塁中にアキレス腱断裂の負傷。打撃陣は開幕直前にメジャーで実績のあるレスカーノを前年に実績をあげたローマンを解雇してまで獲得したが、すぐに引退してしまう。外野転向のポンセは4番に定着して35本塁打、高橋雅裕は遊撃手のレギュラーとなる。5位に終わる。将来的に長嶋茂雄の監督招聘を見据え、ドラフト会議で長嶋一茂を1位指名するが、競合の末にヤクルトが指名権を獲得したため、長嶋招聘の話は無くなった。
1988年
出場機会が減っていた山下大輔が開幕直前に引退。新加入のジム・パチョレックは高木とともに3割を打って、ポンセも本塁打王、打点王の2冠。投手では中山裕章が抑えに定着し、捕手は市川和正が抜擢された。最終成績は4位。
1989年
開幕から振るわず、屋鋪は不調でスタメン落ちすると、山崎賢一が台頭して規定打席に届かずも3割を打ってシーズン終盤には4番まで任された。パチョレックは.333の好成績を収めるが、ポンセは前年から成績を落とす。投手陣はベテランに衰えが見え始めて軸ができなかった。古葉は1984年以来5年ぶりの最下位の責任を取り、5年契約ながら3年目で監督を辞任した。このことについて、成績不振と開幕から低迷したことで、スポーツ紙等で進退問題に関する記事が出て、球団からの辞任勧告につながったのだろうと述べている。しかしこの間、1998年の優勝時の主力選手を多数獲得するなど、スカウティングの面では成功したといえるが、古葉の後任監督には球団生え抜きでは元監督の土井淳、山下大輔、外部招聘では高田繁の名前が挙がったものの、大洋で2年間二軍監督に経験のある須藤豊が監督に就任し、投手コーチには小谷正勝が3年ぶりに復活した。
この年は平成最初のペナントレースだったため、横浜大洋は「平成最初のセ・リーグ最下位球団」となった。

##### 須藤監督時代
1990年
序盤は巨人との熾烈な首位争いを見せ、その後失速し、最後は広島にも抜かれて3位に終わるも、9年ぶりに中日に勝ち越して7年ぶりのAクラスを果たす。巨人の二軍監督で実績を残した須藤監督は若手を積極起用した。また、パワーのあるジョーイ・マイヤーを獲得し、ポンセは主にファームで終わり、退団した。パチョレックは高木豊と首位打者を争って3年目にして念願の獲得。中山裕章は先発転向し、遠藤は抑えに回ると、21セーブでカムバック賞。加藤博一が現役を引退した。
1991年
阪神以外のセ・リーグ5球団の首位争いの中、4月は首位に立つも、その後失速し、5月以降は5位に転落。野村弘樹は15勝を挙げる。パチョレックは4年連続の3割を打つも、本塁打の少なさから解雇された（阪神に移籍）。10月10日に横浜スタジアムで行われた引退試合を最後に田代富雄が現役を引退した。オフの12月25日に前年から2年連続で開幕投手を務めていた主力投手・中山裕章が横浜市内で女児への連続強制わいせつ事件を起こしたとして、神奈川県警察（捜査一課・金沢警察署）に強制わいせつ・公然わいせつ容疑で逮捕され、年明け後の翌1992年1月7日に球団を解雇された。また、この事件に伴い、川島廣守セ・リーグ会長はNPB12球団に対し、「中山の更生が確認されるまで無期限に選手契約を自粛することを要望する」と声明を出したが、この声明は2年後（1993年12月）に撤回され、中山は中日で球界復帰を果たした。

##### 須藤 → 江尻監督時代
1992年
前述の事件で中山を欠いた状態で開幕を迎えたチームは低迷し、5月に須藤監督が休養・辞任し、ヘッドコーチの江尻亮が監督代行。のちに監督に昇格し、閉幕まで采配を振る。本人の希望で野手転向した石井琢朗がレギュラーを取る。盛田幸妃と佐々木主浩のダブルストッパーが確立され、チームも復調し、混戦だったリーグ戦で1985年以来7年ぶりに広島に勝ち越し、優勝したヤクルトにも勝ち越す健闘を見せたが、5位に終わり、江尻の来シーズンの契約更新はなかった。10月7日に横浜スタジアムで行われた引退試合を最後に遠藤一彦が現役を引退した。また、新入団のラリー・シーツは打点王を獲得したが、退団した。

#### 横浜ベイスターズ時代
1993年4月1日、親会社の大洋漁業がCI実施により、マルハに改称することに伴い、ホエールズも地域に密着した市民球団を目指し、チーム名を横浜ベイスターズに変更した。会社名も従来の株式会社大洋球団から株式会社横浜ベイスターズに変更。チーム名から企業名「大洋」を外し、都市名の「横浜」のみを冠するという方針はCI導入決定時に決まっていたが、変更後のチーム名は社内外では当初、愛称をそのまま使った「横浜ホエールズ」になるという憶測があった。しかし、中部慶次郎オーナーは、かつて大洋漁業の主力事業だった商業捕鯨の規制が強まっていることを指摘し、「ウチの会社はもうこれ以上、クジラばかりに頼るわけにはいかなくなった。だから愛称も変更しなければならない」と、社内に新愛称を検討するよう指示。その結果、愛称は「横浜ベイブリッジ」から取ったベイスターズとなった。『神奈川新聞』の取材を受けたマルハ幹部はこの「ベイスターズ」への改名について、主な要因である捕鯨規制の動きに加え、資本参加していたニッポン放送とTBSの意向もあったと証言している。
チーム名変更に伴い、ユニフォーム・球団旗・ペットマーク・マスコットキャラクターを一新。

##### 近藤昭仁監督時代
1993年
選手育成に定評があった球団生え抜きの近藤昭仁が監督に就任。近藤昭仁と西武時代が一緒だった長池徳士がヘッド兼打撃コーチ、近藤昭仁の早稲田大学の後輩高橋直樹が投手コーチ、近藤昭仁と同じく球団生え抜きの山下大輔が内野守備コーチ、後に監督に昇格する大矢明彦がバッテリーコーチに就任。新外国人選手としてグレン・ブラッグス、ロバート・ローズを獲得。15試合を消化した時点で2勝13敗とつまずいた。それでも徐々に巻き返し、7月13日のヤクルト戦に勝利した時点で36勝34敗の2位。しかし、その後はブラックスが故障で離脱する不運もあり、翌日から10連敗を喫し、浮上することなくベイスターズ初年度は5位に終わるが、巨人には1985年以来8年ぶりに勝ち越した。ブラッグスは29試合連続安打の外国人選手記録を塗り替えるも、後半は故障、ローズは打点王を獲得。また、石井は盗塁王。投手では野村が17勝を挙げ、最多勝のタイトルを獲得。石井、進藤達哉が初の規定打席到達。10月22日に横浜スタジアムで行われた引退試合を最後に斉藤明夫が現役を引退した。この年オフから始まったフリーエージェント制度により、シーズン終了後に近藤を師と慕う巨人の駒田徳広を獲得。長年チームを支えた高木豊、屋鋪要、山崎賢一、大門和彦が自由契約となり（高木は日本ハム、屋鋪は巨人、山崎はダイエー、大門は阪神に移籍）、市川和正と松本豊が戦力外通告を受け、2人ともその後現役を引退した。また、8月6日には1977年の本拠地移転以来16年ぶりとなる川崎球場での主催試合（阪神戦）が予定されていたが、雨天中止となり、代替試合も同球場では行われなかった。これにより、川崎球場での主催試合開催は1977年限りとなった。
1994年
怪我から復活したブラッグスが35本塁打を放ち、駒田は攻守で期待に応え、ローズも安定した成績を残すなど、6月下旬までは勝率5割近辺の戦いぶりを見せるが、前年同様シーズン途中でチームは失速。9月にやや復調し、勝率自体は前年を上回ったが、結果的に1989年以来5年ぶりの最下位に終わるも、優勝した巨人に唯一勝ち越した。前半戦を離脱していた守護神・佐々木主浩の穴を16セーブを挙げた盛田幸希の活躍が光った。
1995年
近藤昭仁の早稲田大学の後輩八木沢荘六が投手コーチに就任。8月下旬まで巨人と3位争うも、直接対決で大きく負け越したことが響き、結果的に4位に終わるも、1990年以来5年ぶりに中日に勝ち越し、1979年以来16年ぶりの勝率5割以上を果たす。確かなチーム力の向上が見られた。佐々木は32セーブを挙げて完全復活（最優秀救援投手賞）、リーグ最多の57試合に投げた盛田とダブルストッパーの必勝パターンを形成した。三浦大輔が初めて規定投球回を投げ8勝、2年目の波留がレギュラーに定着して打率.310を記録、石井も自身初の3割を達成。鈴木尚典は規定打席にわずかに届かなかったものの、打率.283、14本塁打と活躍を見せた。若手が成長し、手応えを感じていた近藤だったが、オフに志半ばで解任された。

##### 第1次大矢監督時代
1996年
バッテリーコーチの大矢明彦が監督に昇格。盛田を先発、五十嵐をセットアッパー、内野手の石井を三塁から遊撃、進藤を遊撃から二塁、ローズを二塁から三塁にコンバートするなど、大改革をする。4月を首位で折り返し、「セ・リーグの台風の目」と評されながらも、5月以降は失速し、セ・リーグ5球団に負け越し、5位に終わった。
1997年
後に監督に昇格する権藤博がバッテリーチーフコーチに就任。シーズン序盤は下位に低迷していたが、選手の実績により、好調を優先した起用をし始めると、チームは浮上し、シーズン後半に首位のヤクルトを脅かす急追を見せた。しかし、9月2日、首位ヤクルトとの直接対決で石井一久の前にノーヒットノーランで敗れると、勢いも止まり、2位に終わったが、1990年以来7年ぶりのAクラス入りを果たした。広島に1992年以来5年ぶりに勝ち越したが、この年Bクラスだった巨人と阪神に負け越した。オフに大矢は2年契約を終えて監督を辞任。

##### 権藤監督時代
1998年
シーズンスローガン：「GET THE FLAG!」
森祇晶に監督要請するが断られバッテリーチーフコーチの権藤博が監督に昇格。ヘッドコーチは山下大輔。抑えの佐々木を不動の中心とする投手陣と一度打ち始めると止まらない「マシンガン打線」がかみ合い、10月8日の対阪神戦（阪神甲子園球場）に勝利したことで、阪神に1993年以来5年ぶりに勝ち越し、1960年以来38年ぶりのリーグ優勝を果たした。日本シリーズでは西武ライオンズと対戦した。下馬評は西武有利と予想されたが、4勝2敗で1960年以来38年ぶり、横浜移転後初の日本一を前身を含め、初めて本拠地で決めた。ベストナインに6選手、ゴールデングラブ賞に5人が選出される。また、前年怪我のため、一軍登板がなかった斎藤隆が復活を果たし、カムバック賞を獲得。ドラフトではこの年の目玉選手・地元横浜高校の松坂大輔を1位指名したが、獲得できなかった。
横浜はこの年を最後に一度もリーグ優勝をした上で進出した日本シリーズで日本一になっておらず、2012年からチーム名を横浜DeNAベイスターズに変更するため、横浜ベイスターズとしてのリーグ優勝・日本シリーズ・日本一はこの年が最初で最後となり、それと同時にこの年から2017年にかけて19年間、日本シリーズ、2024年までに26年間、日本一から遠ざかることになる。
1999年
シーズンスローガン：「LET'S PLAY AGAIN!」
ローズが当時右打者シーズン最高の打率.369、153打点を記録し、二冠王に輝く活躍を見せるなど、マシンガン打線が絶好調で、チームはシーズン通算打率.294と当時のチーム打率の日本記録を更新する。しかし、投手陣は川村丈夫が17勝を挙げるものの、三浦大輔の不調や野村弘樹、佐々木主浩の故障などで頭数が揃わず、3位に終わった。オフに佐々木が大リーグ・シアトル・マリナーズに移籍。
2000年
シーズンスローガン：「FIGHT FOR IT!」
この年よりファーム組織を湘南シーレックスに変更し、独立採算を目指した活動を開始する。ロッテから小宮山悟が入団。シーズン前の3月26日には老朽化のために観客スタンド解体が決まった川崎球場で開催されたロッテとのオープン戦に登場し、同球場でのプロ野球開催最終戦に参加した。シーズンでは金城龍彦が新人王と首位打者に輝くものの、投打共に不調や故障者等で優勝争いには届かず、2年連続3位に終わった。オフに権藤が監督を勇退。駒田が戦力外通告を受け、その後現役を引退し、ローズも退団した。進藤、戸叶尚、新井潔との3対3トレードで小川博文、杉本友、前田和之を獲得。

##### 森監督時代
2001年
シーズンスローガン：「FIGHT IN UNITY」
森祇晶が監督に就任。この年のみ順位決定方式が異なり、5年連続Aクラスと3年連続3位に終わった（この年の順位に関しては後述）。オフにチーム最多勝投手の小宮山がメジャーリーグに挑戦するために退団した。正捕手の谷繁元信が監督の森との確執もあり、中日にFA移籍。中日から金銭トレードで中村武志を獲得。監督の森祇晶の西武時代の教え子の森繁和を投手コーチ、辻発彦を内野守備走塁コーチに招聘した。

#### TBS譲渡後
2001年11月15日のプロ野球実行委員会で、横浜球団株の53.8%を保有していたマルハ（現・マルハニチロ）が球団株を第二株主のニッポン放送に売却し、ニッポン放送の株保有比率を51%以上にすることで、ニッポン放送が新たな親会社になることが承認された。この売却の背景には、1998年のリーグ優勝・日本一による選手の年俸高騰、過去3年間の観客動員の低落傾向に加え、マルハ（現・マルハニチロ）が6月14日に発覚した脱税事件により、経営が厳しくなったことと、漁獲規制強化のため、業務見直しを求められていたという事情があり、2000年にマルハ（現・マルハニチロ）社内に設置された「グループ経営実行委員会」では、新たな経営方針の一つとしてそれ以前から噂されていた球団売却が正式に盛り込まれた。そのような状況の中でスポーツ参入に積極的で、巨人を保有する読売グループへの対抗心を見せていたニッポン放送を含むフジサンケイグループから譲渡を打診されたことが発端となった。一方で8月頃、マルハ（現・マルハニチロ）がニッポン放送に譲渡を打診したとする報道や、マルハ（現・マルハニチロ）は当初TBS（現・TBSホールディングス）に譲渡を打診し、TBS（現・TBSホールディングス）側も新オーナーの座に意欲を示していたが、第2位株主であるニッポン放送が巻き返し、1度はニッポン放送が新オーナー企業となることになったとする報道もある。『読売新聞』によれば、2001年夏にマルハ（現・マルハニチロ）がTBS（現・TBSホールディングス）への譲渡を打診し、成立寸前まで交渉が進んでいたという。また、『神奈川新聞』によれば、TBS（現・TBSホールディングス）はプロ野球人気が低迷する中、当初は球団保有に消極的だったが、次第に幹部たちの間では約140億円とされる買収額に対しても「球団は一度持ちさえすれば使い減りしない。高い買い物ではない」という意見が大勢を占めていき、有力番組を欠き苦戦が続く中でプロ野球を「使い回しの利く」魅力的なコンテンツとして見る動きが興り、8月から経営参加が本格的に検討され始めたという。マルハ（現・マルハニチロ）は当時、本社事業に直接関係ない事業を整理することで経営改善を図っており、球団が黒字経営であるこの時期を「売り時」と判断したとされており、新オーナーにはニッポン放送会長の川内通康が就任する予定と報じられていた。しかし、16日、巨人オーナーの渡邉恒雄はニッポン放送がフジテレビジョン（現・フジ・メディア・ホールディングス）の親会社であり、フジテレビジョン（現・フジ・メディア・ホールディングス）がヤクルト球団の株を20%保有していることに言及した上でその資本関係は野球協約第183条の「球団、球団の役職員および監督、コーチ、選手は直接間接を問わず他の球団の株式を所有することはできない」に違反するという見解を明かし、協約違反状態を解消するためにはフジサンケイグループがヤクルトの株を売却する必要があると指摘した。これを受けて、NPBコミッショナーの川島廣守は11月29日に臨時の実行委員会を開き、15日の承認を白紙に戻した。野球協約第31条により、NPBに参加する球団の保有者を変更しようとする場合、特別の事情がある場合を除き、30日までに実行委員会の承認を得なければならないと規定されているが、この問題を受けて実行委員会は翌年3月29日まで期限を延長し、改めて善後策を協議することとなった。また、コミッショナーの川島が、ニッポン放送がフジテレビの株を34.1%保有していることを知らなかったという旨を発言したことが問題視され、各球団は公表しないことを条件として株主構成の比率をコミッショナー事務局に提出するということがオーナー会議で取り決められた。このため、マルハ（現・マルハニチロ）は第三株主のTBS（現・TBSホールディングス）へ親会社になることを要請し、TBS（現・TBSホールディングス）もプロ野球を安定的に視聴率を確保できる「魅力的なコンテンツ」と評価していたことから、マルハ（現・マルハニチロ）の申し出を受諾、年末にはほぼ内定していたという。
2002年1月22日のプロ野球実行委員会でマルハ（現・マルハニチロ）が保有している全球団株をTBS（現・TBSホールディングス）と関連会社のBS-i（現・BS-TBS）に売却することが承認され、26日のプロ野球オーナー会議もこれを承認し、31日に全株式70万株を3月28日付でTBS（現・TBSホールディングス）とBS-i（現・BS-TBS）に合計140億円で売却することを発表、3月28日に球団株の売却が行われた。株価は1株2万円（球団価値は総額260億円）とされ、マルハ（現・マルハニチロ）は球団株の売却に伴い、帳簿価格3億5000万円を差し引いた136億5000万円を譲渡益として計上した。なお、マルハ（現・マルハニチロ）側はニッポン放送への球団売却が認められない場合でもTBS（現・TBSホールディングス）以外への球団売却は行わない意向を示しており、オーナーの中部は「うちは採算が取れており、〔球団をこれ以上〕経営できないわけではない」として、2002年1月中旬までに問題が決着しない場合、球団売却を先送りしてもう1年間球団を保有し続けることも示唆していた。また、TBS（現・TBSホールディングス）が球団買収に踏み切った要因として、当時多チャンネル構想の下で力を入れていたBS-i（現・BS-TBS）の存在があったことを指摘する報道もあり、TBS（現・TBSホールディングス）常務取締役の城所賢一郎は「果たして地上波だけで話がまとまったかどうか」と語っていた。実際にBS-i（現・BS-TBS）は前年春の段階で、地上デジタル放送開始に向けてデジタル放送のノウハウを蓄積することも睨み、同年シーズン中にベイスターズ応援番組を放送するという構想を有していた。この構想は実現しなかったものの、野球中継の放送中に連動データ放送を活用して視聴者にリモコンで球種を当てさせる「次の一球は何」という試みを開始しており、このような事情から、BS-i（現・BS-TBS）はTBS（現・TBSホールディングス）に対し、球団株全体に対するTBS（現・TBSホールディングス）本体の株保有率は過半数を超える程度にとどめるよう要請、TBS（現・TBSホールディングス）本体が球団株全体の51.54%、BS-i（現・BS-TBS）が19.69%を保有する結果となった。1月31日、当時のTBS（現・TBSホールディングス）社長の砂原幸雄が球団オーナーに就任（詳細はマルハ（現・マルハニチロ）からTBS（現・TBSホールディングス）への筆頭株主交代の節を参照）。一方でTBS（現・TBSホールディングス）は球団経営のノウハウを持っていなかったため、球団社長は3月で任期が切れる予定だったマルハ（現・マルハニチロ）出身の大堀隆に続投を要請、大堀は2003年3月まで社長を務めた。本拠地・球団名共に変更はなかったため、野球協約で定められていた加盟料30億円については、「球団の同一性が保たれれば、加盟料は発生しない」という川島の見解が承認された。これに際し、1978年からニッポン放送が独占中継権を押さえていたために喪失していたTBSラジオの中継権が復活。横浜スタジアムからのナイター中継の他、巨人戦以外の週末のデーゲームを『THEベースボール・ベイスターズ』と題して放送を開始した。これを境に、フジテレビ系列での横浜スタジアムの野球中継は年々減少していった。
当時、電波メディアが球団を経営する事例は史上初で、電波メディアの参入によるプロ野球の活性化が期待されており、また全国ネットを持つTBS（現・TBSホールディングス）の発信力により、当時低迷していたプロ野球人気の回復や、ベイスターズを全国区の人気チームに育て上げることも期待されていた。当時の主将だった石井琢朗はTBS（現・TBSホールディングス）が親会社になったことで、球団がメディアで取り上げられる機会が増加することを期待する旨をコメントしていた。球団買収が決まった直後、TBS（現・TBSホールディングス）は社内総務局に「横浜ベイスターズ応援室」を新設し、グループ企業であるTBSラジオ＆コミュニケーションズ社内にも球団を応援する施策を研究することを目的に「プロジェクトY」を新設したほか、開幕6連戦では「ボールパーク構想」として横浜スタジアムと同球場最寄り駅であるJR関内駅の間をベイスターズ一色で装飾したり、TBS（現・TBSホールディングス）本社に隣接する赤坂メディアビル内の「TBSストア」で球団グッズを販売したりなど、球団を応援するキャンペーンを展開していた。一方でTBS（現・TBSホールディングス）内部では、当初から「無駄な投資になる」「野球はもうかるビジネスではないのでは」という反対意見も上がっていたという。その後、2011年までの10年間で一度もリーグ優勝・日本一はなく、Aクラスは2005年の1シーズンにのみ終わった一方、この間に8回のリーグ最下位を経験、TBS（現・TBSホールディングス）は2011年オフに球団運営から撤退した。
2002年
シーズンスローガン：「Break with Tradition」
開幕から記録的な低迷が続き、球団ワーストタイ目前となる1986年以来16年ぶりの13連敗を喫するなど、全日程で1994年以来8年ぶりの最下位となり、9月26日に監督の森祇晶がシーズン終了を待たずして休養を余儀なくされ、3年契約の2年目ながらこの年限りで事実上の解任となり、翌27日からヘッド兼打撃コーチの黒江透修が監督代行として指揮を執ることを発表した。オフに監督代行の黒江が退団した。この年での最終勝率は.363だった。NPB12球団で唯一サヨナラ勝ちがなく、サヨナラゲームは0勝6敗となった。セ・リーグでサヨナラ勝ちなしは1978年の広島以来24年ぶり。チーム防御率は3.75から4.09、チーム失策も68から81に悪化した。チーム防御率・失点リーグ5位、チーム打率・得点・安打・本塁打はリーグ最下位に終わり、投手・打撃・守備すべてにおいて低迷した。西武から石井義人、細見和史との2対2トレードで中嶋聡、富岡久貴を獲得。2つあった応援団が統合し、全国星覇会が発足。
この年から2015年にかけて14年間で10回のリーグ最下位を経験する暗黒時代を迎えることになる。

##### 山下監督時代
2003年
シーズンスローガン：「Start afresh and Strive 一新・躍進」
球団生え抜きの山下大輔が監督に就任。ヘッドコーチは山下の慶応の先輩江藤省三、投手コーチに小谷正勝、バッテリーコーチに福田功が就任。現役メジャーリーガーのスティーブ・コックスを移籍金100万ドル、年俸275万ドルの3年契約でダイエーからFA宣言した若田部健一、中嶋聡、デニー友利を獲得するなど、大型補強を試みる。また自由獲得枠で予定していた東京六大学の投手がある事情で獲れなくなった。だが、コックスらは怪我などで戦力にならず、若手重視、攻撃重視の采配もことごとく空回りする。チーム最多勝はドミンゴ・グスマンの8勝で斎藤隆が6勝、三浦大輔が5勝、吉見祐治が3勝、若田部が0勝、2桁勝利投手0人、抑えも固定できなかった。新外国人のウッズ（40本塁打で本塁打王を獲得）や新人の村田修一、若手の多村仁ら野手陣の活躍はあったものの、得点数は5位にとどまり打撃を優先した結果失策数はリーグワースト2位の90、チーム防御率リーグ最下位の投手陣の弱さもあり、勝率も前年を下回る.324を記録。5位・広島からも22.5ゲーム以上離され（2003年シーズン優勝・阪神と5位・広島のゲーム差は20）、優勝した阪神には開幕戦で白星後は16連敗を喫するなど、大きく苦しみ、6勝22敗と大きく負け越した。45勝94敗1分と惨憺たる成績で、シーズン90敗到達はNPBでは1970年のヤクルト以来実に33年ぶりだった。オフにシーズン中2軍監督に配置転換された江藤、投手コーチの森繁和が退任。ドミンゴが退団。日本ハムから横山道哉とのトレードで野中信吾を獲得。中村武志の復調や相川亮二の台頭で来季構想外となった中嶋聡が金銭トレードで日本ハムに移籍。佐々木主浩が年俸6億5,000万円の2年契約を結び、5年ぶりに復帰。
2004年
シーズンスローガン：「BE A HERO」
山下の招聘で松原誠がヘッド兼打撃コーチとして20年ぶりに復帰。打撃陣が好調で4月終了時点で首位に立ち、ウッズが45本塁打で2年連続の本塁打王、多村が40本塁打、佐伯貴弘の打率.322を筆頭に4人の3割打者が誕生したが、投手陣の不振により、徐々に失速し、シーズン終了目前まで広島との5位争いを続ける中、最終戦に敗れ、広島と勝率0.001（1厘）差という僅差で1959年以来45年ぶりの3年連続最下位が確定した。一方、前年大きく負け越した阪神には15勝13敗で勝ち越し、3位の巨人には9月下旬の横浜スタジアムの3連戦で3連勝して14勝14敗のタイとなるなど、一定の成績は残したが中日とヤクルトの上位2球団には16勝37敗3分けと歯が立たなかった。佐々木は19セーブと往年の力を発揮するには至らず。2年連続で二桁勝利投手はなし。オフに監督の山下は監督の職を解かれ、松原、小谷、二軍打撃コーチの辻が退任。球団オーナーの砂原が一場靖弘への金銭授受の問題の責任をとって辞任し、後任にTBS（現・TBSホールディングス）副社長若林貴世志が球団オーナーに就任。

##### 牛島監督時代
2005年
シーズンスローガン：「BE A HERO」
牛島和彦が監督に就任。主砲のウッズが中日に移籍するも、不調だった三浦をはじめ、投手陣が復活し、2001年以来4年ぶりの3位と暗黒時代で唯一のAクラス入りを果たした。また、巨人には東京ドームで同一カード3連勝を記録するなど、1度も負け越しがなく、16勝6敗と大きく勝ち越した。しかし、8月9日にフルキャストスタジアム宮城で行われた引退試合を最後に佐々木主浩が現役を引退した。エグゼクティブ・アドバイザーとして牛島の友人である石橋貴明（とんねるず）を抜擢、監督・選手とファンとのパイプ役を担わせるなど、新しいファンサービスを行った。オフに斎藤隆がロサンゼルス・ドジャースに移籍。
2006年
シーズンスローガン：「BE A HERO」
投手陣や主力野手陣の相次ぐ不調・故障などで4、5月に低迷。6月以降は村田の4番打者定着や吉村裕基ら若手野手の台頭があったものの、2004年以来2年ぶりの最下位に終わる。球団側は続投を希望したものの、牛島は最下位の責任を取り、9月3日にこの年限りで監督を退任。10月9日に横浜スタジアムで行われた引退試合を最後に万永貴司が現役を引退した。この年チーム唯一の2桁勝利だが、年俸査定に不満を持った門倉健が巨人にFA移籍。巨人から小田嶋正邦＋金銭とのトレードで仁志敏久、ソフトバンクから多村仁とのトレードで寺原隼人、巨人にFA移籍した門倉の人的補償として工藤公康を獲得。日本ハムを自由契約となった横山道哉が4年ぶりに復帰。
4月3日、スポーツ活動を通じて地域貢献を目指すNPO法人横浜ベイスターズ・スポーツコミュニティを、理事長を球団OBの平松政次として設立した。7月1日、子会社の株式会社ベイスターズソフトを吸収合併する。10月、「チーム運営統括」というゼネラルマネージャー的ポジションの幹部として日産自動車硬式野球部で監督を務めた村上忠則が就任。12月1日、資本金を6億5,000万円から1億円へ減資する。

##### 第2次大矢監督時代
2007年
シーズンスローガン：「MOVE ON～なせば成る～」
大矢明彦が10年ぶりに監督に復帰。前半戦は移籍組やベテラン勢の活躍で一時首位に立つなど、上位を猛追し、3位で折り返す。最終戦で敗れ、シーズン勝ち越しを逃して4位に終わるが、1999年以来8年ぶりに70勝に到達し、村田が球団日本人選手としては桑田武以来48年ぶりの本塁打王と球団初の2年連続100打点を達成し、三浦大輔も35イニング連続無失点、寺原隼人も2試合連続完封を記録するなど、主力選手の活躍が目立ち、翌年へ希望を持たせた。オフにマーク・クルーンが自由契約となった（巨人に移籍）。オリックス・バファローズから古木克明とのトレードで大西宏明を獲得。
一方で当時、巨人戦のナイター中継の関東地区における視聴率は平均9.8%へと下落しており、TBSにとっては球団を保有するメリットが低下していたことから、TBS（現・TBSホールディングス）はこの頃から球団売却に向けた検討を始めており、翌2008年秋のリーマン・ショック後に広告収入が低迷したことなどもそれを後押しする結果となった。
2008年
シーズンスローガン：「MOVE ON～なせば成る～」
開幕投手最有力で阪神キラーの三浦大輔が出遅れ、開幕カードの阪神戦を3連敗すると3・4月に連勝なし、7月までに5連敗以上を4度記録し、4連敗を7月は2度、8月も1度記録し、9月14日から10月3日まで1つの引き分けと7連敗2度の15試合勝ちなしと低迷を続けた。一方、スウィープ（同一カード3連勝）は8月の北京五輪と夏の甲子園期間中に京セラドームで行われた阪神との3連戦の1度だけで最大の連勝は3に留まった。
セ・リーグで2番目に喫した広島の594失点から110点以上も離れて706失点、12球団で最少だった阪神（85被本塁打）の倍近くにあたる168本塁打を打たれ、いずれも12球団ワースト。与四死球492（与四球がリーグ5位の412、与死球が12球団ワーストの80）はセ・リーグワースト止まりな一方で、6月10日に巨人から鶴岡一成とのトレードで真田裕貴、16日に中日から小池正晃とのトレードで石井裕也を獲得するなど、投手陣を補強したが、チーム防御率4.74（先発防御率が5.09と12球団ワースト、救援防御率が4.25とセ・リーグワースト）に858奪三振と12球団ワーストを記録。在籍3年間で84セーブを挙げたクルーンが巨人に移籍したことで、27セーブと9回の失点は52はいずれもセ・リーグワーストを記録した上、先発投手が5回未満で降板した試合数53と先発投手が6回以上投げて自責点3以内に抑えた割合（QS%）の31.3%はいずれも12球団では群を抜くワーストだった。
この年に飛躍し、右打者シーズン最高打率を塗り替え、首位打者と最多安打を獲得した内川聖一、本塁打王を獲得した村田、30本塁打を記録した吉村とリーグ屈指の強力なクリーンアップを擁したが、四球を12球団ワーストの314個しか選べなかったため、チーム打率は.2655にもかかわらず、出塁率は.31552と12球団ワーストだった。加えて盗塁は37と4年連続でリーグワーストを記録し、盗塁成功率も.552と67回の盗塁企図数と共に12球団では群を抜くワーストだった。
10月5日に横浜スタジアムで行われた引退試合を最後に川村丈夫が現役を引退した。
投打共にリーグまたは12球団のワースト記録を量産し、2006年以来2年ぶりの最下位に沈み、2003年以来5年ぶりの90敗を記録。チームの勝率は.338と内川の打率（.378）よりも低く、「リーグ首位打者のシーズン打率が所属チームの勝率を上回る」という2リーグ分裂後ではNPB史上初となる珍事も発生する始末でオフにヘッド兼打撃コーチの弘田澄男、投手コーチの斉藤明夫ら4コーチが解任。石井琢朗が自由契約となった（広島に移籍）。相川亮二がヤクルトにFA移籍。広島から金銭トレードで森笠繁、阪神からFA宣言した野口寿浩を獲得。入来祐作、鈴木尚典が戦力外通告を受け、2人ともその後現役を引退した。

#### TBSホールディングス移行後
2009年
シーズンスローガン：「MOVE ON～なせば成る～」
ワールド・ベースボール・クラシックでの村田の故障などによって、開幕6連敗を喫するなど、序盤から低迷し、5月18日に監督の大矢が無期限休養に入り、併せて湘南シーレックス監督の田代富雄が監督代行として指揮を執ることを発表した。一方、7月に新外国人としてスティーブン・ランドルフを獲得。しかし、チームを浮上させることなく、93敗を喫し、2年連続最下位に終わる。前年と同様、勝ち越しは1度もなく、無期限休養に入っていた監督の大矢が正式に退任、監督代行の田代富雄が退任と同時に湘南シーレックス監督に復帰、投手コーチの杉本正が1年で解任、チーム防御率・失点・打率・得点はリーグ最下位に終わった。
11月11日、後任監督としてこの年まで巨人の投手コーチを務めていた尾花高夫を迎え入れ、横浜港を周遊する「マリーンルージュ」で就任記者会見を行った。
オフに仁志敏久が退団し（ランカスター・バーンストーマーズに移籍）、工藤公康が自由契約となり（西武に復帰）、横山道哉が戦力外通告を受け、その後現役を引退した。ロッテから那須野巧、齋藤俊雄との2対1トレードで清水直行、元ロッテの杉原洋、日本ハムから加藤武治、松家卓弘、関口雄大との3対3トレードで稲田直人、坂元弥太郎、松山傑、ソフトバンクを自由契約となった篠原貴行、ロッテからFA宣言した橋本将、ロッテから金銭トレードで早川大輔、日本ハムを自由契約となったターメル・スレッジ、新外国人として王溢正、クリス・ブーチェック、ホセ・カスティーヨを獲得。
前年秋のリーマン・ショックに端を発するTBS（現・TBSホールディングス）の広告収入激減に加え、2009年春の番組改編の失敗（年間視聴率がNHKと民放キー局6局の内、5位に低迷した）がさらなる広告収入の激減を招き、TBSホールディングスは2010年3月機に初めて23億円の連結純損失を計上、番組制作費などのコスト削減を行うようになり、最終的には年間20億円程度の赤字補填を行っていた球団の経営から撤退することになった。

##### 尾花監督時代
2010年
シーズンスローガン：「FULL SEASON FULL POWER Analyzing Baseball」
当初の構想では前年途中から抑えを務めた山口俊を先発に転向させ、抑えに起用する予定だったブーチェックがオープン戦で成績を残せなかったことから、開幕直前に山口が抑えに再び戻った。また、三浦大輔が開幕前のオープン戦で大乱調だったことから、急遽二軍落ちとなった。3月31日の巨人戦の勝利で順位を3位タイとし、同時に広島が単独最下位となったが、最下位からの脱出は2008年4月5日以来284試合目（725日ぶり）であり、これまでの記録（楽天、2005年4月9日 - 2007年3月24日、262試合）を大幅に更新してのストップとなった。一方、4月1日に日本ハムから石井裕也とのトレードで江尻慎太郎を獲得。4月7日にキンタナロー・タイガースに入団していた大家友和が12年ぶりに復帰。4月20日にソフトバンクから吉川輝昭とのトレードで井手正太郎を獲得。しかし、5月9日に吉見祐治が金銭トレードでロッテに移籍。開幕当初の構想から外れた戦いを強いられたため、交流戦以降は低迷し、最下位に転落した。また、6月に新外国人としてブレット・ハーパーを獲得。1度も浮上することなく、9月7日の対巨人戦、25日の対中日戦に敗れ、5年連続Bクラスと3年連続最下位が確定し、28日の対ヤクルト戦、10月6日の対阪神戦に敗れ、プロ野球史上初の3年連続90敗と130試合制だった1955年以来55年ぶりのシーズン95敗を喫した。前述の構想から外れた戦いを強いられたことや、エース三浦がシーズンでも成績を残すことができなかったことが要因である。
8月にはオフをもって二軍の「湘南シーレックス」の名称を一軍と同じ「横浜ベイスターズ」に戻すことがプロ野球実行委員会で承認された。
9月10日に佐伯貴弘が自由契約となった（中日に移籍）。10月2日に森笠繁、6日に横浜スタジアムで行われた引退試合を最後に木塚敦志が現役を引退した。
9月30日、TBSホールディングスが保有している横浜ベイスターズの株式を住生活グループ（現・LIXILグループ）との間で売却交渉を進めている旨がメディアで報じられ、10月5日になって住生活グループ幹部がTBSホールディングスとの交渉の事実を認めた。球団も10月4日に若林オーナー（TBSホールディングス副社長）が交渉に関し、「大筋で合意しており、10月中に正式決定」とコメントしていたが、実際の交渉は難航。結局、10月27日にTBSホールディングスが住生活グループとの交渉を打ち切り、来季も球団を保有することを発表するに至った。交渉決裂の理由としてはTBSホールディングスおよび住生活グループそれぞれが「条件面での不一致」としているものの、28日に加地隆雄球団社長は秋季練習中の選手らへの事情説明に際して「一番大きな問題はフランチャイズ。横浜から出て、新潟、草薙（静岡）、京都と違うところでやりたいと（住生活側は）主張し続けていた」と明らかにし、潮田洋一郎住生活グループ会長も「それを含めていろいろあった。（球団運営など）すべてをゼロからやりたかったが、ゼロからできなかった。」と理由を述べた。
オフにヘッドコーチの島田誠が不振の責任を取って1年で辞任。ランドルフら外国人選手3人が退団した。オリックスから桑原謙太朗、野中信吾、高宮和也、寺原隼人との計4対3トレードで一輝、山本省吾、喜田剛、新外国人としてクレイトン・ハミルトン、ブランドン・マン、ブレント・リーチ、陳冠宇、東北楽天ゴールデンイーグルスから金銭トレードで渡辺直人、日本ハムからFA宣言した森本稀哲、西武から坂元弥太郎とのトレードで大沼幸二を獲得。内川聖一がソフトバンクにFA移籍。
2011年
シーズンスローガン：「FULL SEASON FULL POWER Analyzing Baseball」
3月11日、横浜スタジアムでヤクルトとのオープン戦を行っていた最中に東日本大震災が発生。球場全体が揺れて試合は打ち切りとなり、選手や観客がグラウンドに避難している。また、4月1日にリーチがNPB史上初の制限選手となった。当初は3月25日に公式戦の開幕が予定されていたが、震災の影響で4月12日に延期された。2007年以来4年ぶりに本拠地での開幕となった中日との3連戦で2000年以来11年ぶりとなる開幕カード勝ち越しを決めた。一方、4月25日に前年オフに退団したランドルフを再獲得。しかし、5月以降は低迷状態に陥り、23日に新外国人としてルイス・ゴンザレス、元楽天の中村紀洋を獲得。交流戦ではロードで1勝（9敗2分）しかできず、7勝13敗の11位に終わる。また、6月28日にランドルフが解雇、ウェイバー公示され、7月8日にリーチを支配下選手に復帰させたが、またしても1度も連勝できないままオールスターまでの前半戦を25勝44敗6分、借金19で折り返す。後半戦では7月29日に国吉佑樹を支配下選手に登録させたが、一度も浮上することなく、9月27日の対巨人戦（横浜）、10月9日の対阪神戦（横浜）に敗れ、6年連続Bクラスと4年連続最下位が確定し、18日に横浜スタジアムで1982年以来29年ぶりの中日の胴上げを許した。10月18日に横浜スタジアムで行われた引退試合を最後に早川大輔が現役を引退した。最終的には47勝86敗11分で首位中日とは27.5ゲーム差、5位広島にも11.5ゲーム差をつけられた。チーム防御率は2005年以来6年ぶりの3点台だったものの、2年連続最下位、勝率も1957年から1961年の近鉄以来50年ぶりの4年連続で3割台と低迷し、個人タイトル・ベストナイン・ゴールデングラブ賞・月間MVPが2年連続で0件に終わった。
10月19日、TBSホールディングスが保有している横浜ベイスターズ株の大半をディー・エヌ・エーに譲渡することで、大筋合意がなされたことが報道され、22日の最終戦終了後、監督の尾花、総合コーチの岡本哲司、投手コーチの吉田篤史、バッテリーコーチの福澤洋一、ブルペンコーチの芦沢真矢、外野守備走塁コーチの米村理、巡回打撃コーチの杉村繁が休養に入り、11月4日、TBSホールディングスが所有する株式の一部（TBSホールディングスの保有する640,000株（議決権割合 49.23%）およびBS-TBSの保有する230,000株（議決権割合 17.69%））を12月2日付で（NPB実行委員会およびオーナー会議の承認を得ることを条件として）ディー・エヌ・エーに譲渡することで、両社の間で正式合意（取得価格1株あたり7,471円、総額65億円）。12月1日、NPBオーナー会議並びに実行委員会にてディー・エヌ・エーによる横浜ベイスターズ買収とオーナー会社変更が承認され、翌2日には株譲渡が完了した。前述のようにTBSホールディングスは140億円で球団株70万株を買収した一方、売却額は65億円と買収当時の額を大幅に下回った。しかし、球団を保有していた間、球団の収益低下を反映させて株の簿価を下げていたため、TBSホールディングスの2011年4月 - 12月期連結決算には約59億円の特別利益が計上された。
オフに監督の尾花、総合コーチの岡本哲司、投手コーチの吉田篤史、バッテリーコーチの福澤洋一、ブルペンコーチの芦沢真矢、外野守備走塁コーチの米村理、巡回打撃コーチの杉村繁が解任。ゴンザレスが解雇され、大家友和、稲田直人、松山傑、リーチら外国人選手3人、真田裕貴が自由契約となった（稲田は楽天に移籍、スレッジは日本ハム、真田は巨人に復帰）。村田修一が巨人にFA移籍。杉原洋、喜田剛、桑原義行が戦力外通告を受け、3人ともその後現役を引退した。
この年までに入団した現役選手は筒香嘉智、国吉佑樹（ロッテ）、田中健二朗（くふうハヤテ）の3人。筒香はMLBを経て復帰したため、横浜ベイスターズ時代からの現役生え抜き選手は1人もいない。

#### 横浜DeNAベイスターズ時代

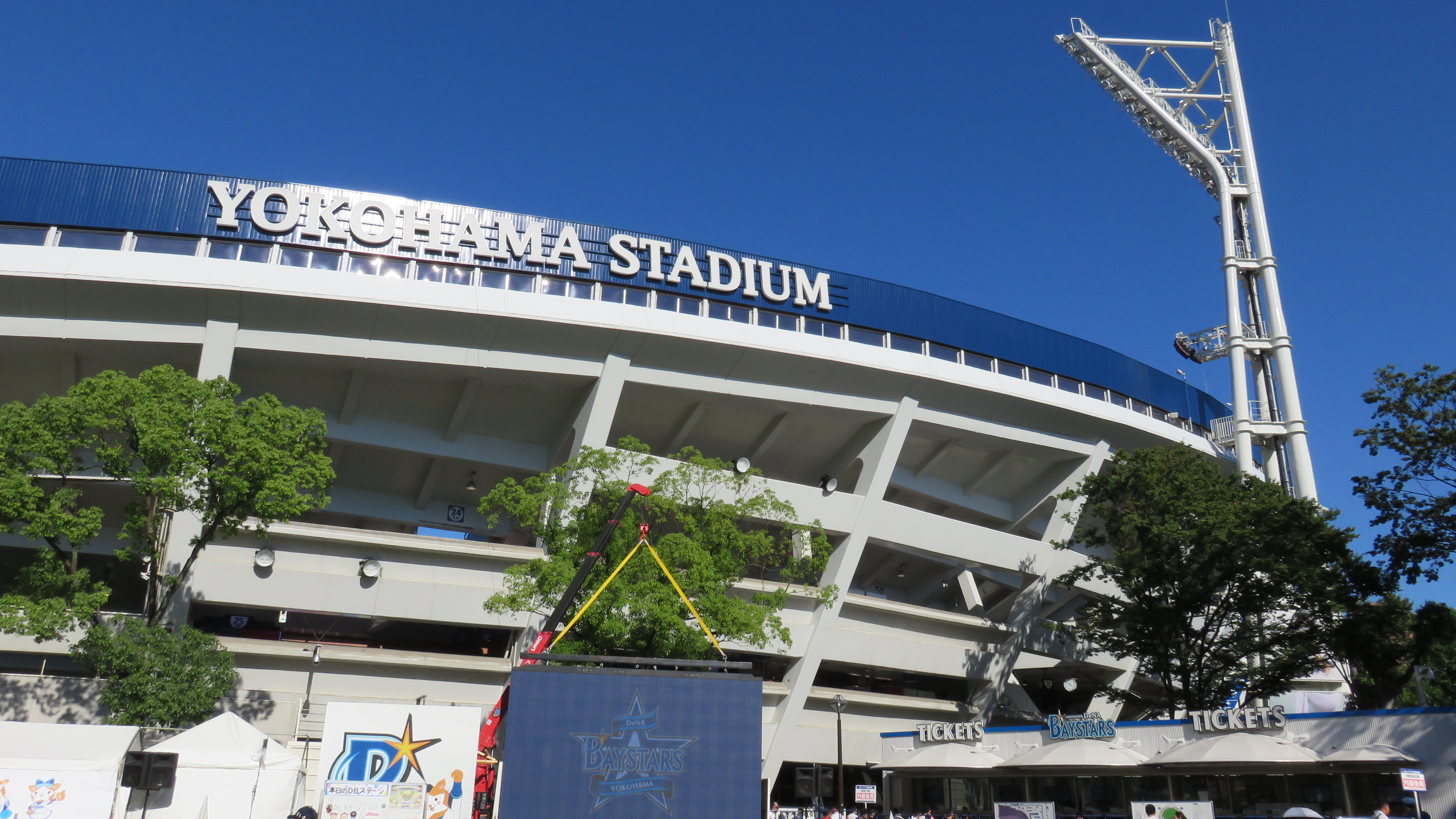
改修された横浜スタジアム

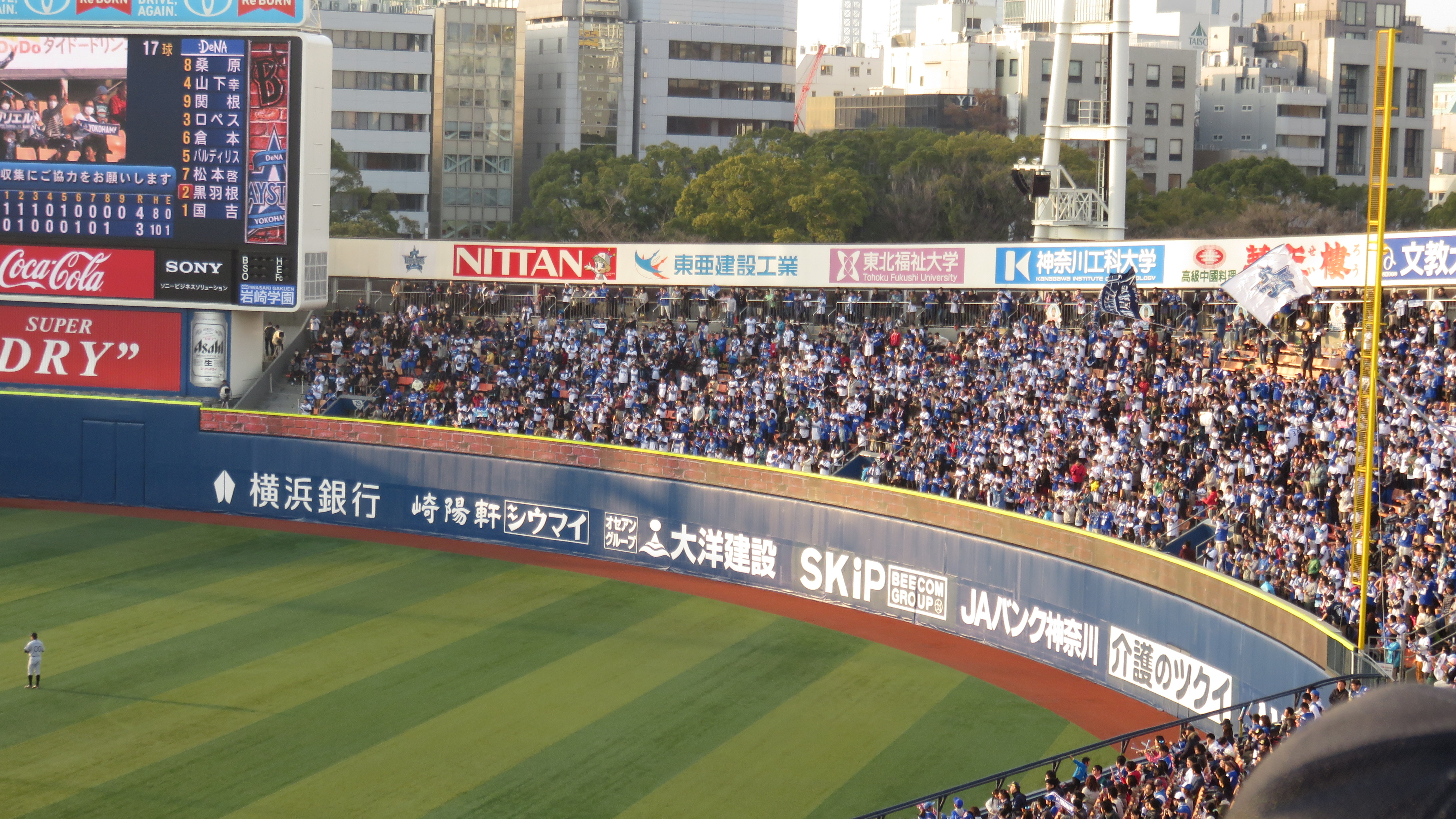
本拠地の横浜スタジアムでの応援の様子（2015年撮影）

2011年12月2日、球団株式が譲渡され、商号変更により、「横浜DeNAベイスターズ」として新たにスタートを切った。球団GMには高田繁が就任したが、一方で監督人事は難航。当初は新庄剛志や工藤公康らの名が候補に挙がり、最終的には球団OBの工藤公康が候補とされたが、一軍ヘッドコーチ・一軍投手コーチ・二軍監督などの人事を巡って工藤と球団が対立し、12月5日に高田GMが破談になったことを会見で述べ、6日に当初からの候補であった中畑清の名前が挙がり、9日に監督就任会見が行われ、合わせて新球団ロゴマークも発表された。
戦力面では西武から武山真吾とのトレードで後藤武敏、巨人を退団したアレックス・ラミレス、他球団からFAで4年ぶりに復帰した鶴岡一成と小池正晃の両名、日本ハムを自由契約となった菊地和正と林昌範の両名、広島を自由契約となったジオ・アルバラード、巨人にFA移籍した村田の人的補償として藤井秀悟、新外国人としてオスカー・サラサーを獲得。
2012年1月29日、クイーンズスクエア横浜「クイーンズサークル」において、「新ユニフォーム発表セレモニー」を行い、3月18日、これまでの球団マスコットだったホッシー・ホッシーナ・ホッシーゾの卒業と新マスコット・DBスターマンの就任を発表。
親会社譲渡やチーム名変更に伴い、ユニフォーム・球団旗・ペットマーク・マスコットキャラクターを一新。

##### 中畑監督時代
2012年
シーズンスローガン：「熱いぜ！ 横浜DeNA」
3月30日、阪神との開幕戦（京セラドーム）は5対5で引き分けとし、4月1日の開幕第3戦に6対2で勝利してディー・エヌ・エー譲渡後初白星を挙げるも、続く4月4日から10日、22日から5月1日にかけて2度に渡り、6連敗するなどした。一方、6月8日に元楽天のランディ・ルイーズを獲得。交流戦は9勝14敗で10位に終わる。しかし、6月22日にハミルトンが契約解除となった。また、6月24日に楽天から藤田一也とのトレードで内村賢介を獲得（ドラフト育成選手では球団初の単独のトレード）。その後、6月25日に大沼幸二が現役を引退した。さらに、7月4日に新外国人としてボビー・クレイマーを獲得。7月6日の対中日戦に敗れ、借金20となり、自力優勝が消滅した。前半戦最後の3連戦の対ヤクルト戦（横浜）で今季初の同一カード3連勝をしたものの、前半戦を最下位で終える。9月15日の対ヤクルト戦（神宮）に敗れるも、29日の対巨人戦（横浜）に勝利して今季初の5連勝（2分含む）を記録するも、30日の対中日戦（横浜）に敗れ、7年連続Bクラスと5年連続最下位が確定し、10月7日の対巨人戦（東京ドーム）でサヨナラ負けを喫したことで、対巨人戦のロードでは1勝も出来ずに終わり、東京ドームにおいて、セ・リーグ初の記録となった。最終的には首位巨人とは41ゲーム差、5位阪神にも9.5ゲーム差をつけられ、セ・リーグ5球団に全て負け越した。10月8日に横浜スタジアムで行われた引退試合を最後に新沼慎二が現役を引退した。
オフに大原淳也、福山博之、清水直行、ラミレス以外の外国人選手5人が自由契約となった。日本ハムから北篤とのトレードで土屋健二、ソフトバンクから江尻慎太郎、山本省吾、吉村裕基との3対3トレードで多村仁志（7年ぶりに復帰）、吉川輝昭（3年ぶりに復帰）、神内靖、中日を自由契約となったトニ・ブランコ、エンジェルベルト・ソト、ホルヘ・ソーサ、新外国人としてナイジャー・モーガンを獲得。阪神を自由契約となった鄭凱文、新外国人としてケビン・モスカテルと育成契約を結んだ。
上記の通り、この年は横浜のチーム名変更により、セ・リーグ全球団が現在のチーム名になった最初のペナントレースだったため、DeNAは「セ・リーグ全球団が現在のチーム名になった初年度の最下位球団」となった。
2013年
シーズンスローガン：「勝」
2月26日に鄭凱文を支配下選手に昇格させた。しかし、5月29日に王溢正が契約解除となり（Lamigoモンキーズに復帰）、6月4日に新外国人としてティム・コーコランを獲得。交流戦は7勝17敗で最下位に終わる。一方、7月7日に西武から渡辺直人とのトレードで長田秀一郎を獲得。9月24日の対阪神戦（甲子園）に1対6で敗れ、球団史上初のクライマックスシリーズ出場の可能性が消滅し、8年連続Bクラスが確定したものの、10月1日にヤクルトが巨人に敗れたことで、2007年以来6年ぶりの最下位脱出が決まり、最終的には辛うじて1996年以来17年ぶりの5位が確定した。阪神、中日、ヤクルトを相手に勝ち越しが決まったが、セ・リーグ3球団に勝ち越したのは実に2001年以来12年ぶりのことであった。篠原貴行、小池正晃が現役を引退した。
オフにラミレス、森本稀哲、鄭凱文とコーコランの両外国人選手が自由契約となり、モーガンが退団した。中日を自由契約となった柳田殖生、日本ハムから佐藤祥万とのトレードで加藤政義、阪神からFA宣言した久保康友、オリックスを退団したアーロム・バルディリス、コロラド・ロッキーズを自由契約となった高橋尚成、新外国人としてギジェルモ・モスコーソを獲得。FA入団した久保の人的補償として鶴岡一成が阪神に移籍。嶋村一輝が戦力外通告を受け、その後現役を引退した。
2014年
シーズンスローガン：「心」
3月・4月は7勝18敗、勝率.280と開幕ダッシュに失敗してしまうも、4月27日に萬谷康平を支配下選手に登録させ、5月13日にキューバから大砲のユリエスキ・グリエルを獲得。6月終了時点で首位巨人に11ゲーム差の最下位。しかし、翌月以降は最下位脱出を決め、前後して5月に井納翔一、6月に山口俊（9月にも獲得）、8月に三浦大輔と球団史上初めて1シーズン3度（最終的には1シーズン4度）の月間MVPを獲得し、5月から8月にかけて勝率を5割以上キープ。9月までに球団史上初のクライマックスシリーズ出場の可能性を残していたものの、勝負の同月に失速し、27日にAクラス入りの可能性が消滅し、10月6日の対ヤクルト戦（神宮）に敗れ、9年連続Bクラスと2年連続5位が確定した。モスカテルが現役を引退した。ドラフトでは後に「小さな大魔神」と呼ばれるようになる山﨑康晃（亜細亜大学）を1位指名。
オフに藤江均、菊地和正、ソーサら外国人選手4人が自由契約となった（菊地とソトは群馬ダイヤモンドペガサス、藤江は楽天、陳冠宇はロッテ、ブランコはオリックスに移籍）。金城龍彦が巨人にFA移籍。オリックスを自由契約となった東野峻、ソフトバンクを自由契約となった岡島秀樹、巨人を自由契約となったホセ・ロペス、新外国人としてヨスラン・エレラ、キューバからグリエルの弟のグリエルJr.を獲得。中村紀洋、藤井秀悟、神内靖が戦力外通告を受け、3人ともその後現役を引退した。
2015年
シーズンスローガン：「導 TO THE GLORY TOGETHER」
この年よりユニフォームが濃紺から青色（通称：横浜ブルー）に変わり、球団オーナーが春田真からディー・エヌ・エーの創業者でもある南場智子に交代したことを発表、NPB史上初の女性球団オーナーが誕生した。
4月9日、対阪神戦（甲子園）で勝利し、前日まで同率首位だった中日が敗れたため、12試合消化時点で単独首位となる。10試合以上消化後の単独首位は2007年5月3日以来8年、2898日ぶり、ディー・エヌ・エー譲渡後初の単独首位につくなど、序盤は好調な滑り出しを見せた。一方、6月7日に砂田毅樹を支配下選手に登録させた。しかし、交流戦では全6カードを全て負け越し、球団では2008年以来の10連敗（1引き分けを挟む）を喫するなど、3勝14敗1分で12球団中最下位。勝率・176は交流戦歴代ワースト記録。交流戦終了後の広島3連戦（3戦目は雨で中止）でも連敗は止まらず、連敗を「12」に伸ばしてしまう。しかし、6月23日の巨人戦に7-2で勝利し、連敗を12で止めた。交流戦後の混戦の中、6月・7月と阪神や巨人の後塵を拝することが多かったが、前半戦最後のカードである対巨人3連戦で3連勝し、巨人から首位を奪還。一方、7月3日に新外国人としてデュアン・ビロウを獲得。前回優勝の1998年以来となる前半戦首位ターンとなった。しかし、後半戦に入ると、徐々に順位を下げ、8月下旬にはとうとう最下位に転落。終盤は中日との最下位争いとなり、9月3日の中日戦に敗れ、自力での球団史上初のクライマックスシリーズ出場の可能性が消滅し、10月3日にシーズン最終戦（巨人戦）で敗れ、10年連続Bクラスと2012年以来3年ぶりの最下位が確定した。前半戦を首位で折り返しながらシーズンを最下位で終えるのは球団史上初（2期制時のパは除く）の記録となった。本塁打数はリーグ最多の112、得点はリーグ2位の508だったものの、チーム防御率3.80、総失点598はリーグワーストだった。黒羽根利規、髙城俊人、嶺井博希を起用するなど、固定できなかった捕手陣は11捕逸と1990年のロッテオリオンズの日本プロ野球タイに並ぶ68暴投を記録した。また、明治神宮球場では三浦大輔が登板した2試合の2勝しかできなかった。観客動員数は好調で、球団側は監督契約延長を申し出たが、中畑は低迷の責任を取る形で退任。これにより、4年間に及ぶ中畑政権は幕を閉じた。後任に球団史上初の外国人監督となるラミレスが就任。
10月21日、ラミレスの新監督就任が正式に発表された。合わせて、2年契約で背番号80に決まったことも発表。ドラフトでは即戦力として期待された左投手の今永昇太（駒澤大学）を1位指名。課題であった捕手にも戸柱恭孝（NTT西日本）を4位指名で迎える。
オフに多村仁志、岡島秀樹、ビロウとバルディリスの両外国人選手が自由契約となった（多村は中日、バルディリスはサムスン・ライオンズに移籍）。新外国人としてジェイミー・ロマック、ザック・ペトリック、巨人を自由契約となった久保裕也、ソフトバンクとの育成契約を拒否した白根尚貴を支配下選手として獲得。東野峻、土屋健二、加藤政義、靍岡賢二郎が戦力外通告を受け、4人ともその後現役を引退した。
暗黒時代はこの年までとされることが多く、リーグ最下位はこの年を最後に2020年までに回避している。

##### ラミレス監督時代
2016年
シーズンスローガン：「WE PLAY TO WIN」
前年11月に開始されていた本拠地である横浜スタジアムの運営会社・株式会社横浜スタジアムの友好的TOBが一段落し、1月20日付で株式会社横浜スタジアムの株式を議決権所有割合の過半数（71.12%）に該当する普通株を総額74億2,500万円で取得した。このため、運営会社は1月28日付で名義を横浜DeNAベイスターズの子会社（ディー・エヌ・エーの孫会社）に変更。
キャンプ中から開幕前にかけて故障者が続発した。山崎憲晴が左膝靱帯断裂で今季絶望となったほか、石川雄洋、山口俊、梶谷隆幸が故障により、開幕に間に合わず、3・4月は投打にわたり、戦力不足で9勝18敗と大きく負け越し、開幕直後に日本ハムから金銭トレードで藤岡好明、広島を自由契約となったマイク・ザガースキーを獲得するも、5月に入ると、怪我で離脱していた梶谷ら主力選手も戻り、15日に新外国人としてエリアン・エレラを獲得。その後、石田健大、今永昇太が揃って月間4戦全勝（石田は26イニング連続無失点を記録し、月間MVPを獲得）と活躍するなど、3日時点で11あった負け越しを28日に完済した。交流戦は負け越したものの、7月11日に三浦大輔が世界記録となるプロ野球投手としての24年連続安打を達成（ギネス世界記録に認定され、8月22日、横浜スタジアムで認定証が授与）するなど、勢いを取り戻し、1999年以来17年ぶりとなる2年連続の前半戦Aクラスターンを決めた。一方、7月14日に新外国人としてマイク・ブロードウェイを獲得。7月19日から22日にかけて筒香嘉智が月間16本塁打の歴代日本人最多記録、月間6度の複数本塁打と3戦連続複数本塁打という2つのNPB記録を樹立するなど、大爆発した。後半戦は8月25日に4位阪神に0.5差まで詰められるも、最後までAクラスを守り抜き、9月19日、広島との最終戦にて勝利し、2005年以来11年ぶりのAクラスと3位が確定し、球団史上初のクライマックスシリーズ出場が決定した。これにより、NPB全12球団がクライマックスシリーズに出場した経験を持つことになった。最終結果は69勝71敗3分。投手陣ではルーキーの今永、2年目の石田が先発ローテーションに入り、野手陣では筒香嘉智が本塁打王と打点王のタイトルを獲得。桑原、倉本がレギュラーに定着するなど、若手の台頭が目立った。シーズン最終戦となる9月29日に横浜スタジアムで行われた引退試合を最後に投手兼任コーチの三浦大輔が現役を引退した。ドラフトでは濵口遥大（神奈川大学）を単独で1位指名。佐野恵太（明治大学）を9位指名し、これが大化けへと繋がってゆく。
クライマックスシリーズではファーストステージで2位巨人を2勝1敗で下し、上記と同時に球団史上初のファイナルステージ進出が決定し、第3戦で借金チーム初のファイナルステージでの勝利を挙げたものの、首位広島に1勝4敗で敗れ、また同時に球団史上初のファイナルステージ敗退となり、球団史上初めて日本シリーズ出場を逃した。これにより、セ・リーグでは2010年代でクライマックスシリーズ制度導入後10年目にして、セ・リーグ全球団がファイナルステージに進出した。
オフに内村賢介、長田秀一郎、久保裕也、エレラら外国人選手6人が自由契約となった（ロマックはサンディエゴ・パドレス、ブロードウェイはワシントン・ナショナルズ、ペトリックはサムスン・ライオンズ、久保は楽天、ザガースキーはデトロイト・タイガース、長田は新潟アルビレックスBC、モスコーソはレオン・ブラボーズに移籍）。山口俊が巨人にFA移籍。新外国人としてアウディ・シリアコ、ジョー・ウィーランド、スペンサー・パットン、フィル・クライン、ヤクルトを自由契約となった田中浩康、巨人にFA移籍した山口の人的補償として平良拳太郎を獲得。渡邊雄貴、柳田殖生、井手正太郎が戦力外通告を受け、3人ともその後現役を引退した。
2017年
シーズンスローガン：「THIS IS MY ERA.」
新スローガン：「OUR TIME IS N.O.W.」
5月30日の交流戦初戦で3位に浮上。一方、7月6日に日本ハムから黒羽根とのトレードでエドウィン・エスコバーを獲得。8月22日から24日の対広島3連戦。22日の第1戦は9回裏2対5の劣勢から筒香（2ラン）、ロペス、宮﨑の3者連続本塁打でサヨナラ勝利。本塁打3連発のサヨナラゲームはプロ野球史上初の事であった。翌23日も5-6で迎えた9回裏二死からのロペスのソロ本塁打で同点にし延長戦に突入、10回裏に梶谷のサヨナラタイムリーで連勝。24日の第3戦は9回、二死二塁から倉本寿彦の詰まった打球がイレギュラーバウンドを生みサヨナラ勝ち。同一カード全てリードされている状況からの逆転サヨナラでスイープを達成した。3試合連続サヨナラ勝利はベイスターズ前身のホエールズが1960年に達成して以来57年ぶり、同一カードとしては史上初である。9月に入り、巨人が持ち直してきたため、巨人との間で激しい3位争いとなり、順位が入れ替わることもあった。その最中、26日に高崎健太郎、大原慎司が戦力外通告を受け、二人ともその後現役を引退した。10月1日の対広島戦で勝利し、2年連続3位が確定した。73勝65敗5分で公式戦を終え、2001年以来16年ぶりの勝ち越しを決めた。今永昇太、濱口、ウィーランドの3人が二桁勝利を挙げ、宮﨑は首位打者、ロペスは最多安打と打点王のタイトルを獲得した。
クライマックスシリーズファーストステージでは2戦目で大雨で異例のコンディションの中、泥試合と称される戦いに勝利し、その勢いで2位阪神を2勝1敗で下し、2年連続ファイナルステージ進出が決定し、ファイナルステージでは第1戦を落とした後に4連勝し、広島を4勝2敗で下し、1998年以来19年ぶり、セ・リーグ初の年間勝率3位からの日本シリーズ出場が決定した。これにより、セ・リーグでは2010年代でクライマックスシリーズ制度導入後11年目にして、セ・リーグ全球団がクライマックスシリーズを突破した。
日本シリーズではソフトバンクに3連敗で王手をかけられた後、2連勝するが、6戦目でサヨナラ負けを喫し、球団史上初の日本シリーズ敗退となり、1998年以来19年ぶり、ディー・エヌ・エー譲渡後初の日本一を逃した。これにより、セ・リーグ全球団が前身を含め、日本シリーズ敗退を経験した。
オフに山崎憲、久保康、クラインら外国人選手3人が自由契約となった（山崎憲は阪神、シリアコはサセックスカウンティー・マイナーズ、久保康はゲーリー・サウスショア・レイルキャッツ、エリアンはメキシコシティ・レッドデビルズに移籍）。元ソフトバンクのエディソン・バリオス、新外国人としてネフタリ・ソト、中日を自由契約となった武藤祐太、楽天を自由契約となった中川大志、補強の目玉として阪神からFA宣言した大和を獲得。FA入団した大和の人的補償として尾仲祐哉が阪神に移籍。下園辰哉、小杉陽太、林昌範が戦力外通告を受け、3人ともその後現役を引退した。
2018年
シーズンスローガン：「VICTORY is within US.」
新スローガン：「VICTORY is within US. 熱く、熱く、立ち上がる。」
2007年以来11年ぶり（2011年にも開幕を本拠地で迎えたが、当時の東日本大震災の影響により、変則日程で開幕を迎えたことによる）、ディー・エヌ・エー譲渡後初の本拠地での開幕を迎えた。開幕投手は2年連続で石田健大が務めたが、試合は3対7で敗れ、5試合で1勝4敗と波に乗れずにいたが、4月6日から8日の対広島3連戦で今季初のカード勝ち越し、続く対巨人3連戦を3連勝し、4月13日の対中日1回戦で逆転勝利を収め、単独首位に浮上すると、4月7日から15日にかけて2001年以来17年ぶりとなる8連勝を記録した。しかし、ここから急降下し、7月4日に元ロッテの中後悠平、9日にオリックスから髙城俊人、白崎浩之との2対2トレードで伊藤光、赤間謙を獲得。7月18日にオーストラリアン・ベースボールリーグのキャンベラ・キャバルリーと戦略的パートナシップを締結したことを発表した。8月までに2か月連続で負け越し、最下位に沈む。9月に13勝8敗と持ち直したが、ラミレス政権では初、2015年以来3年ぶりのBクラスと2007年以来11年ぶりの4位に終わった。加賀繁、後藤武敏が現役を引退した。山﨑が初の最多セーブ、ソトは本塁打王のタイトルを獲得。
オフに高田繁がGMを退任。荒波翔、ウィーランドが自由契約となった（荒波はモンテレイ・サルタンズ、ウィーランドは起亜タイガースに移籍）。巨人を自由契約となった中井大介を獲得。かつてチームに所属していた古村徹が4年ぶりに復帰。白根尚貴、田中浩康が戦力外通告を受け、二人ともその後現役を引退した。スペシャルアドバイザーの三浦大輔が投手コーチに異動となった。田代富雄をチーフ打撃コーチ、鶴岡一成をバッテリーコーチに招聘した。
2019年
シーズンスローガン：「Go Beyond the Limit.」
新スローガン：「一生残る、一瞬のために。 FOR THE MOMENT THAT WILL LAST A LIFETIME.」
球団創設70周年を記念し、この年限定の球団プライマリーロゴが登場した。従来使用されていた星マークの上部に「70th」の文字が入り、マークの上に巻きついていたリボンが外される。中央には「YOKOHAMA DeNA BAYSTARS」、マークの下に巻きついたリボンには「Since 1949 SHIMONOSEKI」の文字が入る。
1月に監督のラミレスの日本国籍取得が認められた。3月14日、アリゾナ・ダイヤモンドバックスと業務提携を締結した。
3月26日に楽天から熊原健人とのトレードで濱矢廣大を獲得。4月に2015年以来4年ぶりの10連敗を喫したが、その後は復調。5月30日の中日戦に勝利したことで、最下位から脱出する。一方、翌31日に新外国人としてS.ソリスを獲得。オールスター前には首位巨人と9.5ゲーム差の2位で折り返し、一時は首位巨人との差を0.5ゲーム差まで縮める猛追を見せたが、直接対決で敗れたことが響き、結局一度も首位に立つことなく、優勝を逃したが、それでも9月24日の中日戦に勝利したことで、1997年以来22年ぶりの2位が確定し、球団史上初の本拠地でのクライマックスシリーズ開催が決定した。2位以上でシーズンを終えたのは優勝した1998年以来21年ぶり。
クライマックスシリーズではファーストステージで第1戦で6点差から逆転負けしたこともあり、3位阪神に1勝2敗で敗れ、球団史上初のファーストステージ敗退となり、ファイナルステージ進出を逃した。
ソトが43本塁打を放ち、2年連続の本塁打王と打点王を獲得した。
オフにバリオスとソリスの両外国人選手が自由契約となり（バリオスはメキシコシティ・レッドデビルズ、ソリスは2021年シーズン途中、モンクローバ・スティーラーズに移籍）、田中健二朗が肘の負傷を理由に育成契約を結んだ。新外国人としてとしてマイケル・ピープルズ、タイラー・オースティンを獲得、その後ジョフレック・ディアスと育成契約を結んだ。オリックスを自由契約となった髙城が1年半ぶりに復帰。筒香がポスティングシステムを利用しての大リーグ挑戦を正式に発表した。
2020年
シーズンスローガン：「NEW GENERATION IS HERE.」
1月25日、佐野が筒香のポスティングシステムでのタンパベイ・レイズへの移籍に伴い、空席となっていたキャプテンに就任することが発表された。
春季キャンプでは過去にMLBでゴールドグラブ賞を11度受賞した守備の名手であるオマー・ビスケルを特別コーチとして招聘し、戦略的パートナーシップを締結しているアリゾナ・ダイヤモンドバックスよりバリー・エンライトとブレイク・ラリーがコーチ研修目的で参加し、キャンベラ・キャバルリーよりジョッシュ・ワーナーとスティーブン・チェンバースが2月6日から2月14日の期間限定で練習参加することを受け入れた。
新型コロナウイルス感染症によるパンデミックにより、3月に開幕予定だった公式戦は3か月遅れの6月19日に開幕した。プロ野球公式戦史上初の無観客での開幕だった。
開幕後は今永とオースティンが故障で投打の主力の離脱が相次いだほか、ロペスとソトの両外国人選手の不調があるも、佐野らの活躍でしばらくはAクラスに留まった。しかし、9月の初旬に5.5ゲーム差で迎えた首位・巨人との3連戦で3連敗したのが響き、優勝戦線から脱落。その後は阪神、中日とAクラス争いになる。10月以降、ナゴヤドームで6連敗を喫するなど（結果的に7月14日の勝利以降11連敗）、負けが込み、11日の阪神戦に敗れ、4位に転落以降はBクラスから抜け出せず、25日に球団からラミレスの退任が発表され、11月5日の中日戦に敗れ、2018年以来2年ぶりのBクラスが確定し、11日に広島が中日に負けたため、4位でシーズンを終えた。シーズン最終戦そしてラミレス政権最後の試合で巨人を相手に逆転サヨナラ勝ちをして有終の美を飾った。この勝利によって、巨人戦6連勝を記録し、リーグで12勝12敗と唯一負け越すことなく、巨人の完全優勝を阻止した。また、佐野がレギュラー1年目で首位打者を獲得するなど、明るい話題もあった。これにより、5年間に及ぶラミレス政権は幕を閉じた。後任に二軍監督の三浦大輔が昇格する形で就任。
11月17日、三浦の新監督就任が正式に発表された。
オフにロペスとパットン（テキサス・レンジャーズに移籍）の両外国人選手が退団し、赤間謙、石川雄洋が戦力外通告を受け、2人ともその後現役を引退した。梶谷と井納の両名が巨人にFA移籍。ヤクルトを自由契約となった風張蓮、巨人にFA移籍した梶谷の人的補償として田中俊太を獲得。新外国人としてケビン・シャッケルフォードと育成契約を結び、その後フェルナンド・ロメロを獲得。巨人を自由契約となった宮國椋丞と育成契約を結んだ。

##### 三浦監督時代
2021年
シーズンスローガン：「横浜一心」
新型コロナウイルス感染症の影響で外国人選手が12球団で唯一全員来日できず、戦力が揃ったのは4月15日のことであり、3、4月は2引き分けを挟んで10連敗を含む6勝21敗4分と大きく負け越した。一方、4月23日にシャッケルフォードを支配下選手に昇格させた。また、6月14日にロッテから国吉とのトレードで有吉優樹を獲得、その後15日に田中健二朗を支配下選手に復帰させた。さらに8月30日に宮國椋丞を支配下選手に昇格させた。打撃陣は打率3割を記録した選手を4人（牧秀悟、桑原、佐野、宮﨑）輩出したほか、チーム本塁打136本、チーム得点559点はいずれもリーグ2位だったが、7連敗以上を2度記録したこともあり、また勝利数が最も多かった大貫晋一でさえ6勝止まりと成績を大幅に落とし、2年連続Bクラスと2015年以来6年ぶりの最下位が確定した。牧は1年目ながら数々の新人記録を打ち立てる活躍を見せ、新人特別賞を受賞した。
オフに坪井打撃コーチ、藤岡二軍投手コーチなど、コーチ陣が退団した。風張蓮、ピープルズとシャッケルフォードの両外国人選手が自由契約となり（風張はケンタッキー・ワイルドヘルス・ゲノムスに移籍、ピープルズは再契約、シャッケルフォードは退団）、平良拳太郎が肘の負傷、勝又温史が伸び悩みを理由に戦力外として育成契約を結んだ。楽天を自由契約となった藤田一也が10年ぶりに復帰。新外国人としてブルックス・クリスキーを獲得、その後ハンセル・マルセリーノと育成契約を結んだ。日本ハムを自由契約となった大田泰示を獲得。齋藤隆をチーフ投手コーチ、鈴木尚典を打撃コーチ、小杉陽太を二軍投手コーチ、石井琢朗を野手総合コーチ、相川亮二をバッテリーコーチに招聘した。
2022年
シーズンスローガン：「横浜反撃」
今永、ソトとオースティンの両外国人選手が春季キャンプ中に故障して開幕から出遅れ、4月6日にはチームに新型コロナウイルスの陽性者が続出したことから、翌7日から10日までの4試合を中止し、12日からは総勢22人の選手を入れ替え、一軍の試合を再開した。4・5月は最大借金9と下位に落ち込むも、交流戦以降はチーム成績も安定し、今永が6月7日の日本ハム戦（札幌ドーム）で球団としては1970年の鬼頭洋以来52年ぶり4人目となるノーヒットノーラン達成。特に投手面では大きく改善し、今永が防御率でリーグ3位に入って11勝、大貫も11勝を挙げ、伊勢大夢、エスコバー、そこから割って入る入江、田中健の勝ちパターンの確立が大きかった。一方、6月23日に石川達也を支配下選手に登録させた。また、7月16日に新外国人としてロバート・ガゼルマン（翌々18日にピープルズが再び退団）、28日に楽天から伊藤裕季也とのトレードで森原康平を獲得。さらに、7月30日に平良を支配下選手に復帰させ、宮城滝太を支配下選手に登録させた。8月に入ると、21日の広島戦まで横浜スタジアムで開催された試合で連勝を続け、NPB史上3球団目となる球団新記録となる本拠地17連勝、18勝6敗と球団としては1997年8月以来の月間18勝を記録し、首位ヤクルトを追う2位まで浮上したが、26日からの首位ヤクルトとの直接対決で3連敗してしまい、ゲーム差を広げられたため、首位ヤクルトとのゲーム差を詰めることはできず、ヤクルトの優勝マジックが2になった9月25日の明治神宮球場での直接対決でまさかのサヨナラ負けを喫し、優勝争いには敗れたものの、2019年以来3年ぶりのAクラスと2位が確定した。
クライマックスシリーズではファーストステージで3位阪神と対戦するも、打率3位の.306を記録した佐野が3戦で10打数1安打と不振に陥り、最後は1点ビハインドで迎えた9回1死満塁のチャンスに藤田が4-2-3のホームゲッツーで試合を終え、1勝2敗で2019年以来3年ぶりのファーストステージ敗退となり、ファイナルステージ進出を逃した。
この年は最下位中日に相性が良く、セ・リーグ5球団がこれまで苦手としていたバンテリンドーム ナゴヤで10勝3敗、シーズン対戦成績も18勝6敗と大きく勝ち越し、これまで苦手としていた3位阪神を相手に2013年以来9年ぶりに勝ち越した。
オフに三上朋也、ロメロとクリスキーの両外国人選手が自由契約となり（三上は巨人、ロメロはロサンゼルス・エンゼルス、クリスキーはカンザスシティ・ロイヤルズに移籍）、櫻井周斗が疲労骨折の再発、松本隆之介が肩の負傷を理由に戦力外として、ロッテを自由契約となった西巻賢二と育成契約を結んだ。中日から砂田とのトレードで京田陽太、新外国人としてJ.B.ウェンデルケン、トレイ・アンバギー、トレバー・バウアーを獲得。嶺井がソフトバンクにFA移籍。山下幸輝、浅田将汰、田部隼人、髙城、有吉が戦力外通告を受け、5人ともその後現役を引退した。
2023年
シーズンスローガン：「横浜頂戦」
ワールド・ベースボール・クラシックでは今永と牧が日本代表、ソトがプエルトリコ代表に選出された。
4月8日に櫻井と松本の両名を支配下選手に復帰させ、28日に西巻を支配下選手に昇格させた。交流戦は全日程を終え、11勝7敗の首位タイでDeNA、巨人、オリックス、ソフトバンクの4チームが並び、初のTQB（得失点率差）で交流戦19年目にして、ディー・エヌ・エー譲渡後初の優勝を飾った。一方、7月23日に上甲凌大を支配下選手に登録させ、26日にヤクルトから阪口皓亮とのトレードで西浦直亨を獲得。最終的には首位阪神とは12ゲーム差、2位広島にも0.5ゲーム差をつけられ、2年連続Aクラスと2017年以来6年ぶりの3位が確定した。
クライマックスシリーズではファーストステージで2位広島と対戦するも、2連敗を喫し、2年連続ファーストステージ敗退となり、ファイナルステージ進出を逃した。
10月4日に東京ドームで行われた公式戦、10月15日にマツダスタジアムで行われたクライマックスシリーズファーストステージを最後に藤田が現役を引退した。
オフに仁志二軍監督、大家二軍投手コーチなど、首脳陣が退団した。平田、田中健、笠原祥太郎、池谷蒼大、宮國、田中俊、アンバギーら外国人選手5人が自由契約となった（田中健と池谷はくふうハヤテ、笠原は台鋼ホークス、田中俊はオイシックス、エスコバーはシカゴ・カブス、ソトはロッテ、ガゼルマンはワシントン・ナショナルズ、バウアーはメキシコシティ・レッドデビルズに移籍）。小深田大地、粟飯原龍之介が育成契約を結び、勝又温史を支配下選手に復帰させた。ソフトバンクを自由契約となった森唯斗、オリックスを自由契約となった中川颯、新外国人としてローワン・ウィック、アンソニー・ケイ、アンドレ・ジャクソンを獲得。巨人を自由契約となった堀岡隼人、ソフトバンクを自由契約となった九鬼隆平と育成契約を結んだ。今永がポスティングシステムを利用してMLBに挑戦することが承認された。牧が来季から佐野に代わってキャプテンに就任することが発表された。チーム付きアナリスト（スコアラー）の靍岡賢二郎がオフェンスチーフコーチに異動となった。
2024年
シーズンスローガン：「横浜進化」
新スローガン：「勝ち切る覚悟」
序盤は混戦の中、一時首位に立ったり、最下位に転落したりと、乱高下する中、4月16日に筒香が5年ぶりに復帰。6月以降は首位広島を阪神・巨人とともに追いかけるマッチレース中にAクラス争いが展開。一方、6月8日にディアスと堀岡の両名を支配下選手に昇格させ、7月4日に新外国人としてマイク・フォードを獲得。ところが、7月19日から9連敗を喫し巨人、阪神に遅れを取り、4位に長く沈む。9月に広島が急失速すると、再び激しいAクラス争いが勃発。その最中、広島が10月2日のヤクルト戦に敗れたことで、3年連続Aクラスと2年連続3位が確定した。
クライマックスシリーズではファーストステージで2位阪神を2連勝で下し、2018年以来6年ぶりのファイナルステージ進出が決定し、首位巨人を4勝3敗で下し、2017年以来7年ぶりの日本シリーズ出場が決定した。
日本シリーズではソフトバンクを4勝2敗で下し、1998年以来26年ぶり、ディー・エヌ・エー譲渡後初の日本一を本拠地で決めた。年間勝率1位未満でリーグ優勝をせずに出場した日本シリーズでの日本一は球団史上4チーム目となった。貯金（勝ち越し）2、勝率.507は日本一になった球団で最も低く、1975年の阪急の貯金5、勝率.520を下回る最少貯金かつ最低勝率でソフトバンクとの貯金差40を覆しての日本一は巨人が1971年に阪急を破った際の23差を上回る最大格差逆転勝利となった。前身を含め、球団生え抜き監督による日本一は球団史上初。これにより、セ・リーグ全球団が前身を含め、球団OB監督の下で日本一になった。
オフに小池外野守備コーチ、青山二軍監督兼外野守備走塁コーチ、嶋村・下園両二軍打撃コーチ、東野二軍投手アシスタントコーチ、鶴岡二軍バッテリーコーチなど、コーチ陣が退団した。三浦銀二、小深田、楠本泰史、石川が自由契約となり、ウェンデルケンとフォードの両外国人選手、渡辺明貴が退団した（楠本は阪神、ウェンデルケンはサンディエゴ・パドレス、フォードはミネソタ・ツインズに移籍）。西巻、上甲が戦力外として育成再契約、橋本達弥、深沢鳳介がリハビリを理由に戦力外として、ソフトバンクを自由契約となった笠谷俊介と育成契約を結んだ。ソフトバンクから濵口とのトレードで三森大貴を獲得。バウアーが2年ぶりに復帰。大田、西浦、村川凪、大和が戦力外通告を受け、4人ともその後現役を引退した。編成部長の進藤達哉がベンチコーチ、ハイパフォーマンス部部長の桑原義行が二軍監督兼投手コーディネーターに異動となった。
2025年
シーズンスローガン：「横浜奪首」
3月13日に九鬼を支配下選手に昇格させ、庄司陽斗を支配下選手に登録させた。5月15日にマルセリーノを支配下選手に昇格させた。7月8日にフォードが1年ぶりに復帰。7月16日にシアトル・マリナーズを自由契約となった藤浪晋太郎、19日に元中日のダヤン・ビシエドを獲得。7月26日にディアスが自由契約となり、橋本を支配下選手に復帰させた。

## チーム成績・記録

1950年以降の順位の変遷。赤い丸は日本シリーズ優勝を示す

- リーグ優勝 2回

（1960年、1998年）
- 日本一 3回

（1960年、1998年、2024年）
- セ・パ交流戦優勝 1回

（2023年）
- クライマックスシリーズ優勝 2回

（2017年、2024年）
- Aクラス 21回

（1960年、1962年、1964年、1969年 - 1971年、1979年、1983年、1990年、1997年 - 2001年、2005年、2016年 - 2017年、2019年、2022年 - 2024年）
- Bクラス 54回

（1950年 - 1959年、1961年、1963年、1965年 - 1968年、1972年 - 1978年、1980年 - 1982年、1984年 - 1989年、1991年 - 1996年、2002年 - 2004年、2006年 - 2015年、2018年、2020年 - 2021年）
- 最下位 25回

（1954年 - 1959年、1961年、1966年、1976年 - 1977年、1981年、1984年、1989年、1994年、2002年 - 2004年、2006年、2008年 - 2012年、2015年、2021年）
- 連続Aクラス入り最長記録 5年（1997年 - 2001年）
- 連続Bクラス最長記録 10年（1950年 - 1959年、2006年 - 2015年）
- 最多勝 80勝（1964年）
- 最多敗 99敗（1955年）
- 最多引分 17分（1979年）
- 最高勝率 .585（1998年）
- 最低勝率 .238（1955年）
- 最多連勝 10 （1964年、1967年、1968年、1998年、1999年）※1967年、1968年、1998年のものは引き分けを挟む。
- 最多連敗 14（1955年、2008年）※2008年のものは1引き分け挟む。
- 最長試合時間 6時間13分（1998年8月9日対広島戦）
- 連続イニング無得点 46（2012年）
- 通算4500敗（2012年8月24日の対巨人戦で、2リーグ制発足後最速の記録）

※2024年は年間勝率1位未満でリーグ優勝をせずに出場した日本シリーズで日本一になっている。

### その他の記録
- 最小ゲーム差 1.0ゲーム（1964年）
- 最大ゲーム差 61.5ゲーム（1955年）
- 最多本塁打 194本（2004年）
- 最少本塁打 51本（1955年）
- 最高打率 .294（1999年）
- 最低打率 .208（1956年）
- 最高防御率 2.31（1971年）
- 最低防御率 4.94（1977年）
- ホーム連勝記録 17（2022年）
- 68暴投（2015年、ロッテオリオンズ〈1990年〉と並びプロ野球タイ記録）

## チームの特徴
- セ・リーグ全球団で唯一、一度も球団OB（選手としての在籍経験者）監督の下でリーグ優勝をしていない[注釈 32]。
- 同リーグ全球団で唯一、年間MVPに選ばれた野手が一人もいない[注釈 33]。
- 過去に日本シリーズを3回優勝しており、そのうちロードの球場（1960年・後楽園球場[13]）での日本一は1回だけになっている。
- 過去にリーグ優勝を2回しているが、どちらもロードの球場（1960年[13]と1998年[37]共に阪神甲子園球場）でリーグ優勝の胴上げを成し遂げており、一度も本拠地でのリーグ優勝の胴上げを成し遂げていない。これは、2004年に消滅した大阪近鉄バファローズ（最後の年間勝率1位によるリーグ優勝は2001年・大阪ドーム[172]）を含む20世紀に創設したNPB12球団唯一である。
- 親会社がディー・エヌ・エーになってからはチームカラーを一新し、高田繁をGMに招聘し、日本ハム時代に採用した「BOS」（ベースボール・オペレーション・システム）を元にしたチーム作成、スカウトに着手している[173]。BOSについて詳しくは北海道日本ハムファイターズを参照。

### 球団名
1993年から2011年までの間、12球団では唯一の正式名称に企業名を冠しない球団であった。1949年末の2リーグ分裂以降では他に広島カープ（1950年 - 1967年、現・広島東洋カープ）、東京オリオンズ（1964年 - 1968年、現・千葉ロッテマリーンズ）の事例が存在する。
前身の大洋ホエールズと第二次世界大戦中に存在した大洋軍は名前が同じだけで、繋がりは全くない。以前の球団愛称「ホエールズ」は当時の親会社・大洋漁業が捕鯨を主要業務にしていたことに由来する。現在の球団愛称「ベイスターズ」は「横浜ベイブリッジ」と「星」とを組み合わせた造語である。なお、アメリカのプロスポーツチームの本拠地ではタンパベイ（フロリダ州）やグリーンベイ（ウィスコンシン州）のように湾を意味する“ベイ”が入っている地名があるため、一部のアメリカメディアではチーム名が「ヨコハマ・ベイスターズ」ではなく「ヨコハマベイ・スターズ」として認識されることもしばしばある。
大洋・洋松時代は略称をパ・リーグの大映スターズや後身の大毎オリオンズとの重複を避けるため「大」でなく、「洋」とし、大毎が東京オリオンズとなって以降も1992年まで引き続き使用していた。
2012年以降は通称が「横浜」から「DeNA」に変更される。略称については「D」では中日のアルファベット表記（愛称ドラゴンズの略称）と紛らわしくなるため、従来通り「横」を使用することが承認されたが、NPBの公式サイトでは「ディ」あるいは「デ」の表記も使用されている。また、共同通信社、日刊スポーツでは「D」と表記している（中日は「中」）。テレビ中継では球団名を変更した2012年時点ではNHKが「D」、地元tvkが「横」、サンテレビが「ディ」、CSで全試合中継するTBSが「De」、阪神の公式映像のTigers-aiが「デ」、J SPORTSの自社制作では「DB」などと混在していたが、2015年現在ではNHK、サンテレビ、Tigers-aiも「De」の表記を使用しており、ある程度は統一されつつある。
NPBの公示等で使用される英字略称は、1993年シーズンに「ベイスターズ」へ改称した時点では「Yokohama BayStars」から取った「YB」であったが、2012年シーズンより「Yokohama DeNA BayStars」を略した「DB」へ変更された。なお、2019年にオリックス・バファローズの英字略称がそれまでの「Bs」から「B」へ変更されたため、同年以降は唯一英字略称が2文字の球団となっている。

### その他
- 球団関連会社からファンマガジン『月刊ベイスターズ』を発売（毎月25日）していた。2010年12月号を持って休刊。
- 東京放送時代まで横浜スタジアム側から、選手強化費用として毎年3億円を球団に還元していた[179]。
- 株式会社煙草屋安兵衛が展開する食料品店チェーン「ベイスターズマート（旧名：ホエールズマート）」が神奈川県内に40店ほど存在する。

## マスコット
球団マスコットは、「DB.スターマン」。チームの象徴である星（スター）と“ハマ（横浜）”と“スター”にちなんだハムスターがモチーフ。ずんぐりむっくりとしたユニホーム姿のゆるキャラ。元は1993年からマスコットとして活躍してきた前任者のホッシーファミリーに飼われていたペット。2012年3月18日のオープン戦・対ソフトバンクでファンにお披露目された。
また、「DeNAの勝利のために、そしてスタジアムの治安を保つために、あらゆる敵と戦う」ため、球場内のスタンドや横浜公園などでファンサービスやスタジアム観戦マナーの啓蒙活動を独自に行っていたヒーロー「DB.ライダー」。球団は、これらの活動に敬意を払い、球団のシンボルマークのついた新コスチュームを贈ったうえで、球団キャラクターとして公認。2012年の本拠地最終戦である9月28日の対巨人戦でファンにお披露目された。
翌2013年には親会社の交代後初の女性マスコット「DB.キララ」が登場した。
2015年以降、ドアラを除く関東圏球団以外のマスコット交流はセ・パ交流戦とオールスター以外ではなくなっている。
DB.スターマン（通称・スターマン）
年齢不詳。横浜市生まれ。ハムスター（モンスター）族で、性別は♂（オス）。チャームポイントは☆形の顔、肉球も☆形。性格は食いしん坊でおちゃめ。趣味はボール集めと「食っちゃ寝」。好きなものは丸いもの・美味しいもの・モバゲー。身長はボール5個分、体重はボール10個分（理想は5個分）。横浜スタジアム在住。背番号は「☆（1スター）」だが、2016年に限りDeNAベイスターズ5周年記念として「5☆」(数字の5の右上に小さい☆・DeNAベイスターズ5周年記念ロゴと同じ)となっていた。
名前の「DB.」は「DeNA BayStars」のイニシャルであると同時に「大好き・ぼくらの（Daisuki・Bokurano）」の意味も込められている。ベルトには後述の「Bibon」が付いている。
DB.ライダー
性別：男、年齢：非公開、血液型：非公開、身長・体重：非公開、出身地：非公開、活動場所：横浜スタジアム内、およびその周辺
「球場の守り神」として横浜スタジアムの内外で活動していたキャラクター。2012年8月から球場内のスタンドやコンコースなどに出没し、ファンが快適に試合を観戦できるよう自主的にパトロールを実施し、観戦マナーの啓蒙活動を続けた。この事に敬意を払い、DeNAは球団のシンボルマークのついた新コスチュームを贈ったうえで、球団キャラクターとして公認した。2016年4月6日、球団公認キャラクターとしての契約の終了を発表し、今後は再び「球場の守り神」に戻るという。
DB.キララ（通称・キララ）
年齢不詳。横浜市生まれ。性別は女の子。チャームポイントは大きなリボン。性格は明るくて元気いっぱい。趣味はキラキラしたもの集め。好きなものはキラキラしたもの・ポップコーン。身長はポンポン5個分、体重はポンポン10個分。背番号はなし。
「ベイスターズを応援するために横浜スタジアムへ通い、グラウンドやステージでキラキラ輝くdianaに憧れ、夢を叶えるために、ダンスを一生懸命練習したことで、2013年から横浜DeNAベイスターズを応援する仲間として加わることになった」という設定。スターマンから想いを寄せられているが、当の本人は全く興味が無い。

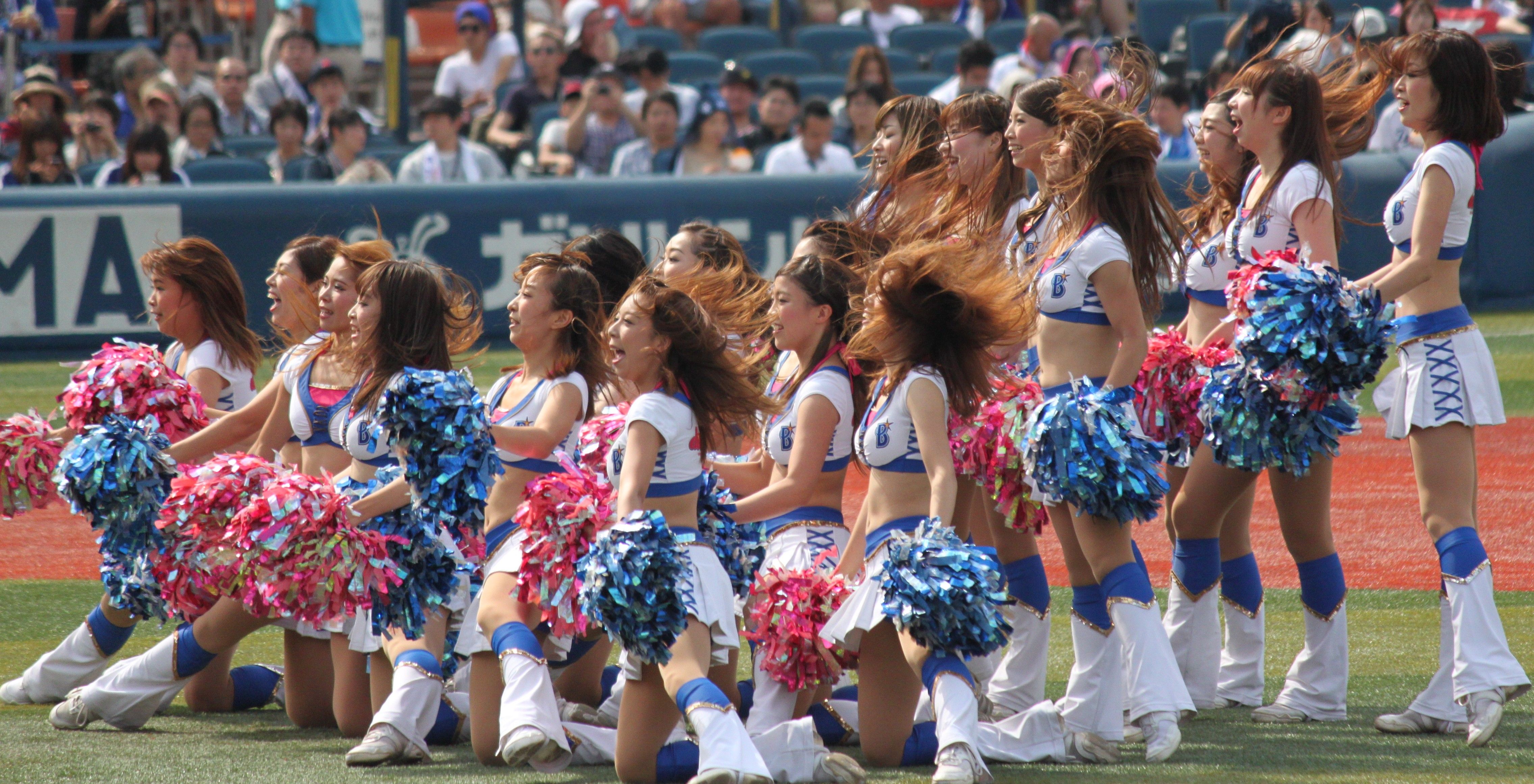

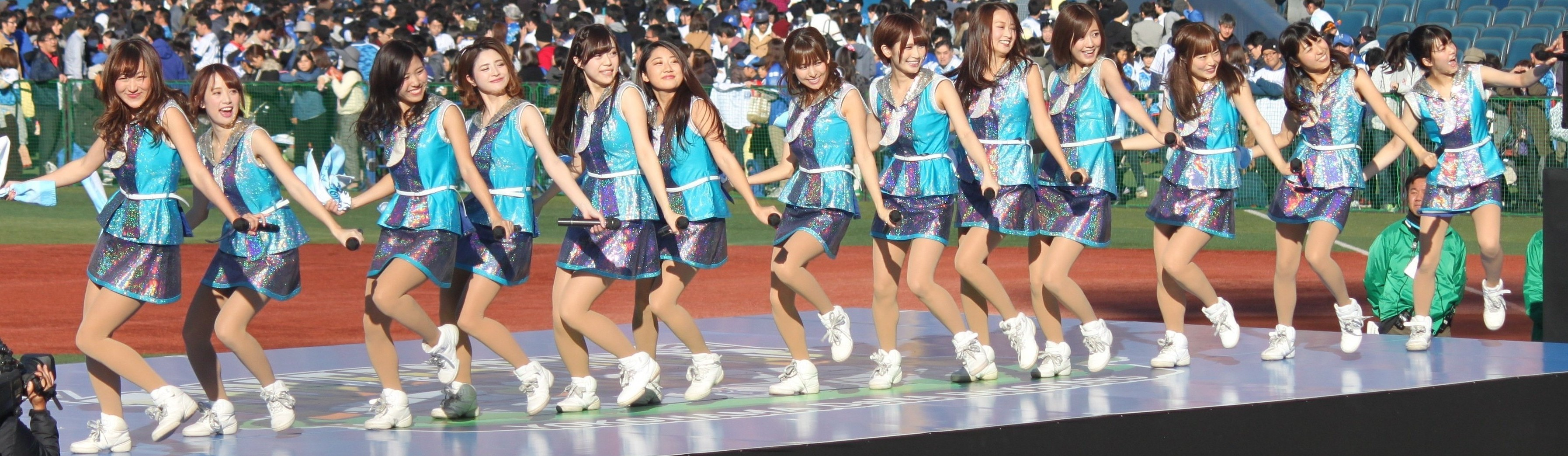

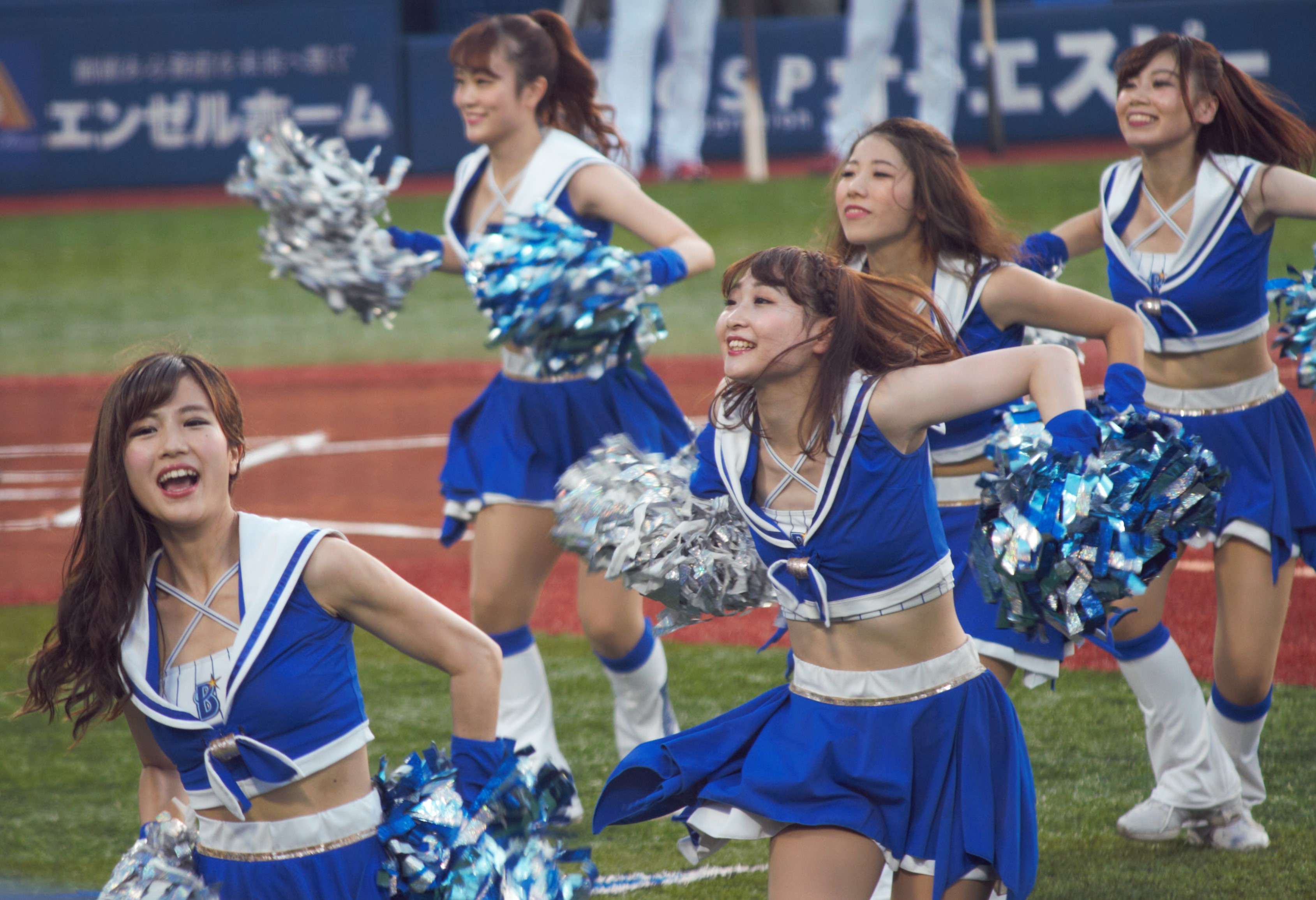
2018年8月5日チアリーディングチームの "diana"。横浜スタジアムにて

上記のほか、2014年より横浜を愛する人々を対象にプロ野球をきっかけとしたまちづくりを推進していくプロジェクトI☆YOKOHAMAを掲げ、シンボルキャラクターのBART &CHAPY（バート アンド チャピー）が誕生した。

### 過去
ホエールズ時代
- クジラに乗った少年 - 川崎を本拠地にしていた時のペットマーク。グッズの他、ジャンパーやユニフォームの袖にワッペンが縫い付けられていた。
- マリン君（1978 - 1992） - 横浜に本拠地を移転した時に、ペットマークとして登場。以来、1992年までペットマークとして使用。2016年にDeNAベイスターズの5周年企画の一環として復刻[182][183][184]。なお、復刻版は帽子のマークが大洋時代の「W」からDeNAの「B」に、帽子横の「★(大洋時代のホームランシール)」が「5th（DeNAベイスターズ5周年記念マーク）」に変更されている。

ベイスターズ時代
- ホッシーファミリー（1993 - 2012） - 球団名を「横浜ベイスターズ」と一新したことに伴い誕生。以降約20年にわたり、ベイスターズのマスコットとして活躍してきたが、2012年「横浜DeNAベイスターズ」の誕生に伴いホッシーファミリーが故郷の星に帰ることになり、ペットとして飼われていたスターマンに後を託すことで表舞台から姿を消すことになった。2012年3月18日のオープン戦・対ソフトバンクでホッシーファミリーの「卒業セレモニー」が行われた。
  - ホッシー (hosshey) - 三兄弟の長兄でリーダー的存在。ペットマークを含め球団のシンボルとして数多くの場所で採用されている。
    - 優しげな口調で喋る良い子キャラ。
    - 登場初期は階段を昇れないほどの巨大頭であった。ホッシーゾ：横浜スタジアムにて（2010年8月8日）

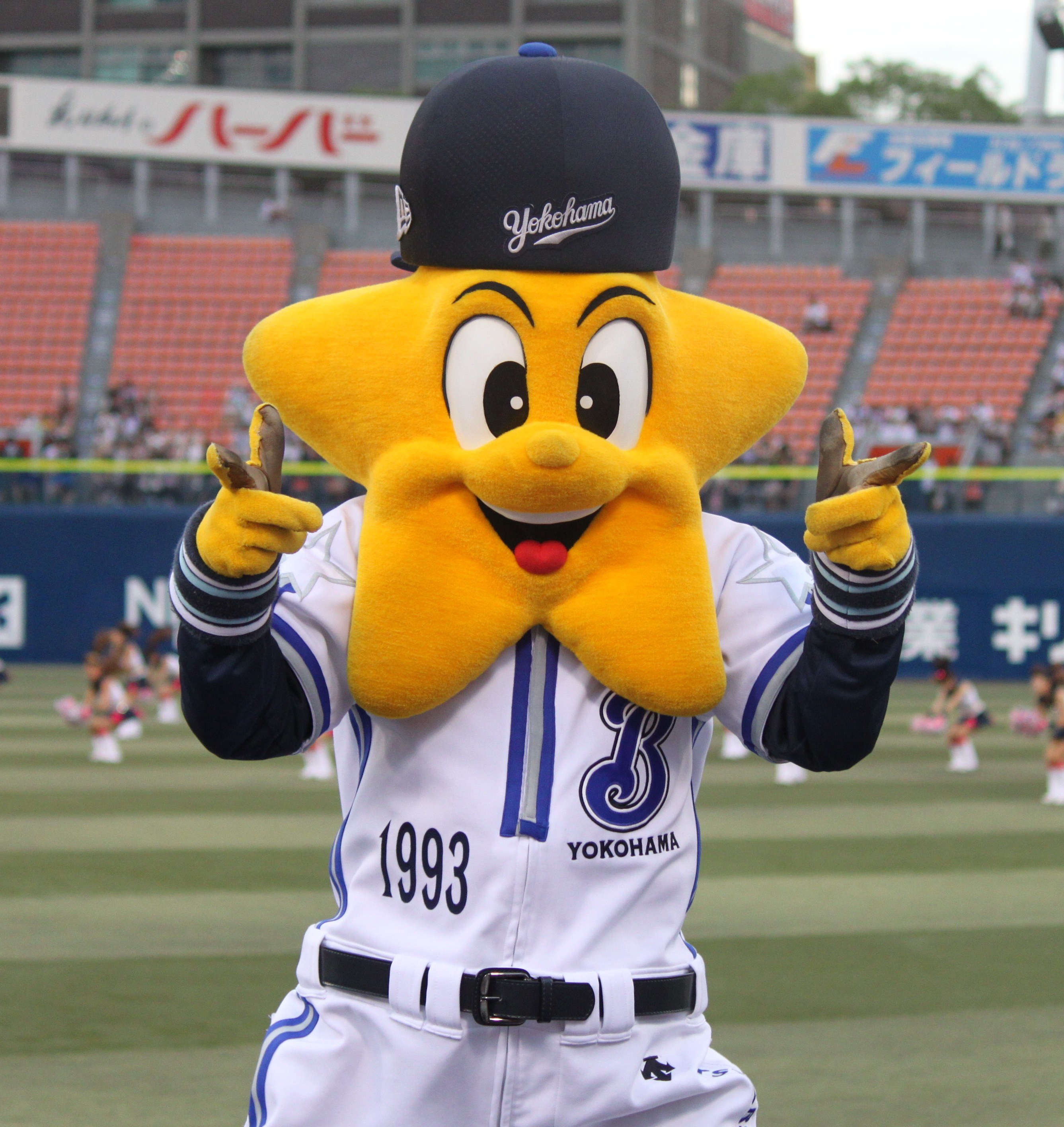
ホッシーゾ：横浜スタジアムにて（2010年8月8日）

  - ホッシーナ (hossiena) - ホッシーの妹で三兄弟の真ん中。
    - 明るい口調で喋る元気な女の子。

  - ホッシーゾ (hossiezo) - ホッシーの弟で三兄弟の末っ子。
    - 語尾に「YO!!」（あるいは本人の名前に引っ掛けて「ZO!!」）を付けた言葉を多用するヒップホップ系キャラ。
- ブラックホッシー - 黒いユニフォームの背中に「マスコット命」、サングラスの下に充血した目という謎のキャラクター。TBSの野球番組『好プレー珍プレー』の番組内企画で生まれたジョークマスコット。中の人（スーツアクター）は以前に阪神タイガースマスコットの「トラッキー」のアクターとして派手なパフォーマンスが人気を集めており、「流星ジャンプ」に代表されるハチャメチャなアクションで絶大な人気を得た。球団としてもグッズ製作に乗り出そうとした矢先の2004年オフ、「中の人」が東北楽天ゴールデンイーグルスの「非公認」マスコットMr.カラスコの「中の人」として引き抜かれたことで消えた。この時「ブラックホッシー獲られちゃったよ…」と肩を落とした横浜の峰岸球団社長だけでなく、佐伯貴弘（トラッキー時代から交流があり、解任直後の中の人に横浜入りを勧めたとも言われている）や三浦大輔、若林オーナーまでもが失意のコメントを残している。その後、横浜スタジアムで開催された2008年のオールスター第2戦、公式戦では2010年3月30日の本拠地開幕戦（対巨人）、4月18日の対阪神戦や6月12日の対オリックス戦（京セラドーム大阪）で復活を果たしている。また横浜スタジアム開門直後に流れる球場マナーについてのお願いのVTRにはマナーの悪いファンとして出演している。
- ニューホッシー - 正式名称は「2001年ニューホッシー」。文字どおり2001年シーズンに登場。視線が常に本人から見て左側を向いているが、これは球団公式イラストのホッシーとデザインを合わせたため。以前からのホッシーと比較して、顔が着ぐるみでない（同時に登場した湘南シーレックスのマスコット・レックの人形と同じ材質）うえに大きさも小さいため、体型がシャープで、既存ホッシーに比べると多少アクロバティックな動きもこなせる。2001年から2004年頃にかけて度々登場していたが、既存ホッシーほどの支持を得られなかったため、数年で姿を消すことになった。背番号2001。

球団のマスコットではないが、TBSが親会社の頃は、横浜スタジアムと交流戦のビジター球場ではTBSのマスコットである「BooBo（ブーブ）」とTBSラジオ『エキサイトベースボール』のマスコットである「エキベ〜」が登場した。
また、カネシゲタカシがスポナビブログで連載している漫画『ベイスたん』の主人公・ベイスたんは、球団の「公認“非公式”キャラクター」として位置づけられ、球団からコラボグッズも発売されている。

## 応援スタイル
トランペット・ドラム（太鼓）・選手別応援歌・ユニフォーム着用などは他球団の多くと同様だが、トランペットなどの楽器は応援には珍しい二重奏を用いている。応援メガホンの使用は他球団のファンと比較し非常に少なく、手拍子と声による応援が中心となっている。また、一部ファンにおいてゲートフラッグの掲揚が行われている。
また、2012年の親会社交代に伴い、新たな応援スタイル2種が球団側より提示された。一つは「Bibon（ビボン）」でタオルに代わり使用されるもので、専用の振りがある。イベント時に随時配布される他、選手・監督名の入ったものも販売されている。もう1つは5回裏終了時やチームの勝利時「シャボン玉」を飛ばすことである。これは横浜スタジアムにおいて、当時ジェット風船の使用が禁止されていたため（理由は下記注を参照）、代替として編み出されたものであった。
以下は現時点（2013年以降）のもの
- 横浜主催ゲームの多く（主として本拠地・横浜スタジアム）では、試合前イベントの時間を確保する都合上スターティングメンバー発表時の応援団による応援歌演奏[注釈 38]は、球場アナウンスの選手発表（選手名コール）に続けて、各選手個別に演奏している（選手名→応援歌→選手名→応援歌の繰り返し）。このスタイルは相手チームも同様に行う。
- 得点時には「熱き星たちよ」が演奏される。
- 相手投手交代時には応援団主導のもと、タオルマフラー・フェイスタオルを広げながら布袋寅泰作の「勇者の遺伝子」を歌う。
- 代打登場時には1回だけ「代打のテーマ」が演奏される。応援歌前のファンファーレが存在する選手（筒香嘉智やかつて在籍した佐伯貴弘、村田修一、アレックス・ラミレス、大田泰示など）については、代打で登場した場合でもファンファーレが優先される。ただし、コールが固有のものである選手（乙坂智など）については、固有のコールが優先される。
- 投手の打席では投手用応援歌が演奏されるが、過去には三浦大輔、斎藤隆、野村弘樹、ライアン・グリンなどに対しては専用の応援歌が演奏された。この内、野村の応援歌は新たに左投げ投手用の汎用応援歌として使われている。
- 以前はプロの作詞家・作曲家により製作され、ポップス調やロック調の編曲で収録された選手別応援歌CDが発売されており、球場でのトランペット演奏でもこれらの応援歌を用いていた。しかし、2000年頃以降に新規製作された楽曲は諸々の事情により、実際に球場で使用されることは少なくなった[注釈 39]ことから、2003年を最後に制作されなくなった。2000年頃以降に応援歌が設定された選手では、応援団が新規に製作した楽曲や過去に他の選手用として製作された応援歌[注釈 40]を流用している。
- 7回の攻撃時には、ホームでは「熱き星たちよ」の映像が流され、ビジターでは「WINNING」が応援団により演奏される。多くの球団で行われているジェット風船は2012年まで通常時は横浜スタジアムで使用禁止[注釈 41]であったため、原則として長らく使用されることはなかった。
- 2013年から「スタージェット」（球場外へ飛び出す可能性が低く、球場周辺の横浜公園の環境面やポイ捨て禁止条例遵守、近くを走る電車への影響という安全面でも優れた風船）のみ使用可能となった[188]。同年より横浜ファンも風船の使用を開始し、7回表終了後に青色の風船、勝利時には水色の風船を飛ばしたが、2015年より発売されているものには青色のみが入っており、水色のものは使われなくなった。
  - ただしこの以前にも他球場において、例外的に横浜ファンが大々的にジェット風船飛ばしを行った事例がある。2006年5月27日のスカイマークスタジアムでのオリックス・バファローズ戦でスポンサーの神戸トヨペットが先着2万人に配った創立50周年記念のジェット風船を横浜ファンも飛ばしていた。2011年6月12日の札幌ドーム（当時同球場でジェット風船の使用は禁止されていたが、この試合のみ実験的に解禁。問題がなかったことが判明し、2012年シーズンより全面使用解禁）での北海道日本ハムファイターズ戦において、横浜ファンも青色のジェット風船を飛ばした。
- 2007年より試合時、初回先頭打者に対して「勝利の輝き ファンファーレ」が演奏されるようになった（初期はビジターのみ）。
- 東北楽天ゴールデンイーグルスの本拠地・楽天生命パーク宮城ではトランペットおよび笛の使用が禁止されているため、メロディー部の口ラッパを含め応援歌の歌唱をアカペラで行う。ヒットによる出塁や盗塁時に「いいぞ いいぞ ○○（人名）」を、四死球や野手選択など相手のミスによる出進塁時に「Let's Go Let's Go ○○（人名）」を通常の三三七拍子に変えてコールする。宮城球場以外でも、鳴り物応援を自粛する22時以降にはこの応援を行う。
- ヒットでの出塁の際はファンファーレ（三三七拍子）の後に、ヒットを打った選手の名前をスリーコールする。
- 2010年、2011年に在籍したターメル・スレッジには、交流戦でのみ日本ハム時代の応援歌と横浜での応援歌[注釈 42]を交互に演奏することがあった。
- 2010年7月に、当時在籍していた内川聖一の応援歌（過去1993年に高木豊の応援歌として製作し使用されたもの）をサビに使用した楽曲「頑張って いつだって 信じてる」が、同年5月にデビューしたアイドルグループ・東京女子流によりリリースされた。同曲は、内川本人の登場曲として、実際に球場で使用されたことがあった。
- 2016年以降、四球、ホームラン、勝利時のファンファーレに横浜市歌の一部のメロディが使用されている。

### 私設応援団
DeNA球団ではNPB特別応援許可を受けた以下の団体が応援を指揮する。
1. 横浜ベイスターズを愛する会
2. 全国星覇会
3. 横浜ベイスターズ下関ファン集いの会

以下の団体は、現存しない応援団である。
1. 湘南海坊主 (SHONAN SEABOSE)[注釈 43]

## チームの戦いぶり
- 横浜スタジアムは1978年の落成時において、NPB本拠地球場の中で両翼までの距離が最も広い球場だった。そのため、横浜大洋ホエールズ時代の野手はスーパーカートリオに代表されるように、機動力や小技、守備力を兼ね備えたチームであり、横浜ベイスターズに変わった1998年の優勝時も5人がゴールデングラブ賞に輝いている。しかし、他球団の本拠地球場移転や改修による環境の変化で現在は打者有利の球場に変わっているため、21世紀以降はバントや盗塁等の小技が苦手でヒットやホームランで打ちまくる大味な攻撃スタイルに変化している。なお、投手陣は平松政次、遠藤一彦、齊藤明雄、野村弘樹、三浦大輔、今永昇太、東克樹といったエースを輩出しているものの、選手層の問題から、チーム防御率は大洋ホエールズ時代から悪い。
- セ・リーグ全球団でクライマックスシリーズ1位通過を決めていない最後の球団になっている。
- 2024年シーズン終了時点でAクラス入りはセ・リーグ全球団で最も少なく、リーグ最下位は消滅球団を含め、NPB全球団で最も多く、セ・リーグ5球団全てに対して通算対戦成績が負け越している。消滅球団を含め、NPB全球団で唯一、2年（1954年・1955年）および3年（2008年 - 2010年）連続90敗を記録している球団であり、前者は消滅球団を含め、NPB全球団で唯一の記録、後者はこれまで延べ5チームが喫した2年（1954年・1955年）連続を上回るNPB記録である。また、90敗以上は6回。2008年から2012年まで5年連続で勝率.399以下を記録している。これは、1957年から1961年までの近鉄パールス以来49年ぶりの記録である。
- 2024年シーズン終了時点で日本シリーズ出場はセ・リーグ全球団で最も少ない球団ながらも、出場全球団のうち、記録は試合勝率.636と最高である。また、1958年にセ・パ両リーグ共、に6球団になってからは2004年に消滅した大阪近鉄バファローズを含むNPB全13球団で唯一、引き分けおよび最終戦の有無を問わず、第7戦に出たことがない[注釈 44]。さらに、同現存12球団で唯一、2016年に広島東洋カープが25年ぶりに日本シリーズに出場するまでは一度も屋根付きのドームの日本シリーズを戦ったことと[注釈 45]、本拠地での日本シリーズ敗退がなかったが[注釈 46]、2017年の日本シリーズ第3戦では日本シリーズ敗退となった。
- 2024年シーズン終了時点で最後のリーグ優勝をした上で進出した日本シリーズでの日本一は横浜ベイスターズ時代の1998年であり、セ・リーグ全球団で最も遠ざかりかつNPB全球団で日本一の回数がリーグ優勝の回数より多い唯一の球団になっている[注釈 47]。

## 営業・ファンサービス
- レフト側外野指定席の一部を対戦カード別年間指定席として発売している。2007年は三塁側内野指定席の一部についても「ビジターシート」として対戦カード別年間指定席が発売された。
- 2005年から、エグゼクディブ・アドバイザーの石橋貴明（とんねるず）[注釈 48]の意向で、横浜スタジアムの可動席前（一・三塁付近）にあったネットが撤去された。選手とファンとの距離感が縮まり、試合前や勝利時には選手とのコミュニケーションが取れるようになっている。この付近の席に人気が集中したため、2006年からFA席・FB席新設という形で事実上のチケット値上げが行われた。
- 試合前や試合中に行われるイベントの種類と回数がかなり多く、試合以外のイベントも楽しめることができる。
- 2012年から読売ジャイアンツ・東京ヤクルトスワローズとの合同で『GSDBプロジェクト』を立ち上げ、ファンクラブ会員限定イベントの実施の他該当試合の前売りチケット優先販売や球場DJ・チアチーム・マスコットキャラクターの相互訪問やファンクラブ会員に限り巨人・ヤクルト主催のDeNA戦で来場ポイントの付与を行っている。
以下は2023年時点のもの

  - スピードガンコンテスト（試合ごとに異なる募集形式で選ばれた10名がマウンドから投げる、ホーム最終戦はマスコミ記者対抗戦が行われるのが恒例。読売新聞グループ各社（読売新聞・日本テレビ放送網・スポーツ報知）の記者に対しては、ブーイングまたは野次が飛ぶこともある。）
  - BAYスマイルショット（オーロラビジョンを使用した写真撮影、試合前と試合中に数回ずつ）
  - ズッバーン！NICE PITCHING（1名がたにしげるくんのミットにめがけて投球、成功すればベイ餃子のトッピング無料などの特典）
  - ドッカーン!FLY CATCH（試合によって異なるが1名か2名がフライキャッチに挑戦、成功すればホットドッグのトッピング量2倍などの特典）
  - ハマスタバトル（ファンとdianaによるリレー対決、交流戦では、ビジター応援デーでパ・リーグのチアチームと対決する。）
    - アンカーは脚が早いAkiがほぼ必ず務める。
    - 2023年は、持ち込み企画として、福岡PayPayドームでハニーズとリレー対決を行ったり、オールスター戦でリレー対決を行ったことがある。この時もアンカーはAkiが務め、脚の速さを披露している。

  - ハッピースターダンスコンテスト（5回裏終了後。オーロラビジョンを使用したダンスコンテスト、一番多く映った人に賞品が送られる。賞品は2006年がグローブ、2007年がデサント提供の年間指定席ペア招待券、2016年 - 2019年、2023年がアットホーム提供のベイブルーシートペア招待券）
  - サインボールの投げ入れ（ヒーローインタビューに出た選手のもの）
  - 横浜スタジアムでは交流戦と相手チームのマスコットが来場している時、そして（本球場での）同一カードシーズン最終戦に限り、7回にビジターの応援歌が流れる。
- 年数回、『BLUE☆LIGHT SERIES』と題し、ミュージシャンをゲストに招き、試合終了後（ただし、ベイスターズの勝敗に関係なく行うが、試合時間が極端に延長し、深夜に及ぶ可能性がある場合開催しない場合あり）に、ミニライブを行う企画[189]があり、その場合はナイトゲームの試合開始を通常より早めの17:30か17:45の薄暮開催に準じたものに繰り上げる。当日の入場券購入者は、別途追加料金を払うことで、試合終了後（ベイスターズ勝利時はヒーローインタビューなどのセレモニー後）にグラウンドに降りて鑑賞できるアリーナ席が用意されている。

### 株主構成
2016年3月31日現在
1. 株式会社ディー・エヌ・エー 127万株（97.69%）[190]
2. 株式会社TBSホールディングス 3万株（2.31%）[191][注釈 49]

#### 国土計画との資本提携とニッポン放送・TBS（現・TBSホールディングス）への譲渡
前述の沿革にもある通り、元々大洋球団は大洋漁業（後のマルハ、現・マルハニチロ）の100％出資だったが、1978年の完成を目指して横浜スタジアムの改築が行われるにあたり、当時の国土計画社長・堤義明は、大洋球団の第三者割当増資を行う際、株式の約45％を取得して第2位の筆頭株主となった。
しかし、横浜スタジアムが完成した1978年10月、クラウンライターライオンズを運営する福岡野球株式会社の保有株式を、個人の中村長芳から国土計画が買収、本拠地を西武ライオンズ球場（後の西武ドーム、現・ベルーナドーム）に移転した際、野球協約による、同一企業、ないしはその関連会社が複数の球団を支配することを禁じる違反規定に触れるため、この際、ニッポン放送に3割、残り15％を当時の東京放送に譲渡している。しかし、2001年のマルハ（現・マルハニチロ）からの球団経営権譲渡に際して、ニッポン放送の保有株をめぐり、ヤクルトスワローズの第2位株主であるフジテレビジョンとの関係が指摘されることになる。

#### マルハ（現・マルハニチロ）からTBS（現・TBSホールディングス）への筆頭株主交代
2001年11月16日、経営が悪化していた当時の筆頭株主（親会社）・マルハ（現・マルハニチロ）が球団株の第2位の株主だったニッポン放送への球団株譲渡（身売り）を発表し、NPBも一旦はこれを認めた。ところが10日以上も経ったところで読売ジャイアンツの渡邉恒雄オーナーが「ニッポン放送の持分法適用関連会社であるフジテレビジョンがヤクルトスワローズの球団株を所有しており、横浜球団のニッポン放送への売却は野球協約に抵触する」と異議を申し立て、これをきっかけにニッポン放送への球団株売却は頓挫。最終的に第3位株主のTBSに譲渡された（この結果、TBSが51.54%で１位、ニッポン放送が30.77%で２位、TBS系列のBS-iが17.69%で３位となった。）。この際、TBS（現・TBSホールディングス）がもともとベイスターズの株主企業のひとつだったことから、「筆頭株主の交代」という判断が下された。この判断により、当時の野球協約に規定されている球団譲渡を受ける際の加盟料30億円の支払いは不要とされた。
それまでの球団の身売りは球団名からユニホームまで一新されるケースばかりだったが、マルハ（現・マルハニチロ）→TBS（現・TBSホールディングス）のケースは球団名もユニホームもそのまま残された。唯一変わったところはユニホームの袖についたTBS（現・TBSホールディングス）のロゴマークが入ったワッペンだけである。横浜ファンでもあるコラムニストの綱島理友は「ファンを悲しませない最もスマートなやり方。球団の身売りはこうあるべきだ」と高く評価している。
2005年10月、楽天がTBS（現・TBSホールディングス）の株式を大量購入して筆頭株主となった。しかし、楽天がすでに東北楽天ゴールデンイーグルスを運営していることから、野球協約違反になる可能性が再浮上した。11月に楽天側は経営統合を撤回、資本・業務提携となったが、TBSが認定放送持株会社TBSホールディングスに移行したことから、楽天は買収を断念して反対株主の株式買取請求権を使い、TBSホールディングスに保有全株式の買取請求を行ったことで、問題は収束した。

#### TBSホールディングスからDeNAへの筆頭株主交代
前述の通り2002年以降は2005年・2007年を除き、8度も最下位に陥る惨状となった。結局、2011年オフにディー・エヌ・エーに持株の大部分を譲渡して球団経営から撤退した。
中日へ谷繁元信やT.ウッズ、巨人へ村田修一やM.クルーンなど、同一リーグへの主軸流出を黙認しており、優勝を狙う経営姿勢とは程遠かった。球団運営の荒廃も進んでおり、球団スタッフ全員がインターネットにアクセスする環境すらないなど、IT企業のディー・エヌ・エーからすれば絶句する状況にあった。
ディー・エヌ・エーが親会社となった2012年以降は上記放送のほか、各ライブ配信サービスでの主催試合生中継も展開している。展開状況は以下の通り。
- ニコニコ生放送（2012年 - ）
- SHOWROOM（2015 - 2018年）[注釈 51]
- DAZN（2016年途中 - ）※入会有料
- スポナビライブ（2017年）※入会有料
- AbemaTV（2017 - 2018年）[195]
- Paravi（2019年 - 2023年6月）※入会有料
- J SPORTSオンデマンド（2021年 - ）※入会有料[196]
- U-NEXT（2023年6月 - ）※入会有料[197]

#### TBSホールディングス時代以降の放映権
TBS（現・TBSホールディングス）が筆頭株主（事実上のオーナーと目される）だった時代も傘下（子会社）の放送局であるTBSテレビ・TBSラジオでは週末午後に行っていた対巨人戦以外の中継（散発的に中国放送などビジターの地元局にもネット）は大洋漁業（後のマルハ、現・マルハニチロ）が保有していた時代よりも減少し、散発的に行われた程度だった。対巨人戦以外の試合は視聴率と聴取率が取れないことにも起因していた。テレビ中継は通常テレビ神奈川が単独放送し、同局で放送しないデーゲーム分のみ、自社かテレビ東京系列（対中日戦はテレビ愛知、対阪神戦はテレビ大阪）の中継で補っていた。フジテレビも過去の球団とニッポン放送との資本関係上放映権は保有しているが、2006年以降自社での放送から撤退し、対戦相手の地元系列局（対阪神戦は関西テレビ、対ソフトバンク戦はテレビ西日本、対広島戦はテレビ新広島）制作中継のために使っていた。こちらもコスト削減のために球団経由でTBSテレビから主要映像の配信を受けることがあった。
CS放送については、2002年にマルハ（現・マルハニチロ）からTBS（現・TBSホールディングス）に譲渡されてからも、しばらくは巨人戦のTBS系列全国中継実施時のみTBSニュースバードで放送するも、当時フジテレビ系のCSであったJ SPORTS（のちにスポーツ・アイ ESPNとの合併の際、TBSテレビも資本参加）で中継していたが、解説をフジテレビまたはテレビ神奈川の解説者が、実況をTBSテレビのアナウンサーが行うという変則形態の時もあった。2008年以後、TBSニュースバードに放送チャンネルが移行し、制作も全面的にTBSテレビが行う形式となり、さらに2014年シーズンよりTBSチャンネル2に移行された。
ラジオ中継はTBSラジオが基幹局を務めるJRN系列、ニッポン放送が基幹局を務めるNRN系列で裏送りも含めて中継していた。主に対巨人戦が雨天中止になった時の予備カードや、対巨人戦がない時に放送された。
TBSホールディングスは親会社でなくなった2012年以降もベイスターズの株を保有しており、TBSテレビ・TBSラジオでの中継を継続してきた。しかし、TBSラジオの中継は2017年シーズン限りで自社での放送は撤退し、現在はTBSテレビのみが中継している。

## ユニフォームの変遷

### 一軍

#### 下関時代（第1次大洋ホエールズ時代）
- 1950年 - 1951年 白は「WHALES」。グレーは「Whales」と「WHALES」を併用。白とグレーの「WHALES」は球団ロゴが左胸についたサンフランシスコ・シールズ型[199]。
- 1951年 ロゴが筆記体の「W」に変更される。同時にビジター用の定番となる「TAIYO」の印が初登場。
- 1952年 胸に「TAIYO WHALES」と書かれたビジター用が登場。この年監督に就任した小西得郎が当時のピッツバーグ・パイレーツのビジター用ユニフォームを参考にしたものである[200]。このフルレターユニフォームはシーズンオフに松竹ロビンスと合併したため1年間しか使われなかったが、1959年に1年間だけ復活している。

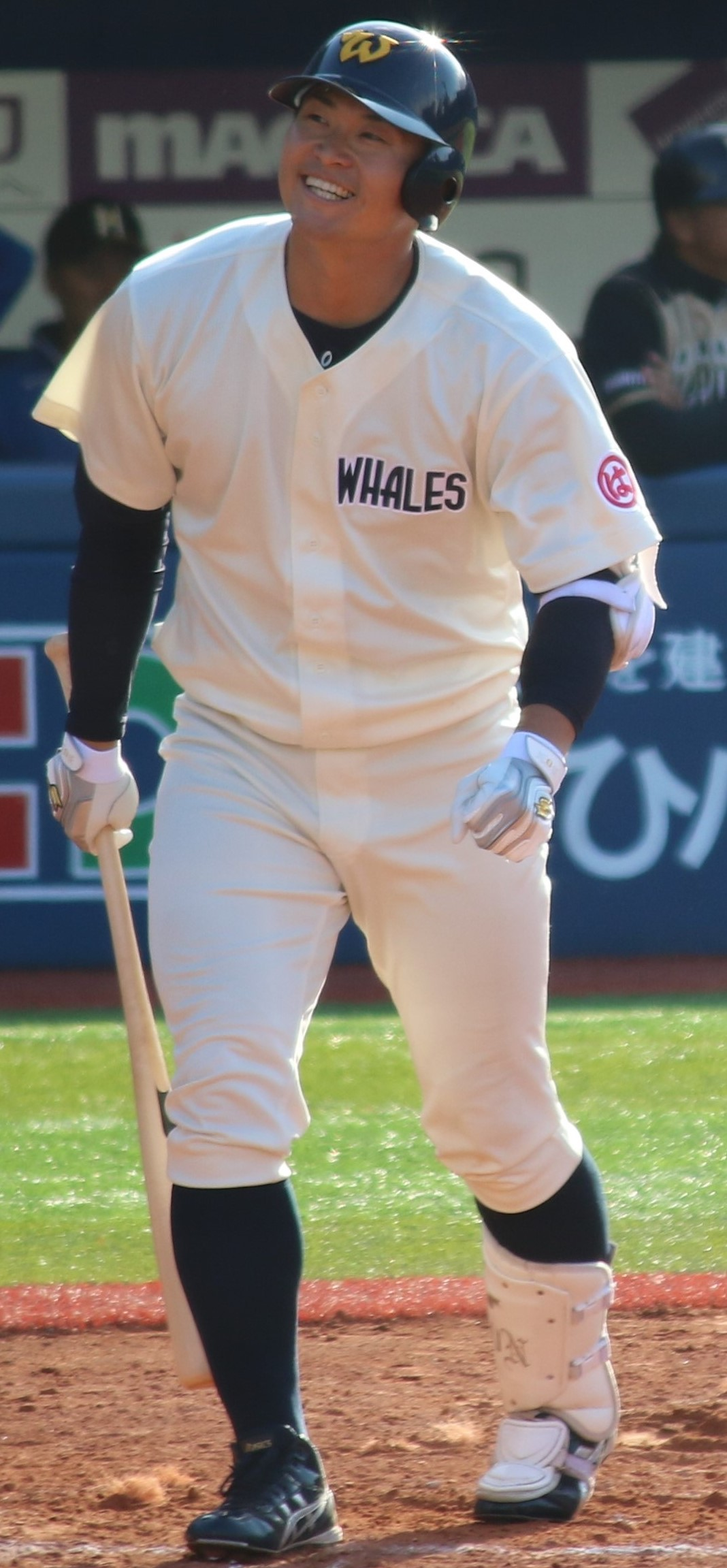
1950年 - 1951年のホームユニフォーム　2019年に球団創設70周年を記念して復刻された。

#### 大阪時代（大洋松竹ホエールズ→洋松ホエールズ時代）
- 1953年 松竹ロビンスと合併し、球団名が大洋松竹ロビンスに変更。帽子は黒地にTとSの組み合わせ（Tが銀糸、Sが金糸）。黒いロゴと赤いロゴはホーム用で春・秋用。ノースリーブで赤いロゴのユニフォームは夏用であった。ビジター用は「Taiyo Shochiku Robins」の頭文字を取って筆記体で「TSR」。
- 1954年 球団名が洋松ロビンスに変更。ホーム用とビジター用は同じデザイン。

#### 川崎時代（第2次大洋ホエールズ時代）
- 1955年 松竹が球団経営から撤退し、球団名が大洋ホエールズに戻る。同時にロゴの中に線が入ったユニフォームが登場。左袖に「KANAGAWA」の印が入る。
  - 左袖のマークはK・N・G・Wの4文字がAを取り囲む形となっている。この年に新しい本拠地に定めた神奈川（かながわ）の4文字がいずれも「あ」を母音とする点に着目したもので、神奈川に対する思いを表現したものとなっている[201]。
- 1955年 - 1958年 ブルックリン・ドジャースを参考にしたユニフォームに変更。左袖のワッペンは最初は「KANAGAWA」だったが、1957年から親会社・大洋漁業の社章「まるはマーク」に変更。
- 1959年 - 1962年 クリーム地に橙色の「Whales」ロゴ。1959年のみ帽子マークは「T」と「W」を重ね合わせたものを使用し、ビジター用は「TAIYOWHALES」とチーム名を全て表記したものを使用。翌1960年から帽子マークは「T」となり、ビジター用は再び「TAIYO」表記に。この1960年から白地となり、胸番号が入る。1960年の日本シリーズおよび1961年には左袖にチャンピオンマークが入る。また1961年途中からはホーム用の「Whales」ロゴをと背番号・胸番号の色を反転させ、オレンジ色の縁に黒文字とたものが併用された。
- 1963年 1年間だけ白地に赤の「Whales」ロゴ（黒い縁取り入り）。ビジター用の「TAIYO」のロゴが太くなり、線がオレンジ色から赤に変更される。
- 1964年 - 1972年 白地に黒の「Whales」ロゴ（赤い縁どり入り、レターが逆転）。1968年に帽子の印が筆記体の「W」となる。この「W」の書体は、当時のワシントン・セネタース（現在のテキサス・レンジャーズ）の帽子と同じ[注釈 55]。背中に名前が入るのもこのユニフォームからである。ホーム用は「KAWASAKI」と本拠地の川崎市を意味する英文字が、ビジター用は選手の名前を英文字でそれぞれ使われた[202]。その後、ホーム用は選手名のものと併用される[202]。
- 1973年 素材がニット製に変わり、オレンジ色のロゴが1シーズンだけ復活（グレー地のビジター用は唯一オレンジ色ロゴを採用）。背番号の上の「KAWASAKI」（ビジター用のみ。ホーム用は選手名）もこれが最後。
  - 帽子の色は黒にオレンジ色のW。アンダーシャツ・ストッキング・スパイクシューズの色は黒。（スパイクシューズはラインなし）ユニフォームはホーム用の地色が白でビジター用がライトグレー。ホーム用の筆記体のWhalesロゴとビジター用のTAIYOロゴ、胸背番号、背番号の上のネームがオレンジを黒で囲んだものとなり襟袖ズボンラインもオレンジを黒で囲んだものとなる。帽子のWマークはそれまでの筆記体から斜体がかったデザインに変更。左袖に「まるは」マーク。
- 1974年 - 1977年 基本色が湘南電車カラーと呼ばれたものになる（経緯については後述）。
  - 帽子はグリーン地にツバ・天ボタン・空気穴がオレンジ。マークはオレンジに白縁の「W」（1974年前半は白縁なし）。
  - ホーム用は、オレンジ色地に緑の「Whales」ロゴ（白い縁取り入り）が入ったユニフォームを使用。
  - ビジター用は緑地に橙色の「TAIYO」ロゴ（白い縁取り入り）となっている。
  - パンツはホーム用・ビジター用ともベルトレス。
    - 1977年後半から、袖の「まるは」マークが「鯨に乗った少年」のイラストに変更。また、ビジター用の胸マーク、背番号、背ネームの白縁取りがなくなり、背番号が若干小さくなる。

#### 横浜時代

##### 横浜大洋ホエールズ時代
- 1978年 - 1992年 本拠地が川崎から横浜へ移転し、球団名が横浜大洋ホエールズに変更され、チームカラーが紺一色になる。帽子は紺色でマークは白で「W」。湘南電車から一転して横須賀線カラーになる。
  - ホーム用は、白地にマリンブルー（紺色）のライン。胸に本拠地名のロゴ「YOKOHAMA」（紺色）、左袖に「TAIYO」（同）[注釈 56]。
  - ビジター用は、上着が紺色に白（ホーム用と逆）で「TAIYO」、左袖に「WHALES」。「TAIYO」、「WHALES」のロゴはこれが最後。パンツはグレー[注釈 57]。
  - スパイクは、紺地に白のラインでローリングス（日本での発売元はアシックス）を使用し、当時の12球団では唯一の採用であった。
  - 1980年、ヘルメットの横に自分が打ったホームランの数だけ星印のシール（通称：ホームランスター）を貼る制度を導入。
  - 1982年、関根潤三の監督就任に伴い、帽子の形が変更。単に紺の帽子に白で「W」と入れられていた物から、帽子のフロントに「W」と刺繍された台が貼り付けられた物に変更された。以降は横浜大洋ホエールズ最終年の1992年までこの帽子が使用されていた[203]。

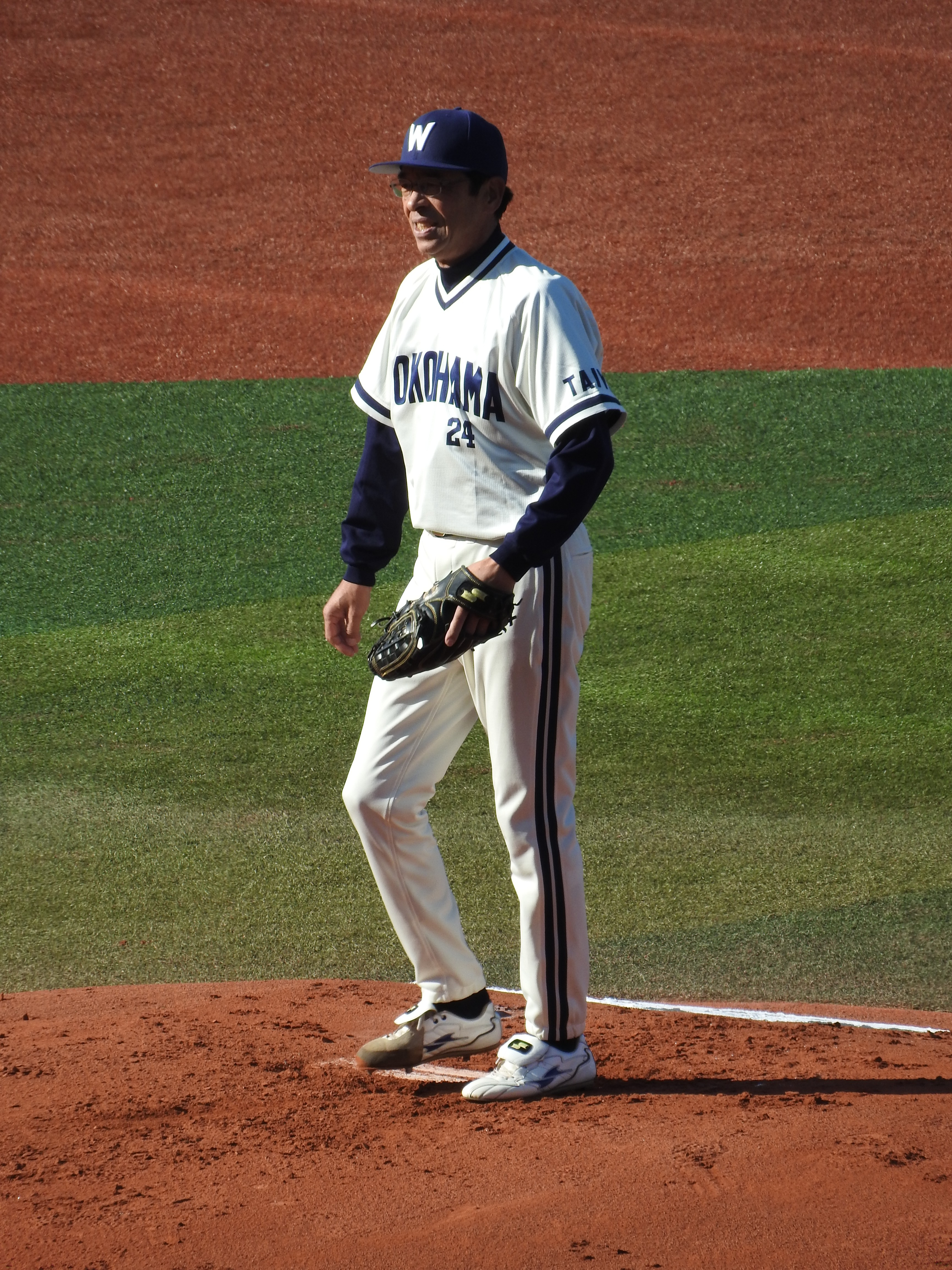
1978年 - 1992年のホームユニフォーム 2017年にハマスタレジェンドマッチで遠藤一彦が着用

##### 横浜ベイスターズ時代
- 1993年 - 2008年 球団名が横浜ベイスターズに変更され、ユニフォームも一新。チームカラーのマリンブルーと呼ばれる青[注釈 58]を基調とし、スパイクも同じデザインで青地に白線となる。ユニホームは第3ボタンまで脱着可能（後は飾りボタン）のプルオーバータイプとなる。背番号、胸番号、選手名は日本球界で初めてカッパー・プレート・ゴシックと呼ばれる製版業で使われる書体を採用。途中若干のマイナーチェンジはあったが、球団史上最長の16シーズン採用されたデザインとなった。帽子は、青地に白の「β」、後ろに☆が3つ。
  - ホーム用は白地に青のピンストライプ。青地に白の縁取りの「BayStars」のロゴ。胸番号、背番号は黒、選手名は青となる。
  - ビジター用は上着が青、パンツが白で、袖とパンツに2本線（上着は白、パンツは青）が入る。胸ロゴは白の「YOKOHAMA」の文字とβの印、選手名、背番号、胸番号は白。
    - 1996年 - 大矢明彦監督就任と同時に、帽子のマークの☆の数が3つから1つに変更（デザインは、☆の中にβが入る。色は白）。
    - 2001年 - スパイクの色が白地に青線になる。
    - 2003年 - パンツの2本線が細くなる。
    - 2004年 - 袖の2本線が細くなる。
    - 2006年 - ビジター用の左胸のβの後ろにある星のマークが消え、「YOKOHAMA β」のみとなる。ホーム用の白地が明るくなり、ピンストライプ部分が刺繍からプリントになる。

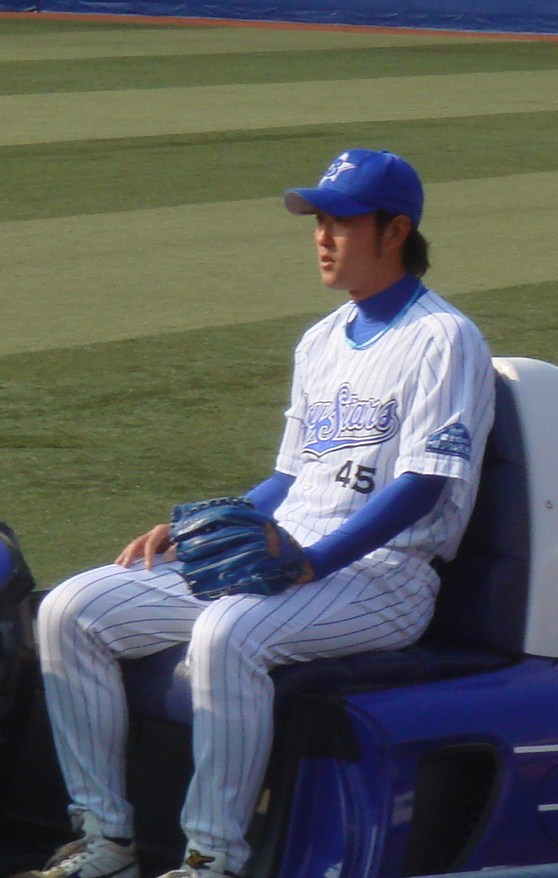
1993年 - 2008年のホームユニフォーム

- 2009年 - 2011年 横浜開港150周年に合わせてホーム・ビジターとも一新。胸元にyokohamaの頭文字にちなみ「Yネック」を採用。プロ野球では2001年のオリックス・ブルーウェーブ以来となる前開きでないプルオーバータイプを採用する。胸番号・背番号がゴシック体のような書体になる。アンダーシャツ、ベルト、スパイクの色が紺。帽子のマークから☆マークが消え、「β」のみになる。
  - ホーム用はピンストライプがなくなり、左胸に「β」の印、右腹部に背番号。両肩に銀色の星マークが入る。「BAYSTARS」の大文字ロゴがパンツの左側線に入る。背ネームは幅狭。
  - ビジター用はグレー地、白のピンストライプ、前面に筆記体の「Yokohama」の文字、左腹部に背番号。ビジター用のみ帽子のツバの色が青色。背ネームはホームに比べて幅広。
    - 2010年 主催ゲームの初戦に限り、ホーム用の両肩の星マークの色を「金星をつかむ」という意味を込めて金色に変更。ただし、実際には初戦以外でも使われ、事実上「金星タイプ」がデフォルトとなった。
    - 2011年 主将の村田修一のユニフォームに「C」と「錨」を組み合わせたキャプテンマークをつけた。ホーム用は右袖、ビジター用は左胸に装着。

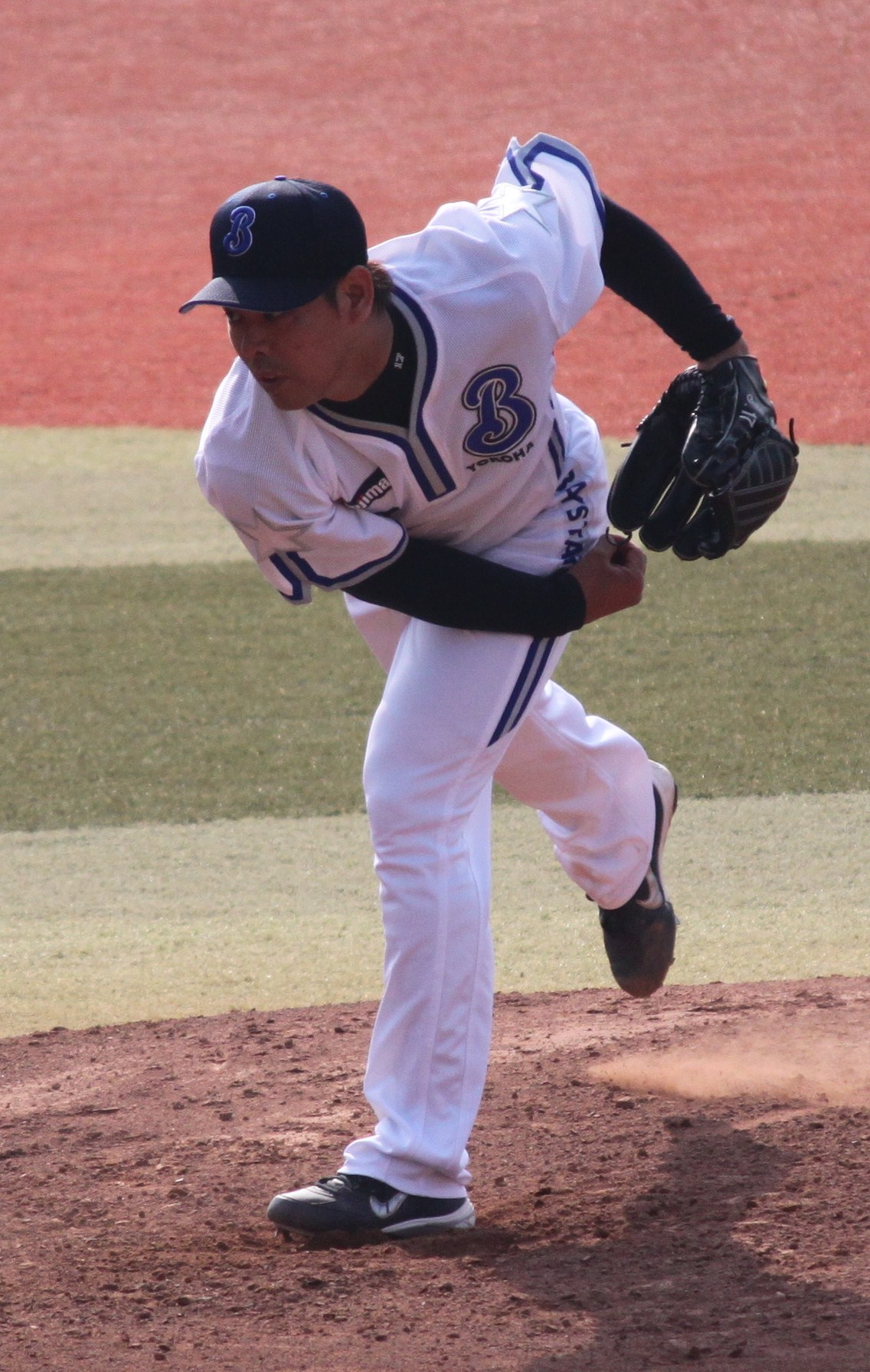
2009年 - 2011年のホームユニフォーム
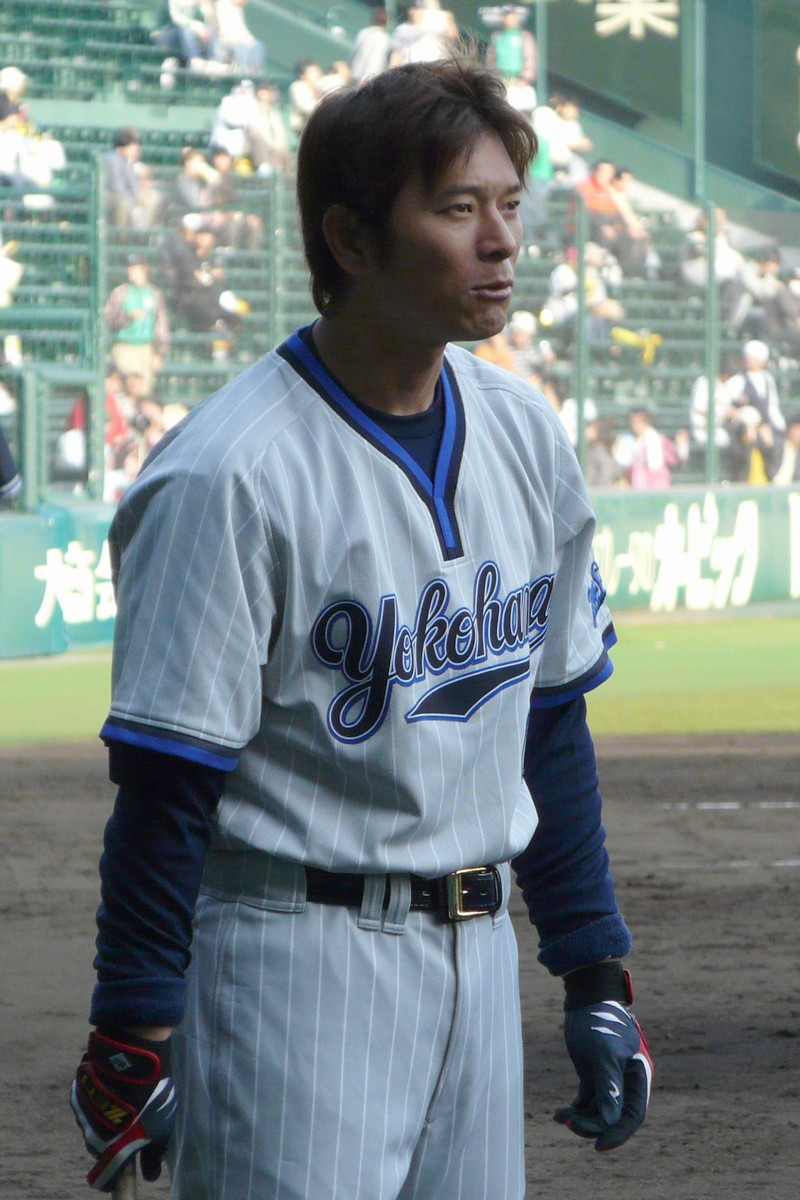
2009年 - 2011年のビジターユニフォーム

##### 横浜DeNAベイスターズ時代
- 2012年 - 2014年 球団名が横浜DeNAベイスターズに変更され、新しい球団としてスタートしたことに伴い、ユニフォームのデザインを一新。新しいユニフォームのデザインコンセプトは、チームロゴ、プライマリーマークと同様に、「継承と革新」。「ワクワク感」「強さ・かっこ良さ」等、ファンが球団に期待する要素をイメージしてデザイン。帽子のマークがホーム用とビジター用で違うなど、斬新なアイデアが盛り込まれた。
  - ホーム用は「継承と革新」をコンセプトに1993年から2008年まで使われたデザインを踏襲、4季ぶりに縦じまが採用され、1998年に日本一に輝いた当時のユニホームを彷彿とさせるデザインとなった。白を基調にライトブルーの縦線で、上下縦じまを採用。胸には新球団のロゴを据えられたほか、脇下には濃紺、袖口・首回りにはライトブルーのラインがそえられた。帽子は濃紺を地色にチームのシンボルマークの「B」。
  - ビジター用の上は濃紺がベースとした単一カラーで袖口や首回り、ラケットラインには薄い青。ズボンは白と濃紺の二種類を用意、上下とも濃紺のユニホームを着用することもある。背番号・胸番号と胸の「BAYSTARS」の文字は「横浜の海」をイメージし、白と水色のグラデーションがかかったデザインとなった。帽子には濃紺を地色にチームの象徴でもある「星」をあしらった。
    - 主将に任命された石川雄洋のユニフォーム左胸上部には、キャプテンマークの「C（ホーム用は白縁に赤、ビジター用は黒縁に金色）」の文字が入る。
    - 7月3日から5日の対巨人戦では、本拠地の横浜スタジアムでビジター用ユニフォームを着用するイベントを開催。ただし、ソックスはイベント用に作られたもの（紺色地にブルーの二本線）を使用。
- 2013年 ホーム用・ビジター用ユニフォームに加えて、新たに「第3のユニフォーム（サードユニフォーム）」が登場。3月29日の中日戦から年間を通して週末のビジターゲームを中心に着用した（月曜日の試合も着用）。
  - デザインは1993年から2008年まで使用していたビジターユニフォームを彷彿とさせる「ベイスターズブルー」をメインカラーに採用、首回りと袖口に水色が据えられた。左袖にチームロゴ、胸に「YOKOHAMA :DeNA」のロゴ、:DeNAの文字の下に胸番号。ロゴ・胸番号・背番号・背ネームは、白字でネイビーと水色で縁取り。ズボンは白で、水色の線が入る。帽子は青地に白字で「:De」（ネイビーと水色で縁取り）[204]。
  - なお、ユニフォームの背ネームに関して、井納翔一 (INOH) や大原慎司 (S.OHHARA) のようにヘボン式ローマ字表記とは別に、大田阿斗里 (ŌTA) のように訓令式ローマ字（かつて、阪急ブレーブスが採用した）表記が混在していた。
- 2014年 - 2015年 前年使用したサードユニフォームの勝率が.575のハイアベレージを記録したことで、このサードユニフォームを新ビジターユニフォームとして導入。デザインは、胸ロゴが「:DeNA」に変更になり右袖に「YOKOHAMA」で、それ以外は前年のサードユニフォームと同じ[205]。
- 2015年 - 2022年 ホームユニフォーム
  - デザインは前年まで使用したホームユニフォームと同じで、メインカラーを「海と港の街」横浜をイメージした鮮やかな「横浜ブルー」に変更。また、ユニフォームの首元の裏に選手自身が大事にしているスローガンや目標を言葉にした「Personal slogan」が記される。帽子は「横浜ブルー」にチームのシンボルマークの「B」。ヘルメットが星に照らされて輝く海をイメージした「横浜ブルーメタリック」。
- 2016年 - 2019年 親会社がディー・エヌ・エーとなって5周年を記念し、ビジターユニフォームを変更。
  - 「海と港の街、横浜」をコンセプトに、これまで、ビジターユニフォームの胸に配していた「DeNA」のロゴを「横浜に根づき、横浜と共に歩む」という想いから「YOKOHAMA」に変更。球団のメインカラー「横浜ブルー」をベースに、青色の濃淡のストライプを使って、横浜の澄み渡る青い空と海を表現したデザイン[206]。
- 2018年 - ビジターゲーム用のキャップデザインを変更。”YOKOHAMA”に対する皆様の想い・誇りと共に敵地で戦うという強い意志を込め、従来の｢:De｣から、ビジターユニフォーム胸部の｢YOKOHAMA｣の「Y」と同じデザインに変更した[207]。
- 2019年 ホームユニフォーム、ビジターユニフォームの袖についているプライマリーマークを2019年シーズン限定で70thプライマリーロゴに変更[208]。
- 2020年 - 2023年 ビジターユニフォームを一新。コンセプトは、「より青く、より強く。」。カラーは、球団のメインカラーである「横浜ブルー」を中心に、港町・横浜の海のように鮮やかな4種類の青色を使い、全て青色で構成。さらに、上部へ大きく拡がる「ストライプ」の動きを加えることで、選手の力強さを引き立て、無限に広がる可能性を表現した[209]。

- 2023年 - 2024年 2015年以来のデザイン変更となる新たなホームユニフォームは過去の歴史や伝統を継承し、さらなる進化を遂げていきたい、という思いを込めた。2023年シーズン、チームとファンのとの一体感をより強く生み出していくべく、これまでのユニフォームの象徴的なストライプを集約し、頂点を目指す一本の道"YOKOHAMA STRIPE"へ。"YOKOHAMA STRIPE"の5本の線には選手それぞれの個性が結束し、同じ一本の道へ進んでいくことを同時に表現した[210]。

- 2024年 - 2023年シーズンより新しくなった「ホームユニフォーム」同様、「新ビジターユニフォーム」にも、ベイスターズの伝統を継承するストライプを活かしている。これに「波形」を組み合わせ、新しいビジターユニフォームを象徴するモチーフとして使用している。
  - この「波形」には2つの意味があり、1つは横浜を象徴する「海」を表す波。幕末、日本が大きく変わるきっかけとなったこの地には「海」が身近にあり、それがこの地のプライドでもあり、変化の地、横浜のプライドを胸に、新たな歴史を築いていく。そしてもう1つはファンからの「声援」。ハマスタで波のように押し寄せる「声援」は、チームの力となり、それが確実にチームの勝利を後押ししていく。ファンと一体となり、共に頂点を目指したいという思いをこめた[211]。
  - 2024年4月23・24日の対阪神戦と4月26日の対巨人戦では、『BLUE☆LIGHT SERIES 2024 Supported by nojima』の一環として、ビジターユニフォームをホームゲームで着用したことから、通常はセ・リーグの規定で入っていないスポンサーロゴが追加されていた。
  - 以前に左袖にプリントされてた球団プライマリーマークはこのユニフォーム独自のロゴに変更されている。

- 2025年 - 2年ぶりにホームユニフォームのデザインを刷新。ユニフォームの中心に配置されたモチーフは、これまでのホームユニフォームに見られた「YOKOHAMA STRIPE」を継承しながらも、よりエネルギッシュに貪欲に、頂点を目指す力強さを表している。そして太いYOKOHAMA BLUEの2本のラインの左右には、新たにイエローのラインを配置した。これはチームのアイデンティティであり、マークにもデザインされている「星」のモチーフからきており、この星のラインがセントラル・リーグ優勝と日本一という2つの目標に向けて、誘導灯のようにチームをいざない、そして横浜の街に、再び感動と歓喜を届ける[212]。

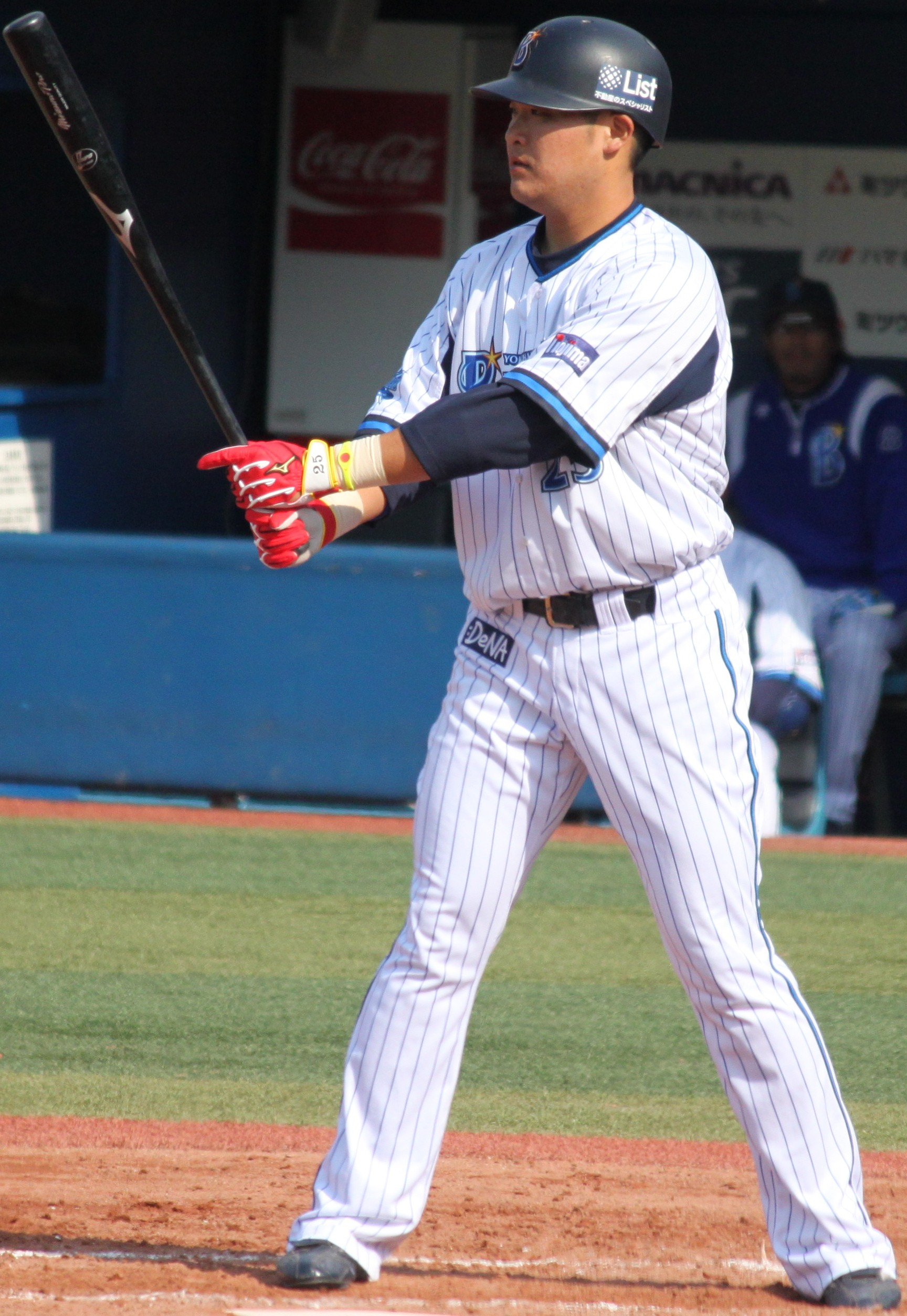
2012年 - 2014年のホームユニフォーム
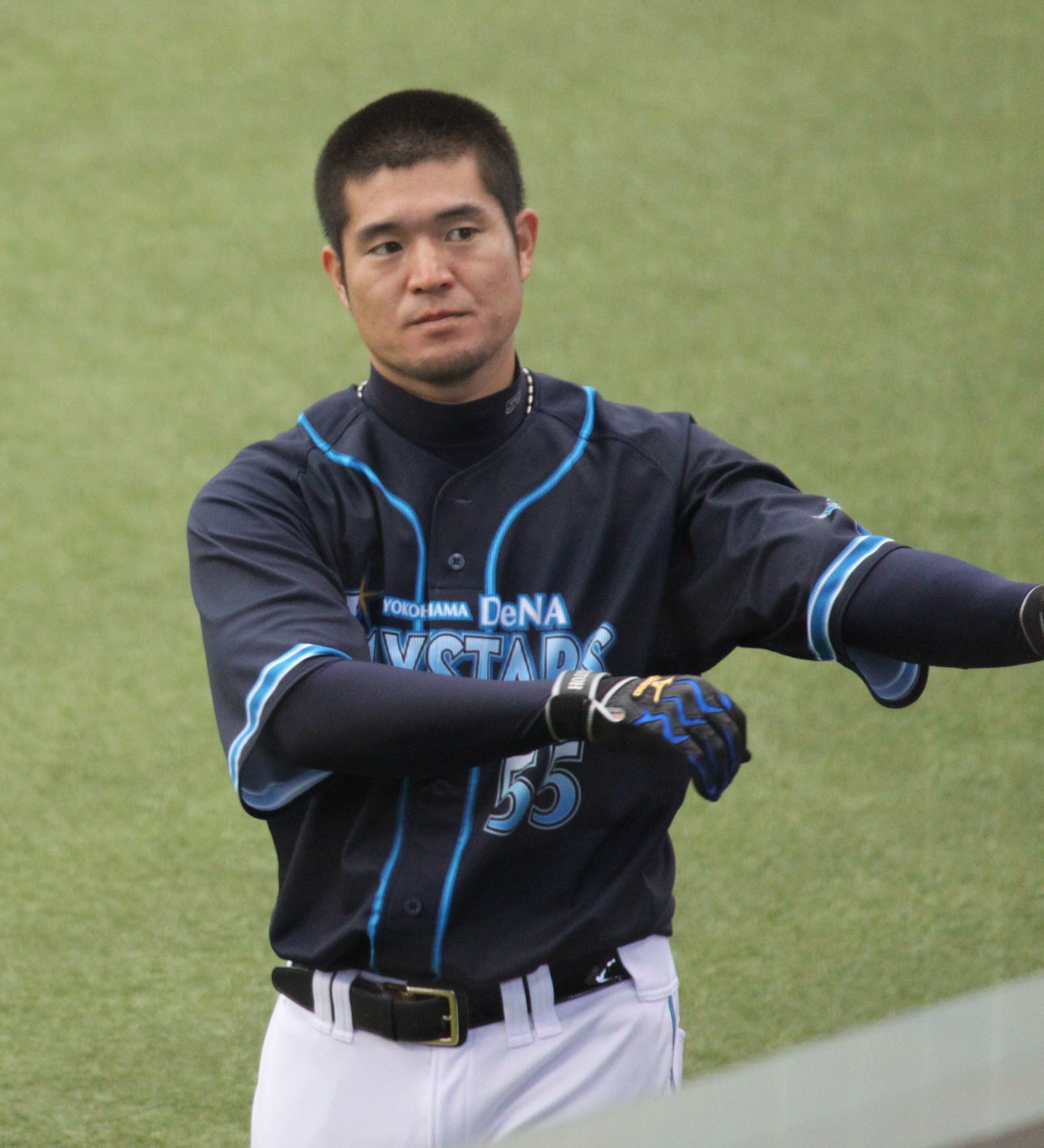
2012年・2013年のビジターユニフォーム
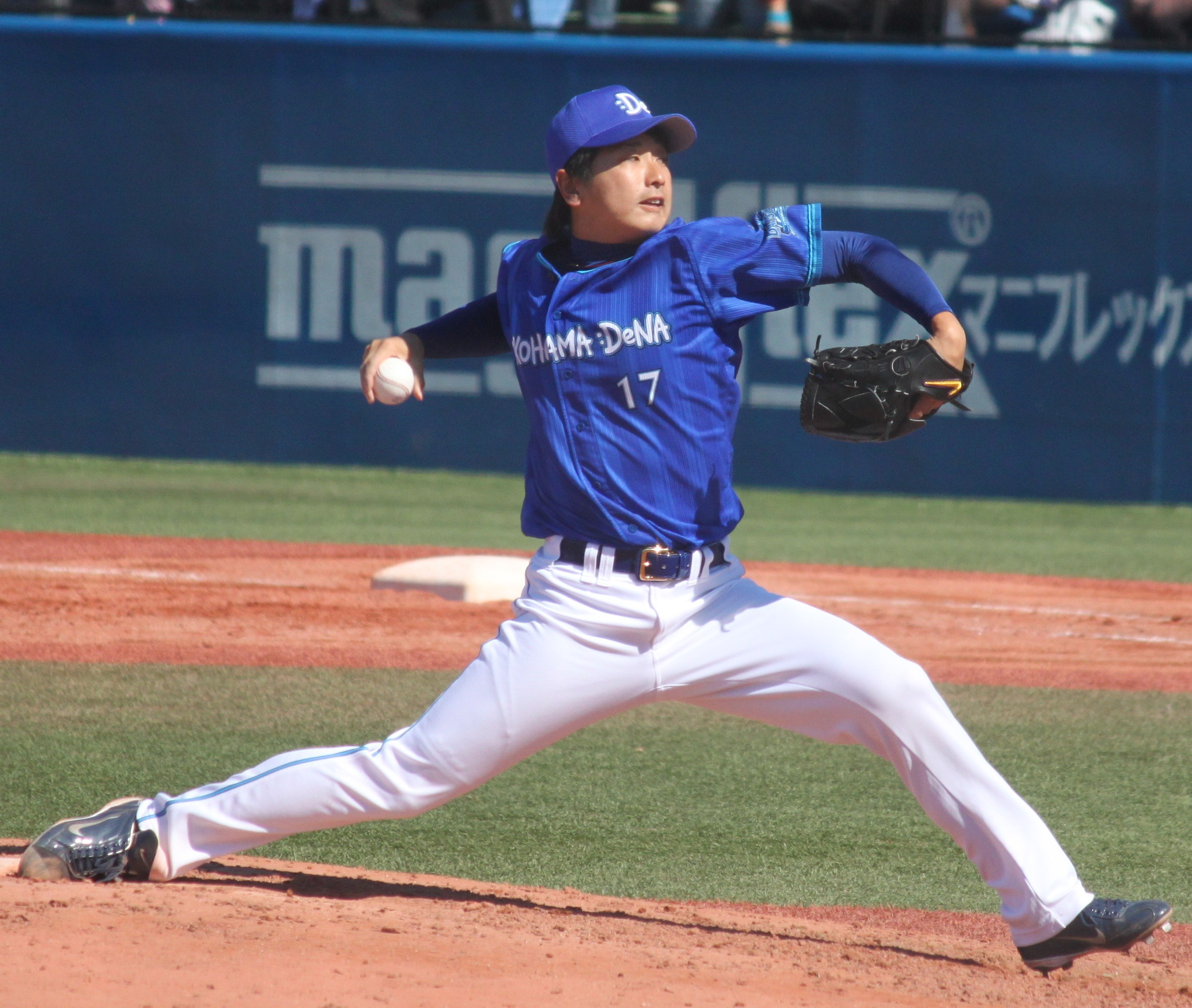
2013年のサードユニフォーム
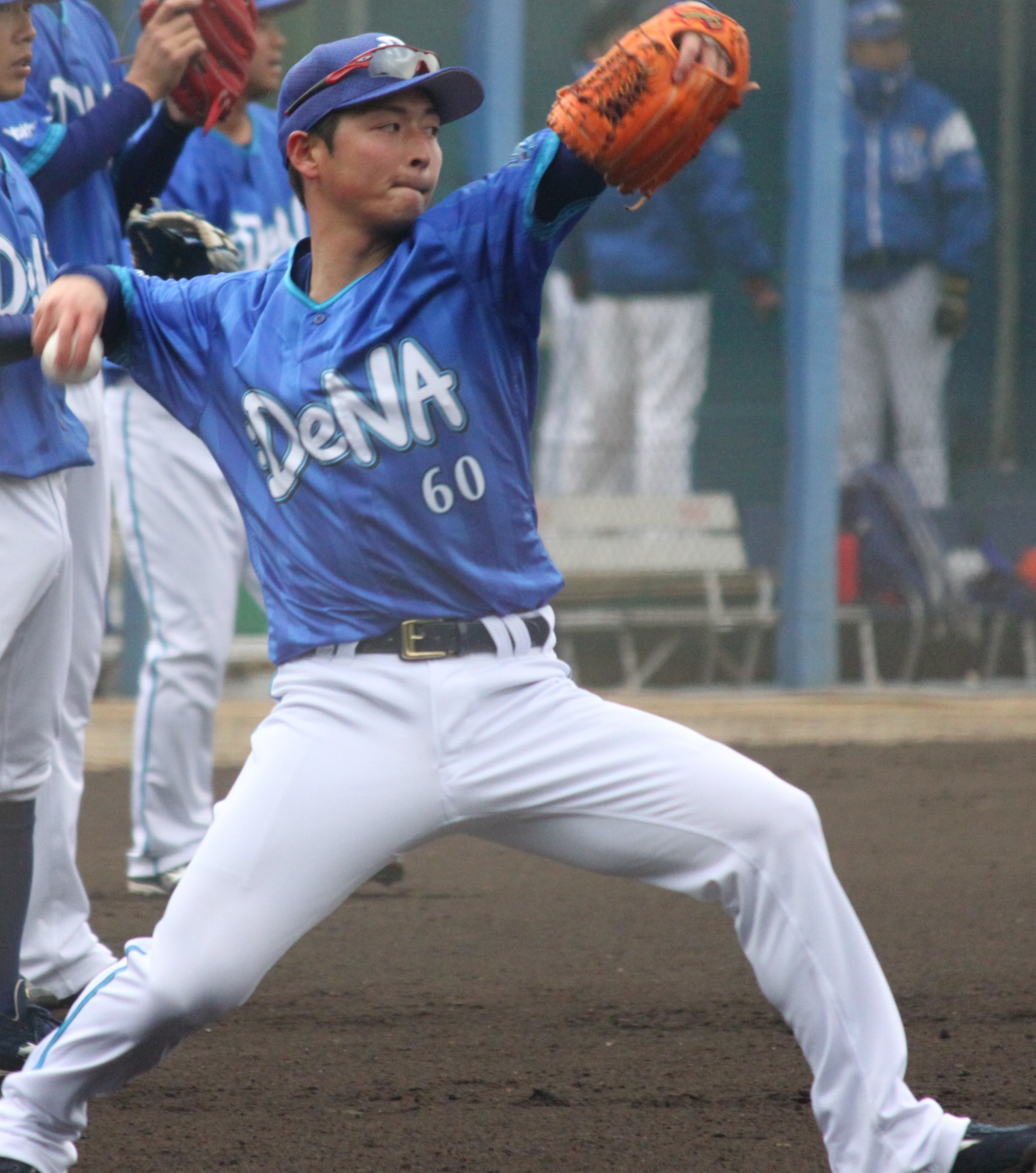
2014年 - 2015年のビジターユニフォーム
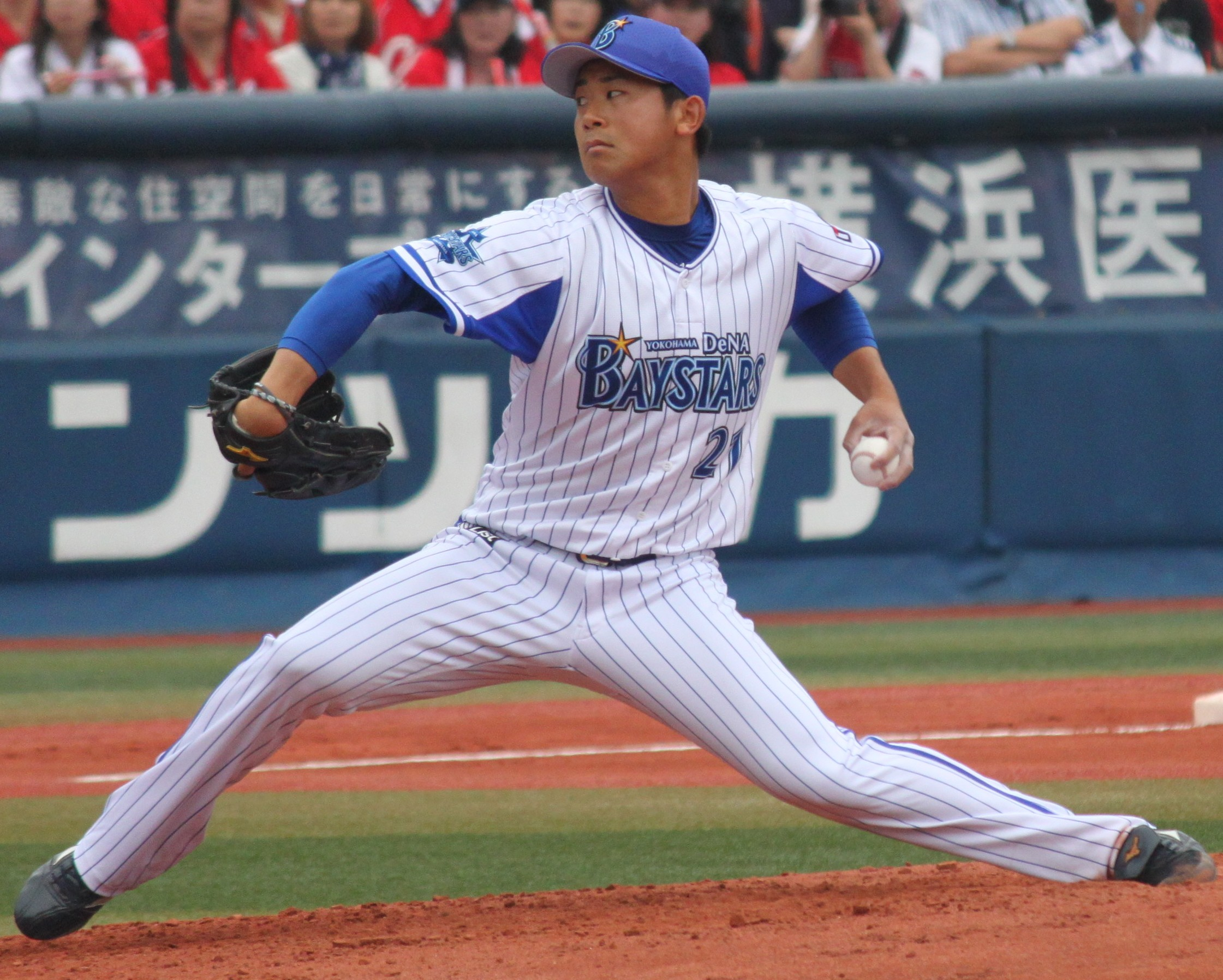
ホームユニフォーム（2015年 - 2022年 、撮影は2016年）
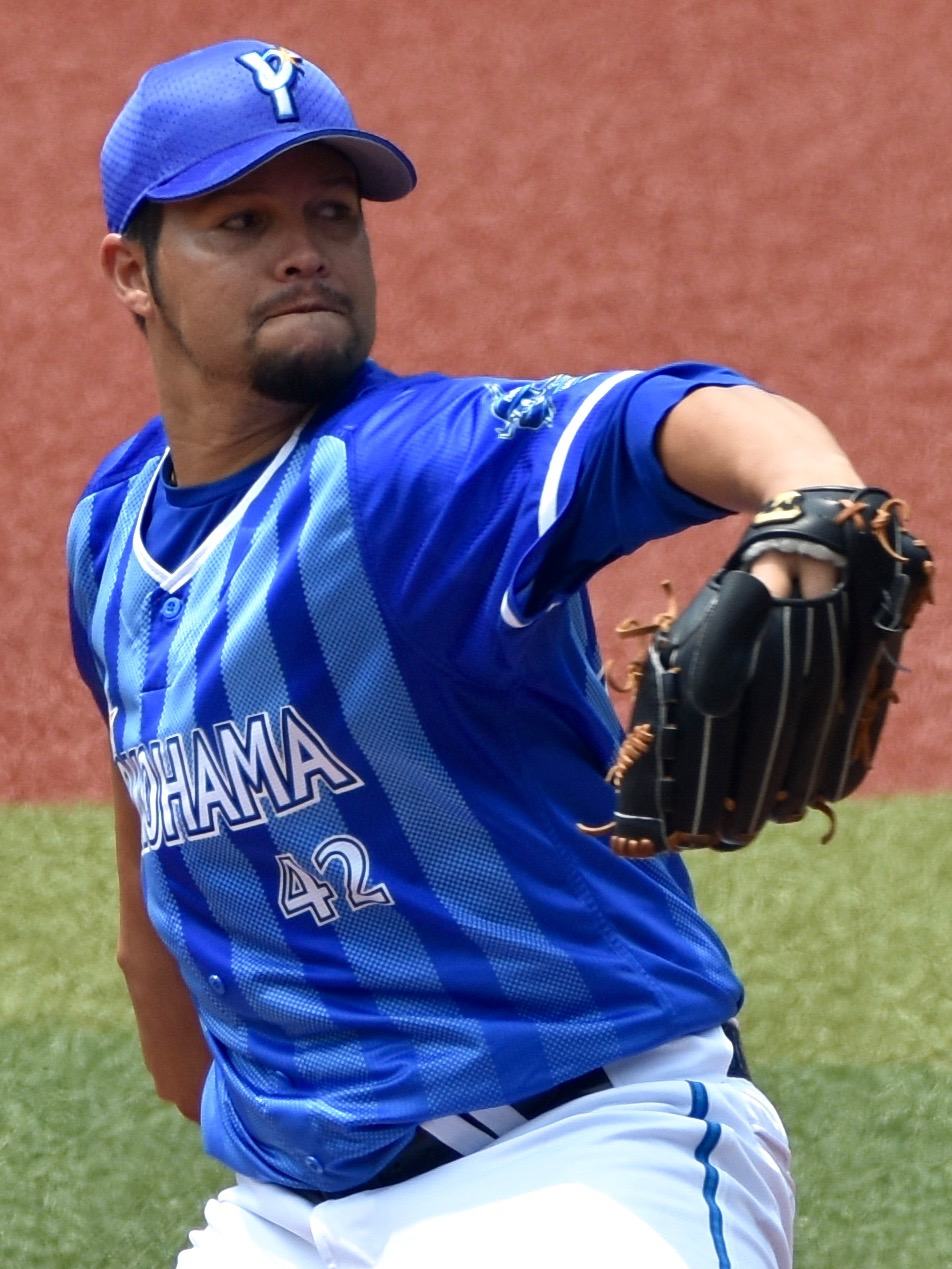
2016年 - 2019年のビジターユニフォーム（撮影は2018年）
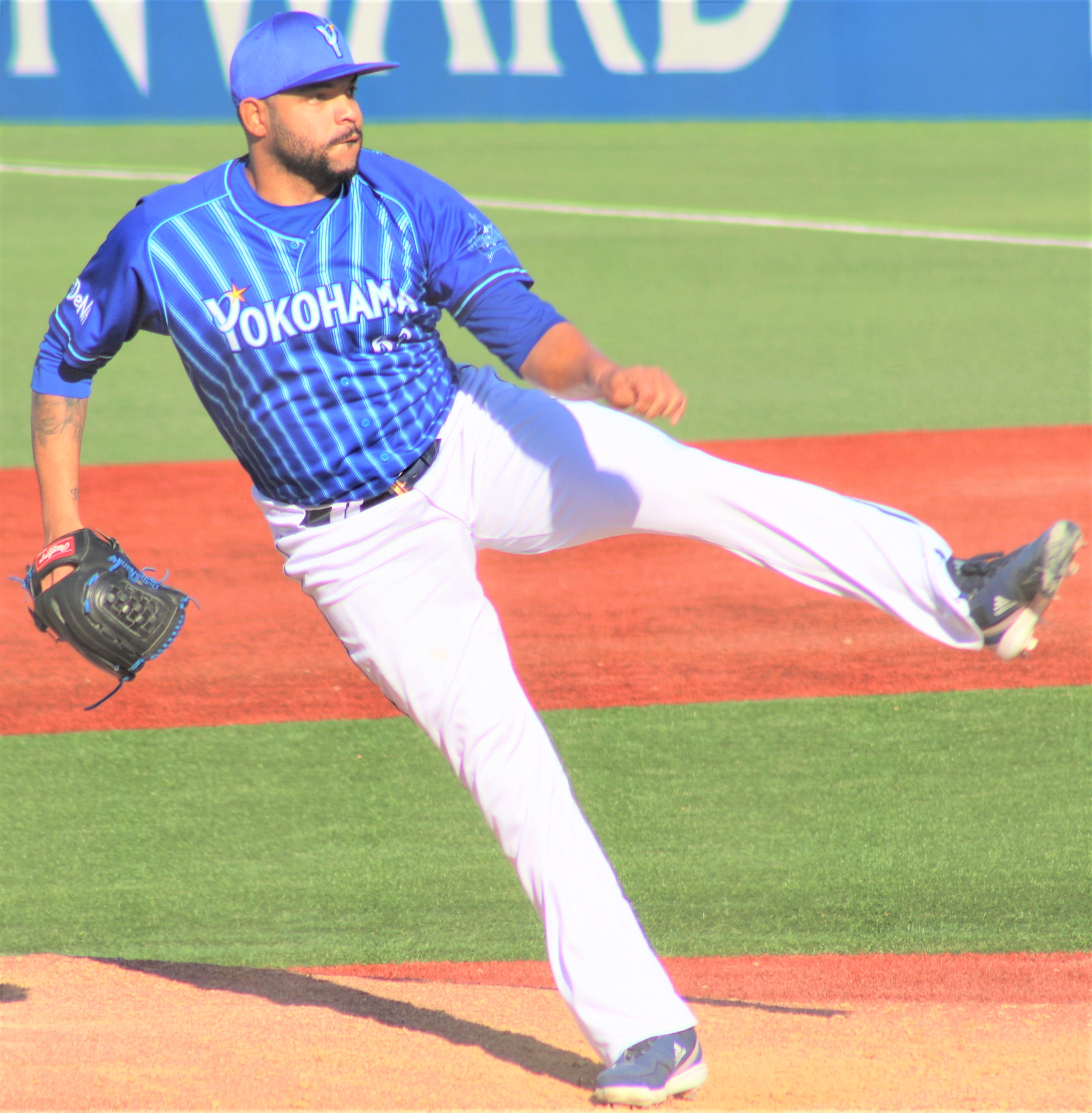
2020年 - 2023年のビジターユニフォーム（撮影は2022年）
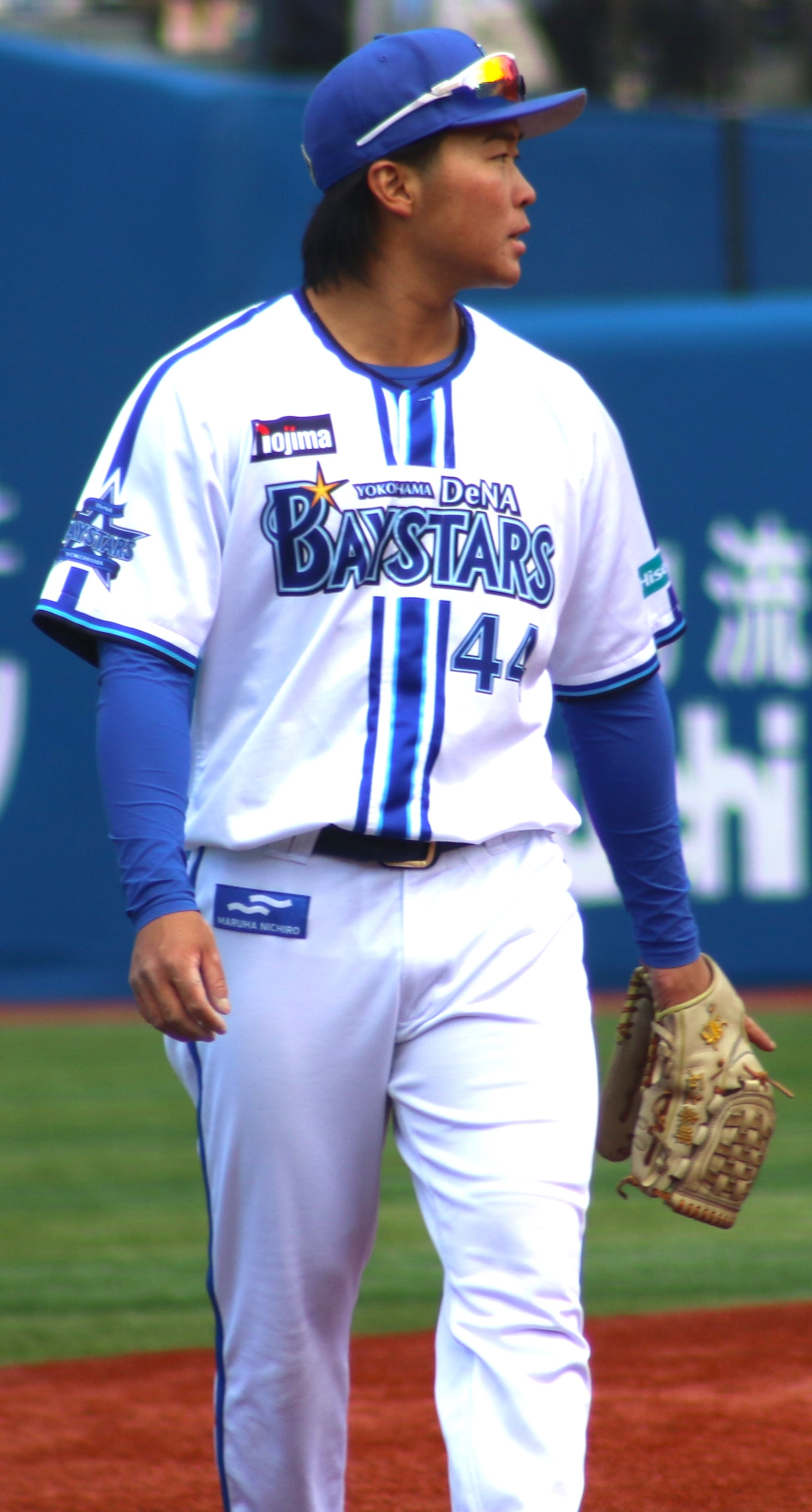
2023年 - 2024年のホームユニフォーム
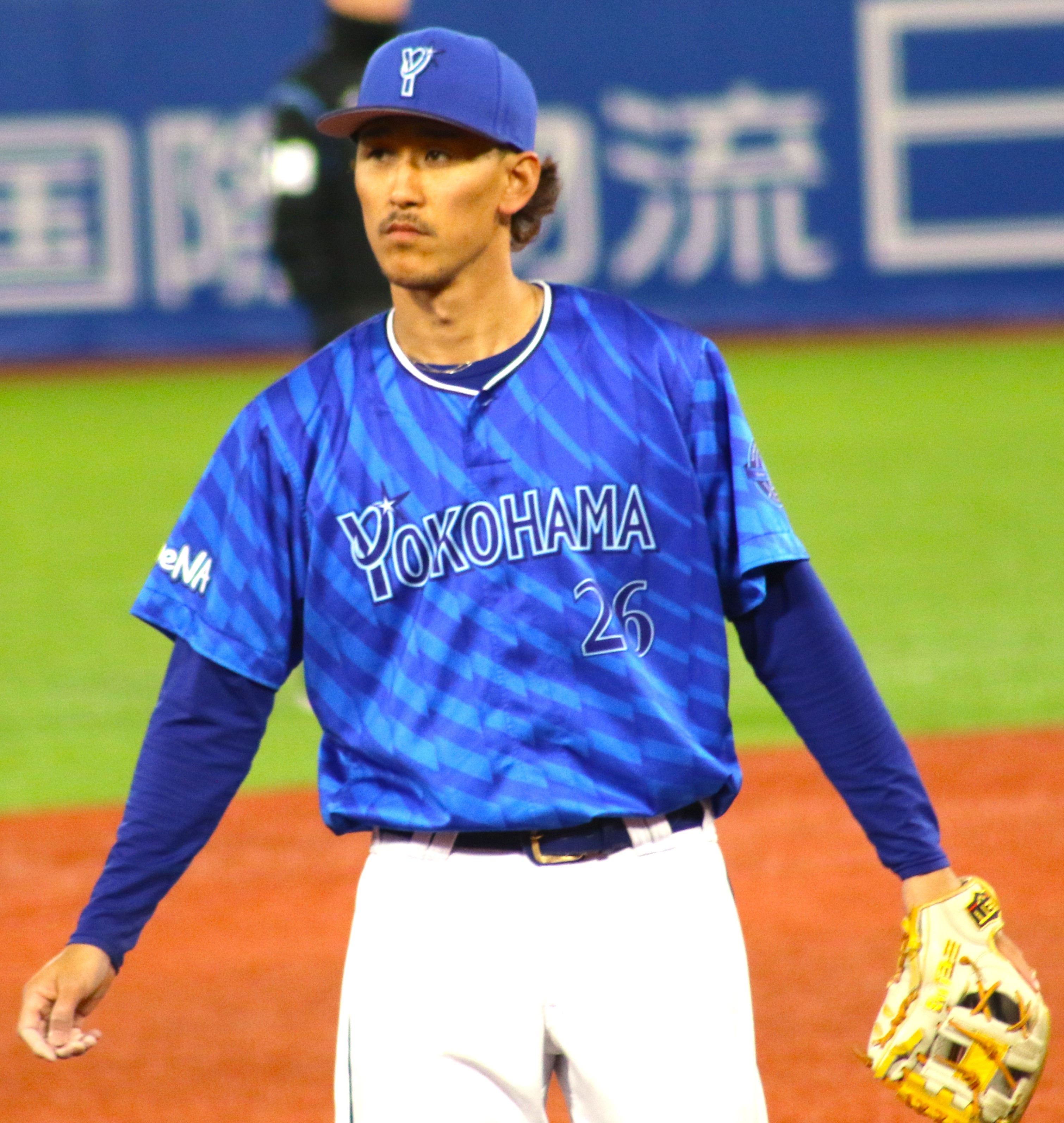
2024年 - のビジターユニフォーム
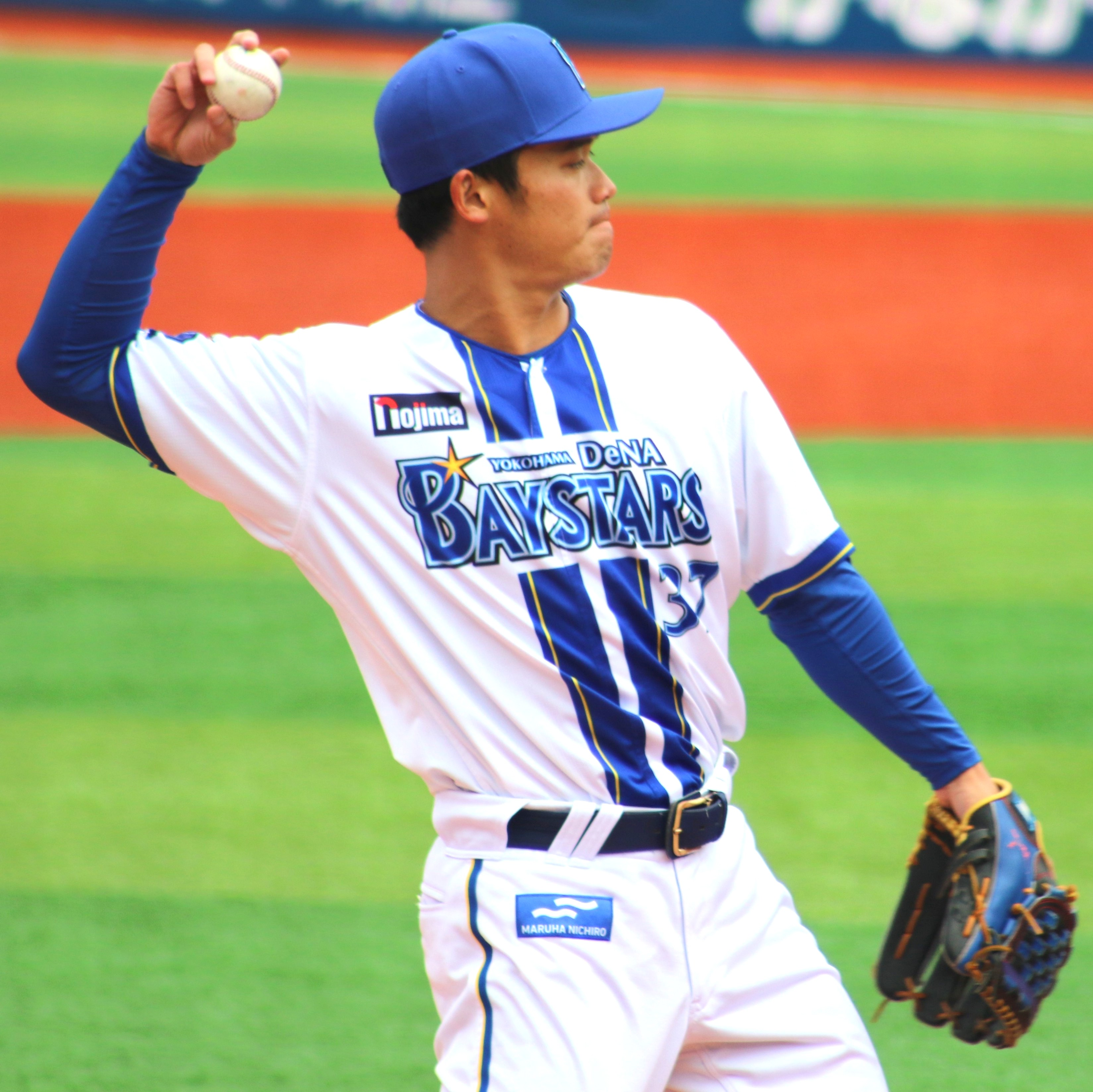
2025年 - のホームユニフォーム

### 二軍
- 2000年 - 2010年 二軍の独立採算化と一軍との差別化を目的に、二軍の球団名を「湘南シーレックス」に変更し、ユニフォームも独自のものを使用。帽子は紺色を地色に白の「S」マーク、ツバはエメラルドグリーン。
  - ホーム用：シャツは白地にエメラルドグリーンの首元から胸にかけてのラケットラインと袖口のラインが入り、胸にエメラルドグリーンで筆記体の「Searex」ロゴ、胸番号・背ネーム・背番号は黒、パンツは白地に横に青緑色のライン、アンダーシャツは青緑色。
  - ビジター用：シャツはエメラルドグリーン（ラインなし）、胸に白で筆記体の「Shonan」ロゴ、胸番号・背ネーム・背番号は白、パンツは白地に横にエメラルドグリーンのライン、アンダーシャツは青。
- 日本のプロ野球球団のユニフォームの多くは、背番号・背ネーム部分をユニフォームの生地に直付け（刺繍もしくはプリント）しているが、湘南のユニフォームの背ネーム部分は、アーチ状の生地にネームをプリントしたものをユニフォームの生地に縫い付けている。これは「シーレックスに定着されては困る」という励ましの意味で、2012年現在、日本のプロ野球球団に於いては唯一のケースである。

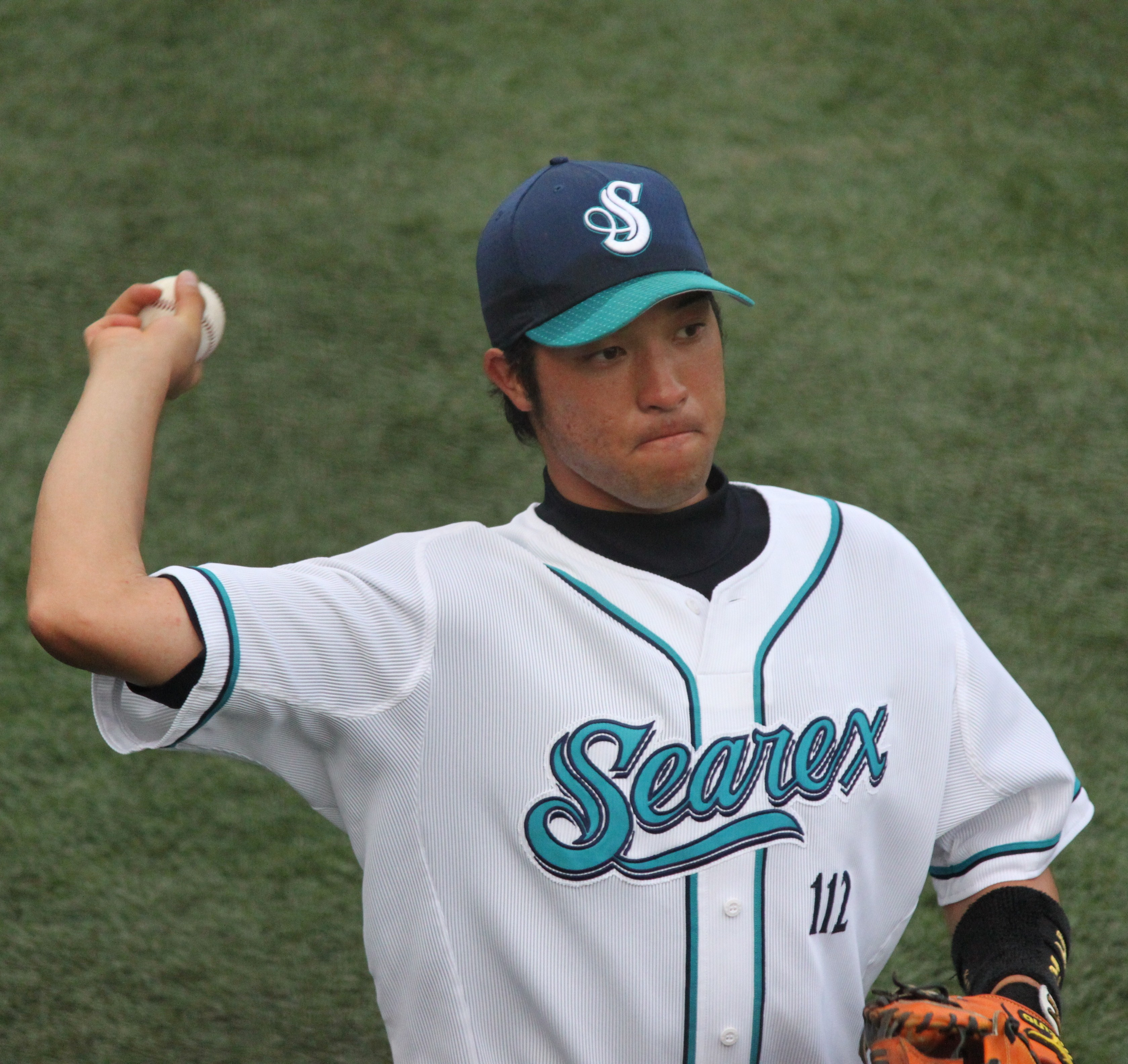
湘南シーレックスのホームユニフォーム
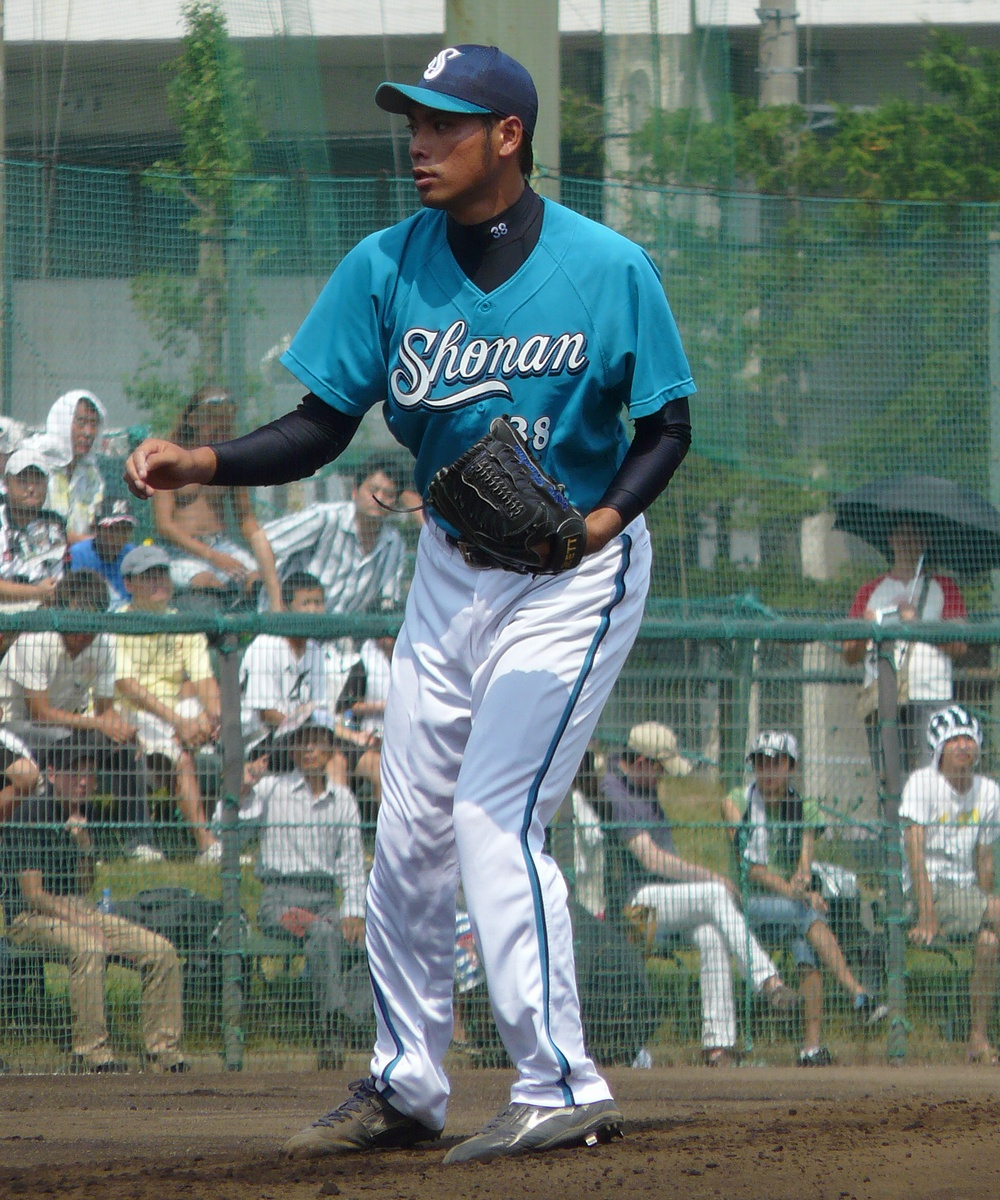
湘南シーレックスのビジターユニフォーム

### 交流戦限定ユニフォーム
- 2005年 - 2006年 ホーム用はピンストライプがなくなって左胸には「β」の印、右袖に背番号。左袖にTBSのロゴのワッペン。ビジター用は灰色の下地に前面に筆記体で「Yokohama」の文字、ホーム用と同じく右袖にも背番号。
- 2007年 - 2008年 ホーム用のみとなり、チームカラーの青を一切使わない紺基本のユニフォーム。左胸には「β」の印、右胸に背番号が紺に金の縁取り。両脇には横浜赤レンガ倉庫をイメージした臙脂色が用いられる[注釈 59]。
- 2025年 交流戦20回目を記念して登場。交差する6本のラインは、チームとファンとの“結束”を強めそれぞれの絆が強固に交わることで、勝利への揺るぎない力になるという意味を込めた。また、勝負における“勝ちと負け”すなわち“白星と黒星”“陽と陰”といったイメージを基に、コントラストのある色合いを繰り返し交差させることで、交流戦を象徴するパターンに仕立てている。ベイスターズの象徴であるストライプ柄をベースとすることで、ベイスターズならではの交流戦ユニフォームとして仕上げた。ホームユニフォームはライトブルーカラー、ビジターユニフォームはグレーカラーで制作。2005年の交流戦当時ビジターユニフォームで採用していたグレーカラーも新鮮な装いへと生まれ変わった[213]。

### 夏季限定ユニフォーム
横浜ベイスターズ時代

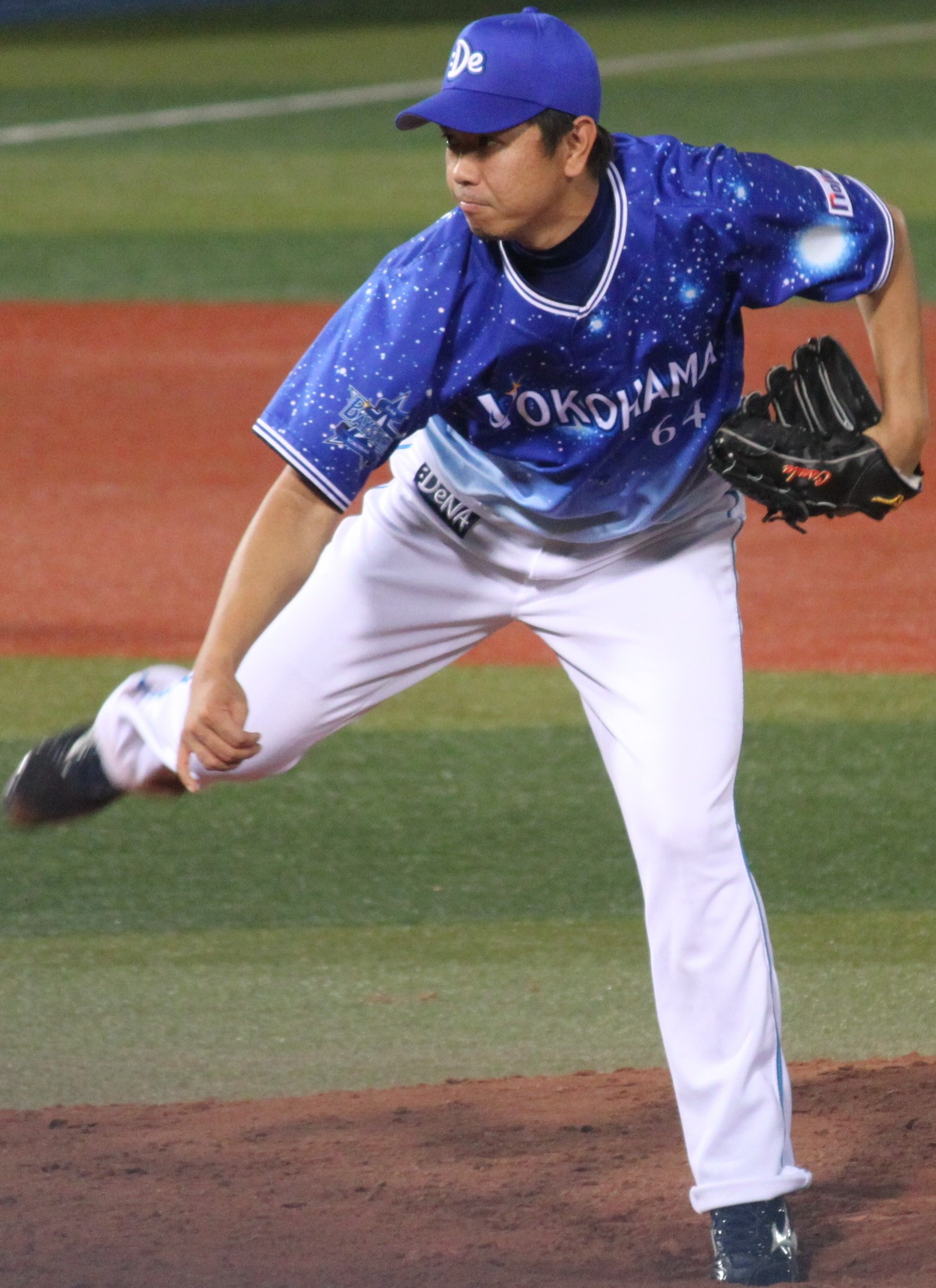
『YOKOHAMA STAR☆NIGHT 2013』限定ユニフォーム（長田秀一郎）

2004年から毎年原則で、夏季限定ユニフォームを採用しており、いずれも8月の主催ゲームで行われるのみである。交流戦・夏季限定ともに、2年ごとにデザインが変更されている。
- 2004年 - 2005年は白の下地の前面に「BayStars」のロゴが入り、脇下が青で当時の西武ライオンズのデザインとよく似ていた。両年とも期間終了後に選手のサインをいれてファンにプレゼントされる。背番号の氏名ローマ字は記載されていない。
- 2006年 - 2007年は白地の前面にブロック体で「BAYSTARS」の刺繍、その左上の方に背番号、左肩に「yokohama」、背中には背番号のみで首周りは青色で肩付近にかけてマリンブルーにし、帽子はマリンブルー地に「B」のみ。「ベータ・キャップ」と称される。
- 2010年は3年ぶりに夏季限定ユニフォームが登場した（2011年も同デザイン）。デザインは通常ホーム用をベースに、ラグランスリーブ部はグラデーション入りの青として背番号にも金の縁取りが入る。キャップは通常ビジター用をベースに、マーク部が金文字となる。

横浜DeNAベイスターズ時代
親会社がディー・エヌ・エー（DeNA）に変更された2012年からは、毎年夏に『YOKOHAMA STAR☆NIGHT（ヨコハマスターナイト）』というイベントが行われており、2013年からはその期間中に選手および監督・コーチはスペシャルユニフォームを着用。2016年からは『キッズSTAR☆NIGHT』というイベントも行われているが、3日間開催となった2023年と2024年は、このイベント期間中も同じスペシャルユニフォームを着用。
- 2013年8月2日からの対中日3連戦にて、選手プロデュースのスペシャルユニフォームを着用[214]。「横浜の街もチームも星のように輝いて」という選手の思いから青を基調に空に輝く星空をイメージして肩や胸、背中などにかけて白い星がちりばめられたデザイン。胸には「YOKOHAMA」の文字が入る。帽子はサードユニフォームと同じもので、青地に白字で「:De」（ネイビーと水色で縁取り）。
- 2014年8月8日からの対ヤクルト3連戦にて、夜空を彩る流れ星をイメージしたデザインのユニフォームを着用。プロ野球で一番輝く星になりたいという選手・ファンの思いを表現して青を基調にチームカラーの青や勝利の白星を意味する白で描かれた星をデザインし、キャップはビジター仕様のものを用いた。
- 2015年8月18日からの対ヤクルト3連戦にて、「海と港の街・横浜」を象徴する港の光きらめく水面をモチーフとしたデザインで、水色、青、濃紺の爽やかな迷彩柄で、小さく12選手のシルエットも描かれている。キャップには、この3試合限定で勝利を意味する「白星」が刺繍されたものを用いた。
- 2016年8月5日からの対中日3連戦にて、夜の横浜に輝く星空をモチーフとしたデザインで、横浜ブルーの夜空に煌めく星を幾何学模様のグラデーションで表現したものとなった。キャップには通常のホームゲームで着用するものの左つばにDeNA球団5周年に合わせ「5th ANNIVERSARY」と刺繍されたものを用いた。
- 2017年8月1日からの対中日3連戦にて、「“星空の煌めき”×“横浜の街並み”」をテーマとしたユニフォームを着用。夜の横浜を空から見下ろした、きらめく街明かりをモチーフとし、横浜ブルーをメインカラーに星空の煌めきをドット表現による幾何学デザインで表した。「横浜スタジアム」や2017年3月にオープンした球団の複合施設「THE BAYS」をはじめ、横浜の名所がデザインの中に隠されている。キャップはホームユニフォームと同じ物を使用[215]。
- 2018年7月31日からの対巨人3連戦では、「スパンコールのように輝く横浜の星空」をテーマとしたユニフォームを着用。きらきらとスパンコールのように輝く横浜の星空を、“横浜ブルー”を基調に濃淡をつけた青色で表した。また、レプリカユニフォームにはより輝きを表現するために、光沢感と凹凸のある素材を球団として初めて採用し凹凸を活かしたテクスチャーにこだわり、本物のスパンコールがついているような立体感のあるデザインとなった。キャップは通常のビジターゲーム時の物を使用[216]。
- 2019年7月30日からの対ヤクルト3連戦では、「宇宙への航海」をテーマとしたユニフォームを着用。左胸を中心に球団ロゴに含まれる様々な青色を同心円状の楕円にあしらったデザインで宇宙を表し袖は紺色とし、STAR☆NIGHTシリーズで初めてテーマデザインに合わせたマークとして楕円形のデザインを取り入れたYのマークを左胸の楕円中心部とキャップにあしらい宇宙の中心である横浜を表した[217]。
- 2020年9月8日からの対阪神3連戦では、「Supernova」をテーマとしたユニフォームを着用。昨年度からのスピーシー感を踏襲し、横浜を中心に広がる宇宙を“横浜ブルー”をはじめ、球団ロゴマークに含まれる様々な青色で表現した。キャップは通常のビジターゲームの時の物を使用[218]。
- 2021年9月7日からの対巨人3連戦では、「STAR NIGHT X（スターナイトテン）」をテーマとしたユニフォームを着用。黒地にDeNA球団10周年を意味する「XYDB」のロゴを4行羅列し文字は過去のSTAR☆NIGHTシリーズのユニフォームに用いられた模様を取り入れつつ左胸にビジターユニフォームと同様のYのマークを付け、襟・袖は紺色と袖口に白と水色のラインを入れた[219]。
- 2022年8月2日からの対広島3連戦では、日本プロ野球史上初となる襟付き開襟シャツ型ユニフォームを着用。横浜の象徴的なモチーフを入れ込んだ「横浜の夏」を感じるアロハシャツ調のデザインとなっている[220]。
- 2023年8月4日からの対阪神3連戦及び同月8日からの対中日3連戦では、「STAR NIGHT SIGN」をテーマとしたユニフォームを着用。星空の模様を基調に横浜スタジアムの座席図の線画や選手の姿をした星座等のデザインと左胸にYのマークををあしらい横浜の夜空をイメージしたものとした。背番号・選手名部分とキャップやユニフォームに金色を一部あしらいチーム・ファン・横浜の街の光を集め優勝への道を輝かせる思いを込めた[221][222]。
- 2024年7月9日からの対中日3連戦及び同月15日からの対広島3連戦では、「星、波、青薔薇。」をテーマとしたユニフォームを着用。横浜市の花である「バラ」とベイスターズの「ブルー」をひとつにした、“みんなの夢がかなう”という願いを込めたイベントテーマである青薔薇を胸に。そして、横浜港付近がモデルとされる葛飾北斎の代表作「富嶽三十六景 神奈川沖浪裏」をオマージュしたデザインや漢字を入れ込むことにより、横浜が、そしてSTAR☆NIGHTがもっと世界から注目される存在になりたいという願いも込めた。ユニフォームの左胸とキャップには漢字で「横濱」、選手の背ネームは外国人選手を含め漢字フルネームもしくは登録名がデザインされている[223][224]。
- 2025年8月5日から8月7日の対広島3連戦では、「横浜藍」をテーマとしたユニフォームを着用。日本伝統の藍染と左官の技術を用いて、勝色（かちいろ）とYOKOHAMA BLUEをかけ合わせた「横浜藍」のカラーをベースとし、横浜の夜空や海を表現した。また、ボディの左側は受容力や結束、右側は日本一連覇・リーグ優勝に突き進む力強さや勢いを表し、勝利への強い想いを込めたデザインとなっている[225]。

### 復刻ユニフォーム
- 2010年8月にセ・リーグにおける球団の主催で行われた「オールド・ユニフォーム・シリーズ」では横浜大洋時代のホーム用ユニフォームを使用した[226]。
- 2012年8月 - 9月にセ・リーグにおける球団の主催で行われた「レジェンド・ユニフォーム・シリーズ」では横浜ベイスターズ時代の1993年 - 2008年まで使用され、1998年の優勝・日本一時のビジター用ユニフォームを使用した[注釈 61]。
- 2016年、DeNA球団5周年記念の一環として5月10日 - 12日の中日戦、6月15日・20日[注釈 62]の北海道日本ハム戦を対象に横浜大洋ホエールズ時代のホームユニフォームを選手たちが着用して戦う「We☆YOKOHAMA DAY」を開催した[227]。横浜DeNAベイスターズとなってからは初の大洋ホエールズ復刻ユニフォームである[注釈 61]。
- 2019年3月10日にオーヴィジョンスタジアム下関で開催される予定だった「球団創設70周年記念試合」の広島東洋カープとのオープン戦では、1950年のホーム用ユニフォームを復刻したものを着用[注釈 61]して試合をする予定だったが、試合開始直前の降雨により中止となった。この記念試合と復刻ユニフォームの着用は、改めて2019年3月21日の北海道日本ハムとのオープン戦（横浜スタジアム）にて行われた。

この他、2006年のファン感謝デーには、大洋・横浜大洋時代の復刻ユニフォームを着用してアトラクションをこなしている。
- 2023年6月2日からの対西武3連戦[注釈 63]は『GET THE FLAG! SERIES 2023』と題し、1993年 - 2008年まで使用されたホーム用ユニフォームを着用した[注釈 64][228]。同年9月8日からの対ヤクルト3連戦でも使用されている[229]。

### その他
- 2019年4月12・13日の対広島戦、6月22・23日の対楽天戦、8月10・11日の対中日戦を対象に球団創設70周年を記念した「70th ANNIVERSARY GAME」にて、横浜ベイスターズ時代の初代ビジターユニフォームを踏襲した青色とロゴ配置、大洋ホエールズ時代の初代「W」マークを横にしたBマーク、袖とパンツ横に1959年の二本線を踏襲した上で1974年からの湘南電車カラーのオレンジと緑、右胸と背の「YOKOHAMA」を初代大洋ユニフォームをイメージしたフォント、横浜大洋時代を踏襲した背番号ロゴタイプとショルダーデザインといった歴代のユニフォームデザインをモチーフとした「70th ANNIVERSARY UNIFORM」を着用。
- 2024年に前身の大洋ホエールズが神奈川県に本拠地を移転して70年目を迎えたことを記念して始動した『ありがとう神奈川。これからも共に。』プロジェクトとしてKanagawaユニフォームを制作。7月26日(金)から8月18日(日)までの期間に行われる主催試合全12試合で監督・選手らが着用。Kanagawaユニフォームは1955年当時のユニフォームをオマージュしたデザインとなっており、当時の球団ロゴカラーであるネイビーをメインカラーとしているほか、背番号の縁取りや背ネームには当時のみかん色やオレンジを採用。右肩には当時と同じく「KANAGAWA」を表すロゴマーク、左肩には『ありがとう神奈川。これからも共に。』プロジェクトのロゴを配置しており、また、球団として初めて胸元に「Kanagawa」の文字をデザインした、地元神奈川への感謝を込めた一着となっている[230]。

## ユニフォームのスポンサー
全てホーム用。太字は現在掲出中のスポンサー。

### 左胸
- 2008年 ノジマ

### 右胸
- 2009年 - 2011年[注釈 65]、2023年 - ノジマ

### 袖部分
- 2005年・2006年 TBS（東京放送。ジ〜ンマーク入り）
- 2007年 アサヒ飲料「アサヒ富士山のバナジウム天然水」
- 2012年 - 2022年 ノジマ
- 2023年 - Hisense

### ズボン
- 2007年 TBS（ジ〜ンマーク入り）
- 2008年 マイナビ（毎日コミュニケーションズ）
- 2009年 - 2011年 TBS（TBSテレビ〈2009年4月より旧東京放送からTBSの略称を引き継ぐ〉。ブーブとピンクリボン活動とのコラボレーション）
- 2012年、2015年、2017年 リスト
- 2013年 - 2014年、2018年 DeNA
- 2019年 Paravi
- 2020年 - マルハニチロ

### ヘルメット
- 2007年 - 2008年、2010年 - 2011年 、2013年 - 2014年 リスト
- 2009年 TBS、開国博Y150
- 2012年  Mobage
- 2015年 - 2017年 Paloma
- 2018年 - 大和地所レジデンス

### ヘッドウェア
- 2023年 - '47

### その他の球団スポンサー
- スポンサーキャンペーン参照（協賛企業・団体のバナーを含むリンクアイコンが貼ってある）

## 球団旗の変遷

### 一軍
- 1950年 - 1953年：白地に赤文字で大洋漁業の社章（通称・まるはマーク）。
- 1954年：球団名が洋松ロビンスに変更され、紫地に赤字で大洋漁業のまるはマークと松竹の社章を合体。
  - 上半分がまるはマーク、下半分が松竹の社章。
- 1955年 - 1963年：球団名が大洋ホエールズに戻り、合併前のデザインに大洋の社名が入る。「大（は）洋」
- 1964年 - 1977年：漢字を「TAIYOWHALES」とアルファベットに変更。「TAIYO（は）WHALES」
  - 初期にはKAWASAKI（川崎）という文字が入るバージョンも存在した。「KAWA（は）SAKI」
- 1978年 - 1992年：紺色地に白文字で「W」。その下に同じく白文字で小さく「YOKOHAMA TAIYO」
- 1993年 - 2011年：中央に「YOKOHAMA BayStars」ロゴ、その下に小さく「REACH FOR THE STARS」（慣用句で“トップを目指せ”）。ホーム用は白地に青文字、ビジター用は青地に白文字。文字の後ろには☆のグラデーション。
- 2012年 - ：上下に青・青緑色のツートンカラーのライン、白地に青の横ストライプ、青いリボンが巻きついた星マークに文字が入った（☆の中央に「BAYSTARS」、巻きついたリボンの上に「DeNA」、下に「YOKOHAMA」）プライマリーマークを使用。

### 二軍
- 2000年 - 2010年：湘南シーレックス時代のもの。白地に渦潮を模したグラデーション、中央に「SHONAN Searex」ロゴ、その下に一軍のものと同様に「REACH FOR THE STARS」のスローガンが入る。

## 歴代本拠地
- 1950年 - 1952年 下関市営球場
- 1953年 - 1954年 大阪スタヂアム

※本来は松竹ロビンスの本拠地であった衣笠球場と大洋ホエールズの本拠地であった下関球場のダブルフランチャイズであったが、実質的には松竹ロビンスの準本拠地とされていた大阪スタヂアムの方が集客能力が高いということで、使用頻度が多くなった。なお、大阪スタジアムが一応のメイン球場ではあるが、松竹時代の本拠地・西京極総合運動公園野球場では、1953年に18試合、1954年も15試合の主管試合を行っており、京都新聞社が主催していたが、下関での主管試合は、1953年2試合=9月6日の読売巨人軍戦のダブルヘッダー、1954年3試合=4月4日の大阪タイガース戦のダブルヘッダー、4月11日の読売巨人軍戦シングルの2年間で合計5試合にのみにとどまってしまった。
- 1955年 - 1977年 川崎球場[注釈 66]
- 1978年 - 横浜スタジアム

なお、2020年は東京オリンピック/東京パラリンピックの開催により、横浜スタジアムは、硬式野球（男子）とソフトボール（女子）の試合会場として使われ、その準備などの都合により、6-9月の一部試合の開催ができないため、東京ドームで6試合、新潟県立野球場や、千葉ロッテマリーンズの本拠地千葉マリンスタジアムでの代替開催も予定していたが、オリンピックの開催延期に伴い、全て横浜スタジアムに変更となった。
2021年は延期になった東京オリンピック/東京パラリンピックの開催により、横浜スタジアムは、硬式野球（男子）とソフトボール（女子）の試合会場として使われ、その準備などの都合により、6-8月の一部試合の開催ができないため、東京ドームで6試合、新潟県立野球場で2試合、東京ヤクルトスワローズの本拠地明治神宮野球場で5試合の代替開催を行っている。

## 歴代監督
※太字はリーグ優勝、◎は日本一
|      | 代 | 氏名                 | 就任          | 退任          | 備考                                         |
| ---- | -- | -------------------- | ------------- | ------------- | -------------------------------------------- |
| 大洋 | 1  | 渡辺大陸             | 1950年        | 1950年        | ここから大洋ホエールズ（第1次）              |
| 大洋 | 2  | 中島治康             | 1951年        | 1951年6月30日 | 選手兼任監督                                 |
| 大洋 | 3  | 有馬義一             | 1951年7月18日 | 1951年        | 当時の球団専務（選手・指導者歴なし）         |
| 洋松 | 4  | 小西得郎             | 1952年        | 1953年        | ここから大洋松竹ロビンス                     |
| 洋松 | 5  | 永沢武夫             | 1954年        | 1954年        | ここから洋松ロビンス                         |
| 大洋 | 6  | 藤井勇               | 1955年        | 1955年        | 選手兼任監督 ここから大洋ホエールズ（第2次） |
| 大洋 | 7  | 迫畑正巳             | 1956年        | 1958年        |                                              |
| 大洋 | 8  | 森茂雄               | 1959年        | 1959年        |                                              |
| 大洋 | 9  | 三原脩◎              | 1960年        | 1967年        |                                              |
| 大洋 | 10 | 別当薫（第1次）      | 1968年        | 1972年8月30日 |                                              |
| 大洋 | 11 | 青田昇               | 1973年        | 1973年        |                                              |
| 大洋 | 12 | 宮崎剛               | 1974年        | 1974年        |                                              |
| 大洋 | 13 | 秋山登               | 1975年        | 1976年        | 1977年二軍監督                               |
| 大洋 | 14 | 別当薫（第2次）      | 1977年        | 1979年        | 1978年から横浜大洋ホエールズ                 |
| 大洋 | 15 | 土井淳               | 1980年        | 1981年9月24日 |                                              |
| 大洋 | 16 | 関根潤三             | 1982年        | 1984年        |                                              |
| 大洋 | 17 | 近藤貞雄             | 1985年        | 1986年        |                                              |
| 大洋 | 18 | 古葉竹識             | 1987年        | 1989年        |                                              |
| 大洋 | 19 | 須藤豊               | 1990年        | 1992年5月2日  |                                              |
| 大洋 | 20 | 江尻亮               | 1992年5月3日  | 1992年        |                                              |
| 横浜 | 21 | 近藤昭仁             | 1993年        | 1995年        | ここから横浜ベイスターズ                     |
| 横浜 | 22 | 大矢明彦（第1次）    | 1996年        | 1997年        |                                              |
| 横浜 | 23 | 権藤博◎              | 1998年        | 2000年        |                                              |
| 横浜 | 24 | 森祇晶               | 2001年        | 2002年9月25日 |                                              |
| 横浜 | 25 | 山下大輔             | 2003年        | 2004年        |                                              |
| 横浜 | 26 | 牛島和彦             | 2005年        | 2006年        |                                              |
| 横浜 | 27 | 大矢明彦（第2次）    | 2007年        | 2009年5月17日 |                                              |
| 横浜 | 28 | 尾花高夫             | 2010年        | 2011年        |                                              |
| DeNA | 29 | 中畑清               | 2012年        | 2015年        | ここから横浜DeNAベイスターズ                 |
| DeNA | 30 | アレックス・ラミレス | 2016年        | 2020年        | 球団初の外国人監督（2019年に日本国籍取得）   |
| DeNA | 31 | 三浦大輔◎            | 2021年        |               |                                              |

1. ↑  日付はシーズン途中で就任した場合のみ記載。
2. ↑  日付はシーズン途中で退任した場合のみ記載（休養は含まない）。その他は原則として年度末退任。
3. ↑  1972年8月30日まで指揮、残り試合は青田昇と宮崎剛が代行。
4. ↑  1981年9月24日まで指揮、残り試合は山根俊英が代行。
5. ↑  2002年9月25日まで指揮、残り試合は黒江透修が代行。
6. ↑  2009年5月17日まで指揮、残り試合は田代富雄が代行。

## 歴代オーナー
- 中部兼市（1950年 - 1953年）
- 中部謙吉（1953年 - 1977年）
- 中部新次郎（1977年 - 1990年）
- 中部慶次郎（1990年 - 2001年）
- 砂原幸雄（2001年 - 2004年）
- 若林貴世志（2004年 - 2011年）
- 春田真（2012年 - 2015年）
- 南場智子（2015年 - ）

## 永久欠番
球団の永久欠番は次の通り。
- なし
  - マルハ（現・マルハニチロ）時代の1997年より、100を永久欠番として球団に対して貢献のある複数の著名人に与えていたが、2012年に育成ドラフト1位で入団した今井金太が着用したことにより、撤廃された。

### 準永久欠番
- 18：三浦大輔
  - 横浜大洋ホエールズ時代の1992年から2016年にかけて横浜一筋で活躍した投手。球団は引退に際し、1998年以降[注釈 67]、三浦が着用し続けた「背番号18」を「プレー・振る舞いの両面でチームを牽引するとともに、チームの象徴となるべき選手がつける番号」（通称「横浜ナンバー」）とした。ふさわしい後継者が現れるまで「横浜ナンバー」は欠番とし、ふさわしいと思われる選手が現れた場合には三浦と球団が協議したうえで決定する、としている[235]。その後、2019年からチームの投手コーチ（2020年は二軍監督）に就任した三浦が再度着用していたが、2020年オフの一軍監督就任時に数字を逆にして81に変更した。
  - 2022年からは小園健太が着用する[236]。
- 25：筒香嘉智
  - プロ入り3年目の2012年から2019年まで[注釈 68]着用。同年オフのMLB挑戦の際に「彼が帰ってくるまで空けておく。現役の間は、ほかの選手がつけることはない」（三原球団代表）として、準永久欠番として扱うことが決まった[237]。
  - 2024年に筒香がチームに復帰し、背番号25を着用することが発表された[160]。

## 沢村栄治賞受賞者
- 平松政次 ：1回（1970年）
- 遠藤一彦 ：1回（1983年）

## 三冠王（投手・打者）

### 投手三冠王
2024年シーズン終了時点で達成者はいない。

### 打者三冠王
2024年シーズン終了時点で達成者はいない。

## 最優秀選手受賞者（複数回）

### 投手の複数回受賞者
2024年シーズン終了時点で複数回受賞の達成者はいない。

### 打者の複数回受賞者
2024年シーズン終了時点で複数回受賞の達成者はいない。

## 顕彰
DeNA球団では、球団在籍時に日本プロ野球名球会の入会条件である通算2000本安打・通算200勝・通算250セーブのいずれかを達成した選手を、球団の貢献者として顕彰している。2023年現在では7人が顕彰されており、その功績を讃えるレリーフが横浜スタジアムの右翼外野席最上段の手すり（2012年以降。それ以前は現在リボンビジョンが設置されている右翼フェンス上部）に設置されている。
2023年現在、レリーフが設置されている顕彰対象者は以下の通り。
| 背番号 | 選手名               | 守備位置 | 選手歴 | 顕彰理由      | 通算成績  |
| ------ | -------------------- | -------- | --- | ------------- | --------- |
| 25     | 松原誠               | 一塁手   | - 大洋 (1962 - 1980) - 巨人 (1981)                                                                                         | 2000安打達成  | 2095安打  |
| 27     | 平松政次             | 投手     | - 大洋 (1967 - 1984) | 200勝達成     | 201勝     |
| 10     | 駒田徳広             | 一塁手   | - 巨人 (1981 - 1993) - 横浜 (1994 - 2000)                                                                                  | 2000安打達成  | 2006安打  |
| 22     | 佐々木主浩           | 投手     | - 大洋・横浜 (1990 - 1999) - SEA (2000 - 2003) - 横浜 (2004 - 2005)                                                        | 250セーブ達成 | 381セーブ |
| 5      | 石井琢朗             | 遊撃手   | - 大洋・横浜 (1989 - 2008) - 広島 (2009 - 2012)                                                                            | 2000安打達成  | 2432安打  |
| 3      | アレックス・ラミレス | 左翼手   | - CLE (1998 - 2000) - PIT (2000) - ヤクルト (2001 - 2007) - 巨人 (2008 - 2011) - DeNA (2012 - 2013) - 群馬 (2014)          | 2000安打達成  | 2017安打  |
| 99     | 中村紀洋             | 三塁手   | - 近鉄 (1992 - 2004) - LAD (2005) - オリックス (2006) - 中日 (2007 - 2008) - 楽天 (2009 - 2010) - 横浜・DeNA (2011 - 2014) | 2000安打達成  | 2106安打  |

※達成順に記載。背番号は条件達成当時、通算成績は顕彰理由に該当するもののみ。

## 主な歴代の球団歌・応援歌
- 熱き星たちよ（球団歌）
1993年、球団名が「横浜ベイスターズ」となったのを機に製作。メインボーカルは、横浜出身の歌手・高尾直樹、作曲・朝倉紀幸（朝倉紀行）、作詞・秋谷銀四郎。
本拠地横浜スタジアム周辺の駅のうち、JR関内駅では2011年6月2日から[注釈 72]現在まで発車メロディとして使用されている。過去には横浜市営地下鉄ブルーライン関内駅にて2012年4月3日から2022年2月1日まで、みなとみらい線日本大通り駅でも2013年4月2日から2019年3月28日まで使用されていた。
DeNAベイスターズとなった2012年、歌詞のうち球団名部分が「横浜ベイスターズ」から「DeNAベイスターズ」に変更され、中畑清監督以下5選手（三浦大輔・A.ラミレス・森本稀哲・高崎健太郎・石川雄洋）がヴォーカルを担当した「熱き星たちよ・2012年ヴァージョン」を発表。曲調は以前のものとは大きく異なるものとなった。なお、ベイスターズの得点時・勝利時にも応援団によりトランペット演奏が行われるが、この際の歌詞は従来通り「横浜ベイスターズ」のままである。
2014年の新バージョンでは、中畑監督、三浦、金城、久保、ブランコ、バルディリス、石川、黒羽根、三嶋の9名が参加。旧バージョンで、ラミレスがアドリブでコールしたセリフは、ブランコとバルディリスによるスペイン語のコールとして継承されている。
2015年以降は毎年のように新バージョンが制作されている。
  - 2015年-中畑監督、山崎憲晴、ロペス、梶谷、黒羽根、山口、三浦、筒香、モスコーソ、バルディリス[242]
2016年-A.ラミレス監督、山口、三浦、石川、梶谷、筒香、山﨑康晃、嶺井[243]
2017年-A.ラミレス監督、筒香、石田、山﨑康晃、今永、倉本、戸柱、桑原[244]
- 勝利の輝き（応援歌）
- 横浜ベイスターズ球団テーマ（公式テーマ。インストゥルメンタル曲）
1998年の優勝を記念して製作。主に横浜主催ゲームでの、横浜のスタメン選手発表時にBGMとして使用されていたが、横浜DeNAとなってからは一軍戦のスタメン発表では使用されていない模様。なお、二軍戦のスタメン発表時には従来通り使用されている。
- 勇者の遺伝子
2013年3月に作詞・森雪之丞、作曲・布袋寅泰によって制作された応援歌。この応援歌のレコーディングには抽選で選ばれたDeNAファン50人が参加した。2019年3月29日からは、横浜スタジアムの最寄り駅である日本大通り駅の発車メロディに使用されている[245]。

### 過去
大洋・横浜大洋時代
- 行くぞ大洋（球団歌）（歌：三鷹淳とチャッピーズ）
- 勝利花（応援歌）（歌：三鷹淳とチャッピーズ）

横浜時代
- 横浜Boy Style（イメージソング）（歌:CoCo）
- WINNING（応援歌）（歌:CoCo）
「横浜Boy Style」のカップリング曲。コーラスには当時現役だった佐々木主浩・盛田幸妃・野村弘樹・谷繁元信・進藤達哉・石井琢朗の6選手が参加していた。CoCoの解散や選手の退団・移籍が重なり公式ではほとんど使われなくなったが、2019年現在でも応援団により演奏されている。
- BayStarsを観にいこうよ（イメージソング）（詞・曲・歌:ダ・カーポ）
- BE A HERO（公式ソング）（歌:クレイジーケンバンド feat.小野瀬雅生）※2006年まで

湘南シーレックス
- 若き王者たち（公式ソング）
- Searex Horizon（公式テーマ。インストゥルメンタル曲）

## 主なキャンプ地
- 山口県・下関球場：1950、1952
- 兵庫県・神戸銀行グラウンド：1951
- 兵庫県・明石球場：1953、1960 - 1961
- 長崎県・大橋球場：1954
- 鹿児島県・鴨池球場：1955、1957 - 1958
- 千葉県・銚子球場：1956、1962
- 岡山県・岡山球場：1956
- 静岡県・三保東海大グラウンド：1959 - 1961
- 愛媛県・松山球場：1959
- 静岡県・島田球場：1972 - 1973
- 静岡市・草薙球場：1963 - 1971、1974 - 1979、1981 - 1986の一軍キャンプ、（1981・1987 - 1989の二軍キャンプ）、他
- アメリカ合衆国・アリゾナ州メサ市・ホホカム球場：1980 - 1981[注釈 73]
- 静岡県・熱海スタジアム：1980年代、秋季キャンプとして使用
- 宜野湾市・宜野湾市立野球場：1987 -（春季キャンプ。2020年に全面人工芝の屋内練習場を新設[246]）
- 神奈川県・横浜DeNAベイスターズ総合練習場：1990 - 2019
- 横須賀市・DOCK OF BAYSTARS YOKOSUKA：2020 -（秋季キャンプ。2020年新設[247]）
- 沖縄県・嘉手納町営球場：二軍キャンプ　-2023（秋季キャンプ。2023年、球場の建て替え工事に伴い終了）
- 鹿児島県奄美市・名瀬運動公園野球場：2010 - 2019（秋季キャンプ。2020年、ファーム練習場の新設に伴い終了[247]）2023 -（春季キャンプ。これまで使用していた嘉手納町営球場の建て替え工事により使用）

## 歴代開幕投手
| 年度 | 開幕投手   | 勝敗 | スコア | 対戦相手 |
| ---- | ---------- | ---- | ------ | -------- |
| 1950 | 今西錬太郎 | ○    | 2-0    | 国鉄     |
| 1951 | 高野裕良   | ○    | 4-2    | 名古屋   |
| 1952 | 高野裕良   | ○    | 4-2    | 阪神     |
| 1953 | 江田貢一   | △    | 1-1    | 名古屋   |
| 1954 | 権藤正利   | ○    | 9-2    | 阪神     |
| 1955 | 権藤正利   | ●    | 2-8    | 広島     |
| 1956 | 江田孝     | ●    | 2-11   | 中日     |
| 1957 | 大石正彦   | ●    | 0-4    | 広島     |
| 1958 | 大石正彦   | ●    | 6-7    | 阪神     |
| 1959 | 鈴木隆     | ●    | 1-3    | 中日     |
| 1960 | 幸田優     | ●    | 3-4    | 中日     |
| 1961 | 秋山登     | ○    | 8-7    | 広島     |
| 1962 | 島田源太郎 | ●    | 1-3    | 国鉄     |
| 1963 | 稲川誠     | ●    | 1-4    | 広島     |
| 1964 | 稲川誠     | ○    | 7-4    | 中日     |
| 1965 | 稲川誠     | ○    | 1-0    | 国鉄     |
| 1966 | 秋山登     | ○    | 6-3    | 巨人     |
| 1967 | 森中千香良 | ○    | 3-2    | 中日     |
| 1968 | 森中千香良 | ○    | 8-5    | 巨人     |
| 1969 | 平岡一郎   | ○    | 1-0    | 阪神     |
| 1970 | 平松政次   | ●    | 2-3    | 広島     |
| 1971 | 平松政次   | ●    | 1-2    | ヤクルト |
| 1972 | 山下律夫   | ●    | 3-6    | 広島     |
| 1973 | 平松政次   | ○    | 3-1    | 阪神     |
| 1974 | 平松政次   | ●    | 1-2    | 阪神     |
| 1975 | 平松政次   | ○    | 8-4    | 巨人     |
| 1976 | 平松政次   | ●    | 0-1    | 中日     |
| 1977 | 渡辺秀武   | ○    | 15-7   | 広島     |
| 1978 | 平松政次   | ○    | 3-1    | 中日     |
| 1979 | 平松政次   | ○    | 9-0    | ヤクルト |
| 1980 | 平松政次   | ○    | 4-3    | 巨人     |
| 1981 | 斉藤明雄   | ●    | 1-2    | 巨人     |
| 1982 | 斉藤明夫   | ○    | 3-2    | 阪神     |
| 1983 | 遠藤一彦   | ●    | 2-5    | 巨人     |
| 1984 | 遠藤一彦   | ●    | 3-9    | ヤクルト |
| 1985 | 遠藤一彦   | ○    | 12-6   | 巨人     |
| 1986 | 遠藤一彦   | ○    | 8-7    | 阪神     |
| 1987 | 遠藤一彦   | ○    | 5-1    | 広島     |
| 1988 | 欠端光則   | ○    | 2-1    | 中日     |
| 1989 | 斉藤明夫   | ○    | 4-3    | 中日     |
| 1990 | 中山裕章   | △    | 5-5    | 中日     |
| 1991 | 中山裕章   | ○    | 4-3    | 阪神     |
| 1992 | 野村弘樹   | ●    | 4-6    | 中日     |
| 1993 | 有働克也   | ●    | 2-5    | 巨人     |
| 1994 | 有働克也   | ○    | 4-3    | 中日     |
| 1995 | 野村弘樹   | ●    | 0-4    | 広島     |
| 1996 | 盛田幸希   | ●    | 1-2    | ヤクルト |
| 1997 | 盛田幸希   | ●    | 2-3    | 中日     |
| 1998 | 川村丈夫   | ○    | 8-0    | 阪神     |
| 1999 | 三浦大輔   | ●    | 5-10   | ヤクルト |
| 2000 | 川村丈夫   | ○    | 7-6    | 阪神     |
| 2001 | 小宮山悟   | ●    | 4-6    | ヤクルト |
| 2002 | 三浦大輔   | ●    | 1-2    | 広島     |
| 2003 | 吉見祐治   | ○    | 4-2    | 阪神     |
| 2004 | 三浦大輔   | ●    | 1-3    | ヤクルト |
| 2005 | 三浦大輔   | ●    | 0-4    | 中日     |
| 2006 | 三浦大輔   | ●    | 2-12   | 巨人     |
| 2007 | 三浦大輔   | ●    | 2-3    | 巨人     |
| 2008 | 寺原隼人   | ●    | 2-4    | 阪神     |
| 2009 | 三浦大輔   | ●    | 1-4    | 中日     |
| 2010 | ランドルフ | ●    | 3-7    | 阪神     |
| 2011 | 山本省吾   | ○    | 5-4    | 中日     |
| 2012 | 高崎健太郎 | △    | 5-5    | 阪神     |
| 2013 | 藤井秀悟   | ○    | 4-3    | 中日     |
| 2014 | 三嶋一輝   | ●    | 1-9    | ヤクルト |
| 2015 | 久保康友   | ●    | 2-3    | 巨人     |
| 2016 | 井納翔一   | ○    | 2-1    | 広島     |
| 2017 | 石田健大   | ●    | 2-9    | ヤクルト |
| 2018 | 石田健大   | ●    | 3-7    | ヤクルト |
| 2019 | 今永昇太   | ○    | 8-1    | 中日     |
| 2020 | 今永昇太   | ●    | 1-5    | 広島     |
| 2021 | 濱口遥大   | ●    | 7-8    | 巨人     |
| 2022 | 東克樹     | ●    | 3-11   | 広島     |
| 2023 | 石田健大   | ●    | 3-6    | 阪神     |
| 2024 | 東克樹     | ○    | 4-3    | 広島     |
| 2025 | 東克樹     | ○    | 5-0    | 中日     |

## 主なエピソード

### 湘南電車カラーのユニフォーム
1974年から1977年のシーズンに使われたユニフォームのこと。ホーム用は橙色、帽子とビジター用は緑色を使っていたため、湘南電車を髣髴とさせる配色から「湘南電車カラー（湘南カラー）」と言われた。
このユニフォームが採用される契機になったのは山下大輔の入団である。当時の大洋は静岡県草薙総合運動場硬式野球場でキャンプを行うなど、静岡県とのつながりがあった。そこに静岡県出身の山下がドラフト1位で入団した。一方、ヘッドコーチの秋山登はオークランド・アスレチックスを参考としたユニフォームを作りたいという思いがあった。そこで静岡をコンセプトに「（静岡名産の）ミカンとお茶を題材にしたユニフォームは出来ないものか」とオーナーの中部謙吉に提案したところ、中部も「食品会社としてイメージアップにつながる」と了承。その結果、橙色と緑を使ったユニフォームが完成した。先述の経緯から具体的なデザインは、オークランド・アスレチックスの当時のユニフォームを参考にしている。

### 2001年と2005年の順位
セ・リーグでは2000年以前まで勝率順で順位を決定していたが、2001年は勝利数順で順位を決定する方法が採用された。
2001年、横浜は69勝67敗4分け、広島は68勝65敗7分けでそれぞれシーズンを終えた。勝率は横浜.507、広島.511であり、前年までの順位決定方式なら広島が上位になっていたところだが、上述の通りこの年は「勝利数順」で順位を決めていたため、勝利数で広島を上回った横浜が3位となり、5年連続のAクラス入りを果たした。
しかし、この順位決定方式は、シーズン途中では試合を早く消化したチームが上位になりやすく、実態が分かりづらいという理由から、わずか1年で順位決定方式が「勝利数順」から「勝率順」に戻された。
2005年にも勝率順位と勝利数順位が異なる事態が起こったが、今度は勝率順で順位を決定する規定になっていたため、ヤクルトよりも勝利数の少ない横浜が（横浜69勝70敗7分け、ヤクルト71勝73敗2分け）、勝率でヤクルトを上回り（横浜の勝率は.496、ヤクルトの勝率は.493）、最終順位は横浜が3位、ヤクルトが4位となった。
なお、セ・リーグでは2002年以降、現在に至るまで勝率順で順位を決定している。

### 地方球場での開催
大洋時代は初代本拠地の下関のほか、春季キャンプを行っていた草薙球場を始め、北海道、東北地方などで、1980年代後半からは神奈川県内の平塚球場（バッティングパレス相石スタジアムひらつか）や相模原球場（サーティーフォー相模原球場）や北関東の宇都宮清原球場、ひたちなか市民球場でも開催したことがある。
2016年以降は地方開催を新潟県立鳥屋野潟公園野球場（HARD OFF ECOスタジアム新潟）での1試合のみに縮小し、沖縄や平塚・相模原など保護地域の神奈川県内での地方開催も中断している。2020年は新潟の他に前述の通り、東京オリンピック/パラリンピックで横浜スタジアムが使用できない都合による兼ね合いで、東京ドーム、ZOZOマリンスタジアムでも開催が予定されていた。2021年シーズンは実際、東京ドームと神宮球場で主権試合が開催された。

#### 沖縄で公式戦
横浜時代の2010年6月29日・6月30日の2日間、同年全面改築が竣工した那覇市営奥武山野球場（沖縄セルラースタジアム那覇）で対東京ヤクルトスワローズ2連戦を主催開催した。大洋ホエールズ時代の1975年5月17日・5月18日に改築前の県営奥武山野球場（当時）で対広島東洋カープ2連戦を主催開催したが、沖縄県ではこの試合以来35年ぶりのプロ野球公式戦となった。また、この2試合は沖縄県でのプロ野球一軍公式戦としては史上初のナイター（19時開始）となった。それ以降も同球場では2011年（対広島）、2012年（対ヤクルト）、2014年（対巨人）、2015年（対中日）に横浜／横浜DeNA主催による公式戦が毎年2試合組まれ、最低でも年1試合は開催された。
2013年は阪神タイガースが同球場で公式戦を開催したため沖縄遠征は行わなかったが、2014年は巨人を帯同し、2年ぶりに沖縄遠征を実施した。ただ、7月8日と7月9日の2連戦（平年より30分早い18時30分試合開始）での開催を予定していた。しかし、7月8日の試合については平成26年台風第8号が最大級の勢力を保ったまま沖縄に直撃する恐れがあり試合の開催が困難であることと、観客の来場時の安全を考慮して、前日（7日）午後の段階で開催取りやめを発表した。またこの影響で、当初沖縄遠征に参加する予定だったユリエスキ・グリエルは、台風による飛行機の揺れへの不安から参加を辞退したことも判明した。グリエルは飛行機恐怖症との診断を受け、球団と協議したうえで沖縄遠征への参加を見送ったとしている。
なお、ベイスターズ主催試合から撤退した2016年以降の沖縄での公式戦はパ・リーグの球団が持ち回りで主催試合を行っているが、2022年は別途4月12・13日に巨人の主催試合も「沖縄復帰50周年記念・那覇市市制100周年記念試合」として行われ、2014年とは逆にDeNAがビジターとして帯同した。

#### 新潟との関係
HARD OFF ECOスタジアム新潟では開業した2009年から毎シーズン主催試合を開催している。DeNAへ親会社が代わった後は南場オーナーが新潟出身という事もあり、一時は、集客の見込める土曜・日曜の開催や対巨人戦の開催を行ったり、2016年には日本ハムを帯同して、同球場初となるセ・パ交流戦を1試合行うなど、新潟への配慮は大きい。
2013年は巨人主催のDeNA戦が1試合行われているが、これは同球場で唯一DeNAがビジター開催となった事例である。同年には別にDeNA主催の巨人戦も2試合行われた。
先述の通り2016年以降は地方開催を縮小しており、上記沖縄、並びに神奈川県内の平塚、相模原などでの一軍公式戦開催からは撤退したものの、新潟での開催は毎年平日1試合のみであるが唯一継続している。ただし、2020年は上述の理由で、新潟では土日を含む3連戦を予定していたが、いずれも横浜スタジアムでの開催に変更となった。また2021年は土・日曜に2試合予定されていたが、1試合が雨天中止となった。
他にも新潟に関連するイベントを開催しており、関係を継続している。
- 球団公認ファンクラブB☆Spirit Niigataの創設[252]
- 新潟県の野球少年へ5周年ロゴ入り野球帽の贈呈[253]
- 「うまさぎっしり新潟」DAY in ハマスタBAYガーデンの開催[254]

#### 下関開催の復活
初代本拠地である下関市にある下関球場（現・オーヴィジョンスタジアム）においては2007年を最後として公式戦開催が途絶えており、将来的な公式戦の復活開催実現へ向けて同市が中心となって「下関プロ野球招致実行委員会」を設立し、その手始めとして2019年、当球団創設70周年を迎えるにあたっての記念試合として、広島東洋カープとのオープン戦を誘致、球団最初の試合日に合わせて同年3月10日にデーゲームで開催することを決めた。
しかし、試合開始直前の降雨によりこのオープン戦の開催は中止となり、下関での記念試合は幻に終わった。この試合では1950年3月10日に行われた国鉄スワローズ戦で着用した初代ユニフォームを復刻して選手が着用する予定でもあった（この復刻版ユニフォームは3月21日に横浜スタジアムで行われた北海道日本ハムファイターズ戦で改めて着用された）。将来的には公式戦開催を目指して取り組んでいるが、2020年は公式戦開幕が東京オリンピックの関係により通常より早まるため、オープン戦は2019年12月の発表段階では予定されず、以後もオープン戦の開催はなされていない。

### アツいぜ! チケット
2012年5月1日から6日までの5戦で「全額返金!?アツいぜ!チケット」を1枚4000円・50席限定で販売した。このチケットは観客の満足度によって、試合内容が気に入らなければ勝ち・引き分けの場合は半額の2000円まで、負けた場合は全額の4000円を上限に返金するものであった。この企画の初日にあたる5月1日にチームが敗戦した際は全員が返金を要求。金額にして9割に及ぶ返金額となったが、勝利した試合でも半数以上の人間が返金を求め、5試合での売上100万円のうち半数近い47万円が返金となってしまった。この結果に当時の監督・中畑清はショックを受け、「ひどい負け方をしたならともかく、最高のプレーをして『金返せ!』じゃ選手のモチベーションを下げるだけ」とし、同じような企画を二度と実施しないように求めた。
なお、2012年度のレギュラーシーズン最終戦（10月8日・広島戦）において、「新・熱いぜ!チケット」が企画・発売された。これは、内野SS席ペアチケット（通常2人分で1万1000円）に2000円分（1人1000円）を追加で負担すれば、2016年度までにDeNAがレギュラーシーズンで2位以上の成績を収め、クライマックスシリーズ（CS）の主管権を確保した場合、その主管試合の内野指定席での観戦ができる権利を得るというものであったが、この期間中にCSに進出できなかったり、進出してもレギュラーシーズン3位で主管権を得られなかった場合、またはCSが廃止となって権利失効となった場合には、追加負担分は神奈川県のアマチュア野球の振興に役立てるという企画であった。実際には2016年の3位が期間内のレギュラーシーズンでの最高順位であり、DeNAはCSを主催することはできなかったため、観戦権は成立せず、全額が神奈川県の野球振興の寄附金となった。2019年にレギュラーシーズンで2位の成績を収め、CSの主管権を確保したことを受けて、球団は権利を特別に復活させた上でチケット購入者50組100人を同年10月5日のCSファーストステージ初戦に招待することとなった。

## キーワード

### 明大五人衆
1956年に明治大学から秋山登、土井淳、岩岡保宏、黒木弘重、沖山光利の5名が入団。同一校の選手が同一球団へ同時に5名も入団するのは極めて珍しく、彼らは「明大五人衆」と呼ばれて注目を集めた。

### 横浜大洋銀行
1980年代、横浜大洋ホエールズに対し、本拠地の横浜を主な営業エリアとする横浜銀行や当時存在した太陽神戸銀行（現在の三井住友銀行）をもじった「横浜大洋銀行」という呼び名が付けられていた。これは当時長年にわたって低迷し、毎年のように他球団に勝利を配給し続けてきた様を、勝敗数や勝率を預金や融資になぞらえて揶揄したもので、この不名誉な呼び名はいつしか定着してしまった。特に巨人ファンが「貯金をするなら横浜大洋銀行」へという合言葉とともに当球団を煽るなどしていたが、そのほかにも巨人以外の球団のファンが大洋や大洋ファンを嘲る際のみならず、大洋ファンも自嘲の念を込めて使い、特に連敗が込んだ時やテレビでの露出機会が多い巨人戦の対戦成績が著しく悪いシーズンにはマスメディアでも頻繁に使われた。また、最近では、同じく相性の悪い阪神戦においても、この名称が使用されることがある。一方で、その阪神とひっくるめて、セ・リーグで特に弱い球団として、「大洋神戸銀行」と揶揄することもあったという。巨人戦で負けが続くと「**銀行」と揶揄する事例も見られる（例として2014年に当時の監督の名前から「中畑銀行」と呼んだ見出し）。
1993年から球団名が横浜ベイスターズに改称されてからは「横浜銀行」と呼ばれるケースが多いものの、実際には球団と銀行の間には直接的な関係はなかったが、2014年8月に行われる「YOKOHAMA STAR☆NIGHT 2014 第1弾」に横浜銀行が初めて協賛することとなった。詳細は横浜銀行#その他を参照のこと。

### 背番号19の呪い
横浜大洋ホエールズ時代の1991年に中山裕章が少女への強制わいせつ事件を起こし、球団を解雇されて以降、彼が着用していた背番号19は欠番とされていたが、大洋は1992年オフに球団名を「横浜ベイスターズ」に変更。同年のドラフト会議で1位指名を受けた小桧山雅仁が「19」に関連する縁起の良いエピソードを複数有していたことや、小桧山自身も「事件のことは気にしない」と表明したことから、19番は小桧山（1993年 - 1998年）に与えられた。しかし彼以降、戸叶尚（1999年 - 2000年）、杉本友（2001年 - 2003年）、染田賢作（2005年 - 2008年）と、背番号19を着用した投手たちが次々と期待外れに終わったことから、2007年12月には『スポーツニッポン』が「背番号19の呪い」と報じた。しかし、藤江均（2009年 - 2014年）、山﨑康晃 （2015年 - ）がそのジンクスを払拭し、現在は死語となっている。

### デスターシャ
元々は在日のウクライナ人YouTuberグループサワヤンが運営するYouTubeチャンネルの冒頭の挨拶に由来している。
2022年より、ベイスターズの選手の間でサワヤンのチャンネルが流行したことをきっかけとして、主将の佐野恵太をはじめ、牧秀悟・桑原将志ら主力選手が本塁打を打ったあとのパフォーマンスとして「デスターシャ」を採用したことで広く知られるようになり、本塁打後のパフォーマンスとして定着した。2022年9月16日にはサワヤンが始球式に招かれている。

### 人物（架空人物を含む）関連
- 横浜55年会
- 大堀隆
- 池杉昭次郎（かつての名物応援団長）
- 清岡千穂（かつての応援歌作曲担当）
- 石橋貴明（とんねるず）（2005年 - 2006年頃まで球団のエグゼクティブ・アドバイザーを務めた）
- みのもんた（2007年、TBS内でのチーム応援団長）
- 萩本欽一（2011年、萩本と球団の合同による「欽ちゃん!!横浜ベイスターズ応援プロジェクト」を展開）
- クレイジーケンバンド
- スタジアムDJ
  - 栗原治久
  - ケチャップ（2003年 - 2011年）
  - 南隼人（2012年 - 2015年）
  - ジョージ・カックル（2016年）
  - MC RYU（2016年 - 2019年）
  - DJ YUI（2017年 - 2019年）
  - MC TEDDY（2019年 - 2022年、イベント進行担当）
  - DJ KENNY（2020年 - 2022年、試合進行担当）
  - 山田弥希寿（2023年 - ）
- オフィシャルリポーター
  - 長澤百代（2001年 - 2003年）
  - 大矢陽子（2003年 - 2006年）
  - 吉岡さちこ（2006年 - 2009年）
  - 芦崎愛（2010年 - 2011年）
- diana（球団の公式チアリーディングチーム、TBSトライメディアが運営）[注釈 82]

### 漫画・アニメ・ドラマ・ゲーム関連
野球中継番組については後述。
作品
- 『ササキ様に願いを』（みずしな孝之）：佐々木主浩を主人公とする、4コマ漫画。
- 『ポテン・ヒット・ガール』（丸顔めめ）：ベイスターズ女子を題材とする、野球観戦漫画。

登場人物
- 左門豊作 - 『巨人の星』（梶原一騎・川崎のぼる） - 右翼手。右投右打。背番号99。1976年から1979年までの『新・巨人の星』では最終章で球団名が横浜大洋となり、大リーグボール右1号（蜃気楼魔球）を打った場所も横浜スタジアムであり、飛雄馬と初めて会った場所も横浜である。
- 土門剛介 - 『ドカベン』（水島新司） - 投手。右投右打。背番号01。作中では『ドカベン プロ野球編』の1995年から2003年まで在籍した。
- 海王神人 - 『野球狂の詩』（水島新司） - 外野手。右投右打、背番号0。
- 橘英雄 - 『H2』（あだち充） - 三塁手。右投右打。2005年のドラマ版では最終回で横浜ベイスターズにドラフト指名され、MLBへ進んだ。ちなみにドラマ版の制作局は当時の親会社・TBSで、牛島和彦監督と山中正竹専務取締役が出演している。
- パウラ・ドード - アニメ『ミラクルジャイアンツ童夢くん』に登場する大洋ホエールズの選手。
- 天海 - 『ミラクルA』（貝塚ひろし）
- 柳生宗範 - 『黒い秘密兵器』（一峰大二） - 内野手兼外野手。右投右打。背番号13。
- 不二立彦 - 『侍ジャイアンツ』（梶原一騎・井上コオ） - 左打。背番号55。アニメ版には登場せず。

### 記録関連
- 1960年の日本シリーズ
- 1998年の日本シリーズ
- 2017年の日本シリーズ
- 2024年の日本シリーズ

### 試合関連
- 横浜DeNAベイスターズ主催試合の地方球場一覧

### 放送・新聞関連
- プロ野球中継
- 放映権 (日本プロ野球)#横浜DeNAベイスターズ
- TBS・BS-TBS・TBSラジオ・東通・TBSニュースバード（2013年まで）・TBSチャンネル（2014年 - ）
  - ハマスタWAVE（TBS経営時代のインターネット中継）
  - ニコニコ生放送（2012年以降、DeNA売却後のインターネット中継。映像はTBSから配信され、実況は独自）
  - Paravi→U-NEXT（TBSホールディングスも資本参加している定額制動画配信サービスで、二軍も含めて配信中）
  - S☆1 BASEBALL（2008年から2013年まではTBSニュースバードで、2014年からはTBSチャンネルにて完全放送中。TBS地上波で放送がない場合はtvkで放送される場合もある。当初tvk向けは外部所属のフリーアナウンサーの実況による同時放送だったが、2011年から独自実況になり、2012年以降はテロップも独自に）
  - 教えて!EA（2005年 シーズン（4月上旬 - 9月下旬）中にのみ毎週日曜日の17時25分にTBS地上波で放送されていた。同年就任の牛島和彦監督に同学年の高校球児として憧れていた石橋貴明（とんねるず）がエグゼクティブ・アドバイザー（EA）を務めた。）
  - お願い!EA（2006年 シーズン（4月上旬 - 9月下旬）中にのみ毎週日曜日の17時25分にTBS地上波で放送されていた。）
  - move on ベイスターズ（2008年 シーズン（4月上旬 - 9月下旬）中にのみ毎週日曜日の早朝にTBS地上波で放送されていた。）
  - Love BayStars（2009年 - 2011年 シーズン（4月上旬 - 9月下旬）中にのみ毎週日曜日の早朝にTBS地上波で放送されていた）
  - Oh!ベイスターズ（2012年 - 2020年 シーズン（4月上旬 - 9月下旬）中にのみ毎週日曜日の早朝（2012年）、金曜日の深夜（2013年以降）にTBS地上波で放送されていた。なお2013年以降タイトルには西暦が入る。）
  - With☆ベイスターズ（2021年 - シーズン（4月上旬 - 9月下旬）中にのみ毎週金曜日の深夜にTBS地上波で放送。タイトルには西暦が入る。）
  - TBSラジオ エキサイトベースボール（1979年以降主催ゲームを中継できなかったが、1999年 - 2001年は、ヤクルトと巨人が対戦している際の裏カードのみ対広島戦をRCCに、対中日戦をCBCに、対阪神戦をABC・MBSにネットしないという条件付で中継可能となり〔前記各局にはCBCも含めてLFが裏送りしたが、RCCの土・日曜ナイターはQRの場合もあり〕、2002年から裏送りも含め再度完全に可能となった。また、2002年は日曜デーゲームを中継し、「ベースボールベイスターズ」のタイトルで放送。2004年から2006年まではナイターでも「ベイスターマン」と称したチーム担当レポーターを配していた。プロ野球中継を廃止した2018以降は、DeNA主催試合に限りビジターチームや地方開催時の開催地の地元局への裏送りのみ2022年まで継続）
  - アッコにおまかせ!（2002年 - 2006年 「横浜ベイスターズ応援プロジェクト」コーナー）
  - MLB主義（2004年 - 2006年「ベイスターズ主義」コーナー）
  - みのもんたの朝ズバッ!（2009年 - 2013年　毎週火曜に「週刊みのVP」を選出）
  - サンデージャポン（2017年 - 「サンベイジャポン」コーナー（関東ローカルで番組終了直後に隔週で放送））
- ニッポン放送
  - ニッポン放送ショウアップナイター（1978年に横浜大洋主催試合の独占放送権を取得し、2002年の筆頭株主交代までヤクルト主催試合と共に中継の目玉であった）。現在も、対巨人戦のNRN全国中継を中心に試合を放送することがある。
  - ヒーローインタビュー（映画）
- 文化放送
  - 文化放送ホームランナイター（土曜に放送されるが、主催試合は対巨人戦を除き自社で放送されることは少なく、系列局向けの裏送り（主に2001年までと2012年の対広島戦のRCC、2018年以降の対阪神戦のABC）や技術協力の場合が多かった。2011年以降は巨人主催試合の週末デーゲーム増加により、年数試合程度が自社でも放送されていたが、2018年で自社でのレギュラー放送を終了し、2019年からはNRN系列局への裏送り配信と自社での日本シリーズの放送のみ継続）
  - 文化放送ライオンズナイター（平日の交流戦・横浜DeNA対西武戦で中継）
- J SPORTS
  - J SPORTS STADIUM（1998年から2007年まで放送。ジュピターテレコム（J:COM）・フジテレビなどが主要株主（2005年スポーツ・アイ ESPN合併後はTBSもわずかながら出資）だが、ベイスターズがTBS傘下に入ってからも引き続き放送された。TBS傘下入り後はTBSのアナウンサー・解説者の出演が多かった他、TBSのアナウンサーと大洋・横浜OBのフジテレビ・tvkの解説者の組み合わせとなる場合もあった。2021年からはJ SPORTSオンデマンド限定で配信）
- 神奈川新聞
- tvk
  - tvkプロ野球中継 横浜DeNAベイスターズ熱烈LIVE
  - ベイスターズくらぶ
- イッツ・コミュニケーションズ・横浜ケーブルビジョン・YOUテレビ・ジュピターテレコム（J:COM）
  - move on ベイスターズ!（2007年 イッツ・コミュニケーションズと横浜ケーブルビジョンで、横浜スタジアムでのナイター試合開始直前の平日17：30 - 17：45に生放送された番組）
  - 今日から！ベイスターズ（地元少年野球チームが出演してベイスターズ選手との交流を描く）
- 月刊ベイスターズ
- 『ダグアウトの向こう －今を生きるということ。』（プロ野球球団として、初の試みである球団公式ドキュメンタリー映画であり、2012年から毎年公開している(2015年、2020年を除く)。ラミレス監督時代には『FOR REAL』、三浦監督時代には『BBB（BAY BLUE BLUES）』に改題され続編が制作されている)
- FOD
  - 横浜DeNAベイスターズ L!VE（2025年から配信開始）

### 本拠地の所在地である横浜市及び神奈川県関連
- 横浜熱闘倶楽部
  - 横浜F・マリノス
  - 横浜FC
  - 横浜ビー・コルセアーズ
- ベイスターズ・ベースボールアカデミー
- 日産自動車
- 神奈川大学
- 産業能率大学
- ベイスターズ横浜会
- 横浜シミズ（主催ゲームで、球場と折半で運営業務・施設管理を委託している）
- 京浜急行電鉄（大々的に宣伝している）
- 横浜フリューゲルス
- 川崎ブレイブサンダース（2018-19シーズンよりDeNAが親会社）
- SC相模原（2021年よりDeNAが経営参画）
- 神奈川県を本拠地にするスポーツチーム
- 横浜市を本拠地にするスポーツチーム

### 応援団関連
- 全国星覇会
- 横浜ベイスターズを愛する会（横浜・北海道・関西・九州）